# Cromatografia gasosa bidimensional abrangente GCxGC
A cromatografia gasosa bidimensional abrangente GCxGC (do inglês "comprehensive two-dimensional gas chromatography") é uma técnica descrita originalmente em 1991 pelo professor John B. Phillips e seu aluno Zaiyou Liu. Desde então a GC×GC vem sendo extensivamente aplicada para solucionar problemas complexos de separações. Alguns dos grupos de pesquisa mais bem consolidados no mundo nessa técnica são encontrados na Austrália, Itália, Holanda, Canadá, Estados Unidos e no Brasil.
Utilizando-se a GC×GC, otimiza-se o poder de separação de um sistema de cromatografia gasosa acoplando-se duas colunas independentes que têm seletividades distintas. Assim, o eluente da primeira coluna, de tamanho convencional, é conduzido para a segunda, mais curta, através de um modulador, que tem como funções principais segmentar e focalizar frações do efluente da primeira coluna e, após a focalização, liberá-lo para a segunda coluna.
No Brasil a GC×GC foi primeiramente introduzida pelo Professor Fabio Augusto no Instituto de Química da Universidade Estadual de Campinas.

## História
A invenção da cromatografia gasosa (CG) geralmente é atribuída a A.T. James e A. J. P. Martin por um trabalho publicado em 1952, quando eles testaram a separação usando um gás como fase móvel pela primeira vez. A separação por cromatografia gasosa-líquida de oito ácidos graxos voláteis foi efetuada em uma coluna empacotada de 11 pés, à 137ºC e 100 minutos de duração. Nessa separação unidimensional com nitrogênio gasoso como fase móvel e óleo de silicone/ácido esteárico apoiada em terra diatomácea como fase estacionária, foram identificados aproximadamente 30 picos lado a lado. A técnica despertou o interesse da indústria petroleira que necessitava separar e analisar misturas de hidrocarbonetos. Um dos maiores desafios analíticos dos anos 50 foi estabelecer a composição do petróleo, que substituiu o carvão como a principal fonte de combustível líquido e insumos químicos. A indústria petroleira adaptou o uso de GC para a análise de composição e avanços excepcionais para o desenvolvimento e aplicações foram alcançados pelos principais pesquisadores das companhias.
As separações abrangentes surgiram com a cromatografia gasosa multidimensional desenvolvida por volta de 1960 depois da introdução do interruptor de Dean para controlar a direção do fluxo da corrente de gás usando mudança de pressão. A técnica só foi aceita para análises químicas quando foi desenvolvido o controle de pressão eletrônica nos anos 90, o que facilitou os intervalos de frações parciais. As frações obtidas em uma coluna foram desviadas para a segunda coluna, onde foi possível fazer a inspeção das frações selecionadas. A cromatografia gasosa multimensional emprega duas colunas independentes conectadas por uma interface, onde a amostra passa por uma sequência de diferentes processos de eluição. As fases móveis usadas são diferentes para cada eluição. As espécies que coeluem na primeira eluição são separadas na segunda.
A cromatografia bidimensional gasosa abrangente (GCxGC) foi sugerida por Martin em 1944, mas só foi descrita em 1991 por John B. Phillips e Zaiyou Liu. Eles modularam a injeção de frações consecutivas em uma coluna capilar convencional de GC em curtos e consecutivos períodos de tempo, em seguida realizaram uma análise rápida em uma segunda coluna mais curta e eficiente. A GCxGC permitiu a separação de grupos moleculares baseada na estrutura. Um aumento considerável na capacidade dos picos foi alcançado quando a mistura a ser analisada foi submetida a duas separações acopladas com dois diferentes mecanismos de separação. Espera-se que com o uso de GCxGC seja possível alcançar níveis máximos de separação de componentes e uma melhora na capacidade de pico da amostra, sem que o tempo de análise seja prolongado.

## Importância
Em uma análise de cromatografia gasosa convencional, algumas amostras apresentam significativa quantidade de compostos que não são separados facilmente, as quais contribuem para a sobreposição de picos. Apesar da utilização de diferentes parâmetros de separação e de programação das condições instrumentais, há possibilidade de separações com baixa eficiência. Um exemplo disso é a dificuldade de identificar e de quantificar os compostos presentes em amostras de biodiesel/diesel, ainda que a análise seja realizada por meio do monitoramento seletivo de íons em cromatografia gasosa acoplada a espectrometria de massas.
Além do controle das condições instrumentais e dos parâmetros de separação em cromatográfica gasosa, normalmente, é utilizado técnicas de preparo de amostra, que têm como objetivo transformar a substância de interesse em um derivado com as características adequadas para ser analisada. No entanto, a etapa de preparo de amostra, tanto a extração em fase líquida quanto a sólida, pode ocasionar perdas relevantes de compostos e assim comprometer a análise. Outros aspectos a serem considerados são i) o consumo de maior parte do tempo da análise; ii) a fonte de erros, principalmente, na análise de traços; e iii) a produção de resíduos.
Neste contexto, a cromatografia gasosa bidimensional abrangente (GCxGC) se destaca como uma importante técnica de separação, uma vez que possui alta capacidade para separação dos constituintes de matrizes complexas, tais como, análise metabolômica, lipidômica, petroleômica, combustíveis, alimentos, óleos essenciais e análise forense.
Para tanto, a GCxGC utiliza duas colunas cromatográficas com forma e mecanismo de separação independente. A primeira coluna apresenta comprimento maior do que a segunda e um modulador entre elas. Diferentemente da cromatografia bidimensional (GC-GC), que realiza a seleção do corte do efluente “heartcut” da primeira coluna, a GCxGC utiliza frações do efluente da primeira coluna, em seguida, passa pelo processo de modulação e, por fim, transfere para uma rápida separação na coluna secundária.
Em um sistema GCxGC a primeira coluna normalmente é apolar e a segunda é polar. A ordem inversa também é possível. As colunas podem estar localizadas no mesmo forno ou em compartimentos diferentes, permitindo assim maior controle de temperatura. Para a análise de uma amostra complexa o conceito de capacidade de pico (nc) deve ser considerado e representa a quantidade de sinais que pode ser colocado em um cromatograma com certa resolução e um determinado intervalo de tempo.
A capacidade de pico teórico de um sistema corresponde a soma da capacidade de picos para cada coluna. Em um sistema GC-GC para cada heartcut a contribuição de cada análise é em relação ao nc e precisa ser levado em consideração conforme equação abaixo
{\displaystyle n_{c}total\cong \Sigma n_{c}i=m\times n_{c}}
Onde: ni representa a capacidade de pico de cada coluna; m representa o número de colunas utilizadas; nc representa a capacidade de pico médio.
Em um sistema GCxGC a capacidade de pico corresponde ao produto das colunas individuais, tornando-a assim uma importante técnica com alta capacidade de pico em relação a outros arranjos bidimensionais.
{\displaystyle n_{c}total\cong n_{c}1D\times n_{c}2D}
Normalmente um pico largo, separado na primeira dimensão, corresponde à soma de dois ou mais compostos que ao passar pelo processo de modulação, obtém-se um cromatograma com o sinal dos compostos correspondente a esse pico largo. O cromatograma obtido a partir de uma análise GCxGC apresenta diferença em relação a uma separação cromatográfica convencional e possibilita a identificação de mais compostos desconhecidos. O resultado final da análise corresponde a um grande número de cromatogramas obtidos na segunda dimensão que facilita a identificação de compostos pertencentes a certos grupos.

## Modulação: o processo
A modulação é uma das etapas fundamentais do sistema GCxGC pois é responsável pela coleta ou amostragem contínua de frações pequenas do eluato provenientes da coluna da primeira dimensão ou primária (1D), reconcentração ou focalização dessas frações em bandas estreitas e sua subsequente reinjeção na coluna da segunda dimensão ou secundária (2D). Assim, o modulador é um sistema de transferência de massa localizados entre as colunas em um sistema de GCxGC.
Os diferentes tipos de moduladores possuem vantagens e desvantagens distintas, mas possuem uma função em comum que é isolar e transferir o eluente da coluna 1D para a coluna 2D o mais rápido e eficiente possível. O desempenho dos moduladores pode ser avaliado por quatro parâmetros: período de modulação, taxa de transferência, largura do pulso de injeção e a capacidade de pico resultante proveniente da separação da coluna 2D.
O período de modulação (PM) definido como o tempo em que o modulador amostra o eluato da 1D e o conduz para a 2D, isto é, o tempo de execução da separação na coluna 2D, é de extrema importância por influenciar na qualidade do cromatograma. Outro ponto importante do PM é que a sequência de amostragem e reinjeção deve ser definida e repetida de forma precisa ao decorrer de toda a análise cromatográfica e, para minimizar a ocorrência de picos fora do ciclo é necessário que a separação na 2D tenha ocorrido antes da injeção da fração cromatográfica da coluna ¹D subsequente. Os PM típicos compreendem uma faixa de 1 – 10 s e esse período deve ser selecionado para complementar a largura de base (Wb) dos picos da coluna 1D.
A taxa de transferência (em inglês, duty cycle) é definida como a fração do analito transferido da coluna 1D para a coluna 2D. Um modulador que transfere completamente todo eluente da coluna primária para a coluna secundária possui uma taxa de transferência igual a 1,0. A taxa de transferência depende do design dos moduladores, dessa forma, todo o analito ou somente uma fração dele pode ser direcionada para a coluna 2D. Em casos em que a transferência do eluato é parcial a taxa de transferência é ≤ 0,5 e os moduladores são denominados como de baixa taxa de transferência.
Outro aspecto fundamental de GC×GC que pode ser destacado é que a reconcentração do efluente da ¹D, que ocorre durante a modulação, ocasiona um aumento significativo da sensibilidade. O processo de modulação faz com que as bandas cromatográficas em sistemas GC×GC sejam 10 a 50 vezes mais estreitas que em ¹D-GC, resultando em valores para a 2wb entre 50 ms a 500 ms, o que exige detectores com resposta rápida e pequenos volumes internos.
Os moduladores mais comuns e comercialmente disponíveis atualmente são: os moduladores térmicos e os moduladores de fluxo diferencial (em inglês, differential flow modulators).

### Moduladores criogênicos
Dentre os diversos tipos de moduladores existentes, os criogênicos se destacam como uma alternativa simples e robusta. O princípio de funcionamento de tais dispositivos se baseia na criação de armadilhas criogênicas de resfriamento que viabilizam a coleta e reconcentração de frações do analito da 1D.
Um dos moduladores criogênicos mais antigos é o sistema criogênico longitudinalmente modulado (LMCS, do inglês Longitudinally Modulating Cryogenic System), que opera através de resfriamento indireto. No entanto, moduladores baseados em jatos frios têm sido cada vez mais difundidos. Diferentemente da geração anterior de moduladores que utilizam de camisa de refrigeração, os de jato frio operam baseados no jateamento de gases comprimidos (dióxido de carbono ou nitrogênio).
O desenvolvimento e refino da técnica por parte dos criadores proporcionou ganho de robustez ao retirar dos moduladores tipo LMCS partes móveis e promover aumento de eficiência de resfriamento através do acoplamento de válvulas externas ao forno que operam alternadamente para promover o resfriamento de seções da 2D.
Ao longo das últimas décadas pesquisadores de todo o mundo têm se empenhado no desenvolvimento de novos moduladores criogênicos de jato. A barra de busca do Publons, por exemplo, retorna mais de 500.000 periódicos com os termos "new cryogenic modulator" (novo modulador criogênico, em português), o que faz uma lista extensiva de subclassificações. Segue alguns exemplos:
- Duplo jato frio (dual jet)

- Duplo jato frio e duplo jato quente (quad jet)

- Jato frio e jato quente (loop modulator)

Vale ressaltar que enquanto o dual jet utiliza de dióxido de carbono como fluido criogênico, os moduladores tipo quad jet e loop modulator empregam nitrogênio, o que promove melhoria na coleta até mesmo de analitos altamente voláteis.

#### Aplicações
Um grupo de pesquisadores holandeses publicou em 2003 o artigo "Evaluation of modulators and electron-capture detectors for comprehensive two-dimensional GC of halogenated organic compounds" na revista Journal of Chromatography a respeito de um estudo comparativo de moduladores criogênicos na análise de compostos halogenados. Nesta pesquisa investigou-se moduladores do tipo LMCS, resfriados a nitrogênio e um dispositivo semi rotativo por eles desenvolvido. A partir disso os pesquisadores realizaram uma série de ajustes e discussões sobre o melhor arranjo instrumental para a detecção desejada.

Outro grupo de pesquisadores norte americanos publicou em 2006 o artigo "Total-transfer, valve-based comprehensive two-dimensional gas chromatography" na revista Analytica Chimica Acta o desenvolvimento e teste de um modulador de válvula com o objetivo de reduzir a sensibilidade de detecção em matrizes como a gasolina e óleo de eucalipto. Os pesquisadores perceberam que o arranjo de modulação por eles desenvolvido era mais portátil e menos caro que a instrumentação GC x GC disponível no momento.

### Moduladores térmicos sem criogenia
O uso de moduladores na cromatografia gasosa caracteriza a técnica de Cromatografia Multidimensional abrangente a qual é conhecida desde 1991 quando Liu e Phillips utilizaram um modulador de dessorção térmica (DT) de estágio duplo para a entrada de amostra, diferenciando-se da cromatografia gasosa convencional.
Nos dispositivos de estágio duplo, dois eventos em série ocorrem em duas zonas diferentes do modulador. Umas dessas zonas pode usar o método de criogenia (uso de gases em estado líquido para acelerar o resfriamento) ou não. Embora a modulação criogênica seja eficaz, é uma técnica relativamente dispendiosa. Consequentemente, o conceito e o desenvolvimento de uma modulação livre de criogenia e de baixo custo é de grande interesse. Como exemplos de moduladores térmicos que não utilizam o método de criogenia para resfriamento temos:
- Moduladores Térmico de Varredura

O termo “modulador térmico” é empregado para todos os dispositivos que utilizam uma diferença de temperatura positiva/negativa em relação a temperatura do forno e assim realiza-se o processo GCXGC. A maioria dos moduladores térmicos permitem um aumento da sensibilidade (devido a reconcentração da amostra) e são tipicamente caracterizados por um ciclo de trabalho igual a 1 (é a razão entre a quantidade de amostra que sai e entra na interface). Até 1998 (ano em que o primeiro sistema criogênico e pneumático foi registrado), todos os moduladores térmicos eram desenvolvidos por Phillips e colaboradores. O modulador térmico mais importante e também o primeiro a ser comercializado, foi o de varredura. Este dispositivo foi descrito em 1997, e desde então sofreu atualizações técnicas até sua versão final em 1999.
O modulador térmico de varredura consistia em um aquecedor que possuía ranhuras, girando por meio de um eixo. O aprisionamento da banda cromatográfica e a focalização foram realizadas na temperatura do forno, em um capilar modulador com revestimento espesso de fase estacionária, localizado entre as duas dimensões. O processo de estágio duplo foi obtido através da rotação anti-horária do aquecedor sobre o capilar do modulador.
Embora o varredor térmico tenha se mostrado útil, dos cinco protótipos, apenas dois continuaram trabalhando por dois anos. Os demais sistemas apresentaram deficiências no projeto e não funcionavam perfeitamente. O varredor térmico era pelo menos 30 vezes mais sensível que os cromatografos gasosos convencionais.
- Moduladores Pneumáticos

A modulação pneumática é bastante difundida e conhecida, por diversas razões, ela é a técnica que mais se aproxima da eficácia que a modulação criogênica em estágio duplo possui e por isso é uma alternativa bastante utilizada.
A modulação pneumática pode ser realizada com o emprego de uma válvula “em linha” de conjunto de colunas (in-line) ou por uma válvula localizada “em linha externa” (out-line). As análises de modulação pneumática geralmente são realizadas usando um circuito ou câmara de armazenamento.

#### Aplicações
O uso de moduladores térmicos sem criogenia tem sido empregado como alternativa de baixo custo nas análises de solo, petróleo, oleos, acidos graxos, entre outros compostos que possuem com característica amostral uma grande variedade de picos eluídos em seu cromatograma. Os estágios envolvidos na técnica permite a detecção e quantificação de compostos em diferentes temperaturas em uma mesma corrida analítica.
Em experimentos que utilizam moduladores térmicos o potencial de identificação é aumentado devido a geração ordenada dos cromatogramas em compostos de padrões homólogos (alcanos, hidrocarbonetos, compostos monoaromáticos, etc).

### Modulador de estado sólido
O modulador de estado sólido faz parte do grupo de moduladores térmicos que não utilizam a criogenia para o resfriamento. Neste caso, é utilizado o resfriamento termoelétrico para a redução da temperatura, o tornando uma alternativa com menor custo operacional.
Guan & Qiang descreveram na patente U.S. 8277544, Inc., 2010 o modulador térmico independente (TiM, Thermal independent Modulator), que foi desenhado para a utilização fora do forno do cromatógrafo, o que proporcionava uma grande economia energética, uma vez que os moduladores presentes dentro do forno do cromatógrafo precisavam gastar muito mais energia com o resfriamento devido ao calor do forno. Além disto, este dispositivo contava também com o resfriamento termoelétrico (TEC, Thermoeletric Cooling) de 3 estágios, com o aquecimento das extremidades do modulador e com a utilização de uma coluna capilar.
Em 2016, Luong et al. descreveram um novo tipo de modulador, o modulador de estado sólido, conhecido como SSM (do inglês, Solid State Modulator). Este modulador se baseava na patente descrita por Guan & Qiang, entretanto possuía algumas melhorias, como a utilização do aquecimento por meio da mica-térmica. Devido a essas melhorias, foi possível aumentar a faixa de trabalho de apenas compostos entre 6 e 10 carbonos, para a análise de compostos entre 6 e 24 carbonos, além de alcançar boa repetibilidade do tempo de retenção dos compostos estudados (benzeno, tolueno, etilbenzeno e xileno) e largura de pico e desvio padrão satisfatórios.
O modulador SSM atua com três diferentes zonas de temperatura. Inicialmente o eluente que sai da coluna ¹D entra na coluna capilar pela área aquecida e, em seguida, entra na área resfriada, onde a amostra será reconcentrada por um tempo determinado. Após passar pela área resfriada, o eluente atravessa novamente a área aquecida e é reinjetado na coluna ²D. A coluna se movimenta entre as áreas aquecidas e resfriada durante todo o processo de modulação e, em cada área aquecida existe um rolo de grafite para auxiliar na movimentação da coluna e evitar o desgaste do seu recobrimento.
Algumas particularidades do modulador SSM são a instalação do modulador fora do forno do cromatógrafo, tornando o seu funcionamento térmico independente da temperatura que se encontra o forno e a escolha da coluna capilar interna, que – assim como as colunas 1D e 2D - deve ser utilizada de acordo com o tipo de aplicação, pois seus modelos variam conforme a diferença dos pontos de ebulição dos analitos.

#### Aplicações
Este tipo de modulador pode ser utilizado desde a análise de compostos orgânicos voláteis (VOC, Volatile Organic Compounds) até a análise de amostras complexas de betume, por exemplo.
Em 2018, Guan et al. utilizaram o SSM para a análise de compostos orgânicos voláteis orgânicos, entre 2 e 12 carbonos, presentes como poluentes na atmosfera. A técnica utilizada foi a GCxGC-qMS, juntamente com o modulador SSM, sendo possível modular com sucesso hidrocarbonetos extremamente leves até o C2 (etano e etileno) sem a utilização de criogenia. Neste caso, a primeira coluna utilizada foi de polaridade intermediária, com uma pré-coluna PLOT e, na segunda dimensão foi utilizada uma coluna polar.
Mais recentemente, em 2020, Boswll et al., utilizaram com sucesso o modulador de estado sólido para a análise de amostras complexas de betume, que é a fração mais pesada do petróleo. No geral, este tipo de análise emprega moduladores criogênicos. Entretanto, devido ao alto custo da utilização da criogenia, os autores decidiram utilizar o modulador de estado sólido. A técnica utilizada foi GCxGC-TOFMS, com modulação SSM.

### Moduladores de fluxo
Os moduladores de fluxo (FM) são moduladores que utilizam de um fluxo de gás para controlar e isolar porções do eluato da coluna 1D e reinjetá-las na coluna 2D para separação. O desenvolvimento dos moduladores de fluxo iniciou-se a com base nos moduladores de válvula. Apesar de serem semelhantes aos moduladores de válvula, os moduladores de fluxo possuem duas colunas de fluxo acopladas. O modulador fluídico ou de fluxo diferencial foi o design de modulador de fluxo pioneiro e subsequentes moduladores fluídicos foram baseados no modelo original desenvolvido entre os anos 2000 - 2006. O princípio operacional desses moduladores consiste na alternância entre os ciclos de acumulação (fill) e injeção (flush) do canal de coleta controlado por uma válvula solenóide de três vias de ação rápida alocada fora do forno do cromatógrafo. A adesão dos moduladores de fluxo diferencial em um sistema GCxGC ocorreu a partir da comercialização da Tecnologia de Fluxo Capilar (CFT) (em inglês, Capillary Flow Technology) em placas microfluídicas com dinâmica de injeção “forward fill/flush” (FFF).
Os moduladores de fluxo que operam no modo forward fill/flush possuem a coluna ¹D conectada ao injetor e a coluna ²D ao detector, como mostrado na figura abaixo. A primeira etapa do processo de modulação é a acumulação (fill), isto é, o canal de coleta ou alça de amostragem é preenchida com o eluente da coluna ¹D (setas vermelhas) que sofre uma desaceleração da velocidade devido ao gás auxiliar proveniente da válvula que impede a passagem (aplicando pressão) do eluente da alça de amostragem para a coluna ²D (setas verdes) enquanto a válvula solenóide está no modo load (carregar). Em seguida, o eluente acumulado é rapidamente injetado, em aproximadamente 0,2 ou 0,3s, com a mudança da direção do fluxo de gás auxiliar da válvula de modulação entregando uma vazão de gás na coluna ²D. Os analitos são rapidamente separados na coluna ²D e o modulador está pronto para realizar o próximo ciclo (acumulação e injeção).

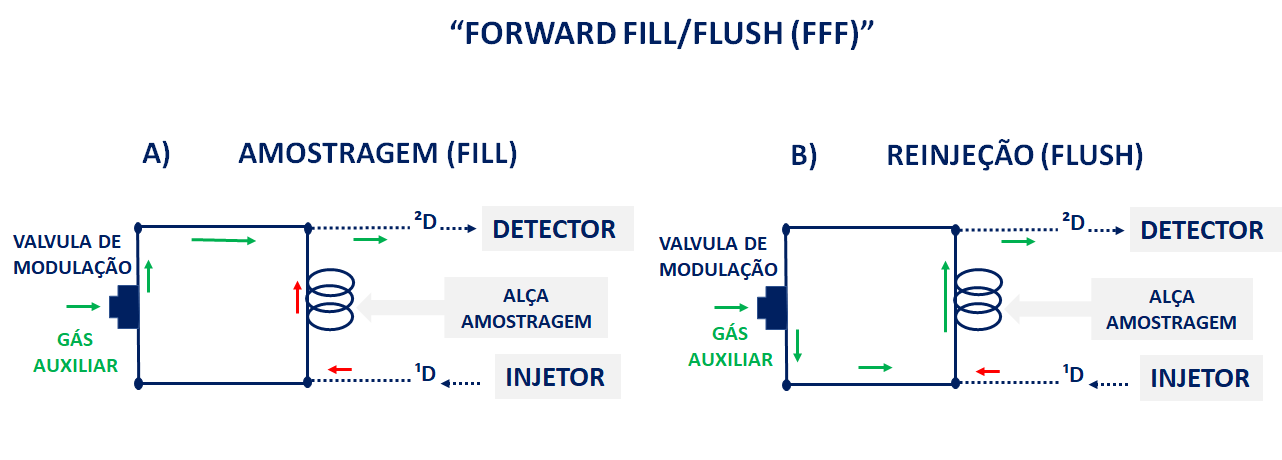
Princípio operacional do modulador de fluxo diferencial com dinâmica “forward fill/flush”, (A) etapa de amostragem ou acumulação e (B) etapa de reinjeção.

O uso de um modulador FFF em um sistema GCxGC é apropriado para análises de amostras em que as concentrações dos constituintes não são drasticamente diferentes. Entretanto, em concentrações altas de um analito em que se gera picos muito intensos e que diferem extremamente dos outros picos, o uso dos moduladores FFF pode causar deformações nos picos como também comprometer a resolução de picos adjacentes na coluna ²D e prejudicar a quantificação dos analitos. Além disso, o modulador FFF é pouco flexível quando se trata do período de modulação. Nesse tipo de modulador de fluxo não é possível trabalhar com períodos de modulação muito longos, maiores do que 2 ou 3 segundos, devido a sua configuração. Outro ponto a destacar na interface FFF é que sua configuração também gera uma resistência em termos de eluição na ¹D o que ocasiona em tempos de retenção maiores quando comparados com a 1D GC.
Por esses motivos, o modulador FFF caiu em desuso e atualmente o modulador de fluxo utilizado e disponível comercialmente é o “reversed fill/flush” (RFF), que possui maior flexibilidade em relação ao período de modulação e não gera atraso nos tempos de retenção como no modo FFF. A principal diferença entre os moduladores FFF e RFF está na direção do fluxo de gás que é reversa durante a etapa de reinjeção com auxílio de restritor.
Do mesmo modo que no modulador de fluxo FFF, o modulador RFF tem a coluna ¹D conectada ao injetor, a coluna ²D ao detector e um restritor conectado ao final da alça de amostragem como na figura abaixo. Dessa forma, as bandas cromatográficas eluem da ¹D e se direcionam para a alça de amostragem e são acumuladas (setas vermelhas) devido a aplicação de pressão pelo gás de arraste auxiliar (setas verdes). Conectado ao final da alça de amostragem, o restritor é responsável por aliviar a pressão mas mantém o sistema pressurizado o suficiente para que o processo seja lento e etapa de acumulação ocorra. No processo de reinjeção, a válvula muda o sentido do gás de arraste em comparação com a coleta, de cima para baixo (setas verdes), e direciona o eluente na alça de amostragem para a coluna ²D gerando picos muito mais estreitos quando comparados com o modulador FFF.

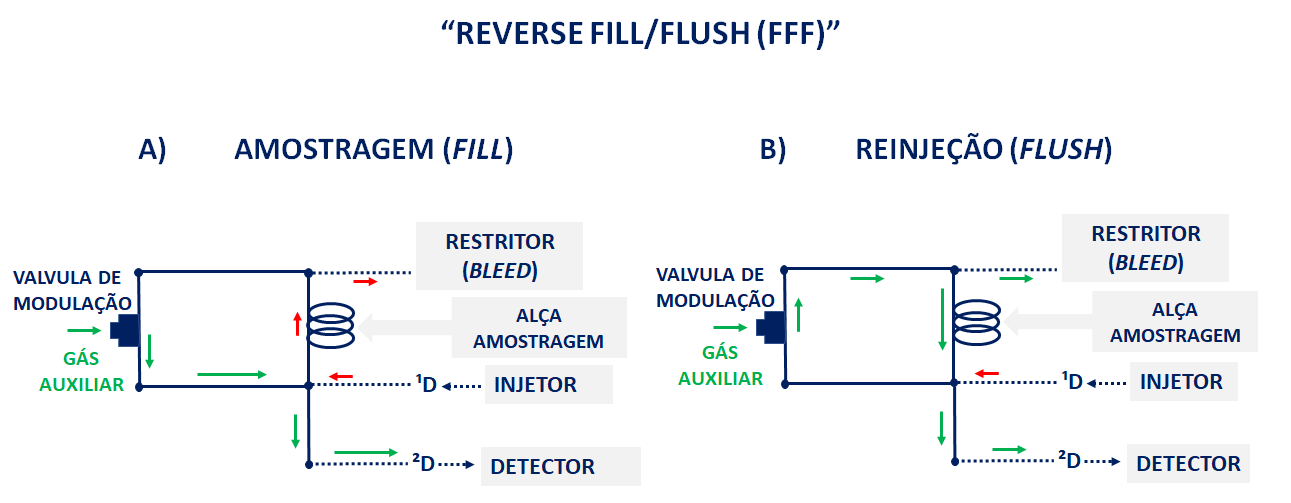
Princípio operacional do modulador de fluxo diferencial com dinâmica “reversed fill/flush”, (A) etapa de amostragem ou acumulação e (B) etapa de reinjeção.

No intuito de preservar a resolução da ¹D como também evitar sobreamostragem dos picos ¹D, aproximadamente três modulações sobre a área do pico ¹D são recomendadas. O número de modulações pode ser definido selecionando o período de modulação adequado, assim, o período de modulação é um parâmetro crítico que influencia a eficiência do processo de modulação. Além do período de modulação, outros parâmetros como a vazão da coluna ¹D e a vazão da coluna ²D também devem ser considerados na otimização do processo de modulação a fim de evitar os efeitos adversos que podem causar a assimetria dos picos, picos duplos ou ainda a sua modulação incompleta e com isso podendo afetar a confiabilidade da análise.
Dessa forma, os moduladores de fluxo diferencial são uma alternativa aos moduladores térmicos devido ao design simples e efetivo, custo operacional baixo, configuração robusta, capacidade de modulação de compostos maiores que C₇, total conservação da massa do eluente e não utilizam criogenia. Entretanto, o uso de moduladores de fluxo é desafiador quando se acopla o sistema GCxGC ao detector MS devido às altas vazões aplicadas na coluna ²D. Isso pode ser resolvido utilizando um divisor de fluxo ou estendendo o tempo da etapa de reinjeção de modo que se utilize vazões menores de gás mas sobretudo mantendo a eficiência do processo de modulação.

#### Aplicações
Os moduladores de fluxo apresentam uma ampla aplicabilidade e podem ser utilizados em sistemas de cromatografia bidimensional abrangente acoplado à um detector de espectroscopia ultravioleta a vácuo (FM-GCxGC-VUV) para separações de amostras de petroquímicos e ésteres metílicos de ácidos graxos.
O sistema FM-GCxGC pode ainda ser utilizado para obter o “fingerprint” de aromas do cacau utilizando um sistema de detecção dupla contendo um espectrômetro (MS) de massas e um detector por ionização de chama (FID). Entretanto, o uso de moduladores de fluxo é desafiador quando se acopla o sistema GCxGC ao detector MS devido às altas vazões aplicadas na coluna ²D. Isso pode ser resolvido utilizando um divisor de fluxo ou estendendo o tempo da etapa de reinjeção de modo que se utilize vazões menores de gás mas sobretudo mantendo a eficiência do processo de modulação.

## Injetores

### SSL
Na cromatografia a Gás existem diversos injetores que podem ser utilizados, dentre eles, o Injetor Split Splitless (SSL) que apresenta um papel de destaque, visto seu alto grau de eficiência na injeção de amostras por vaporização em colunas capilares. Em Química Analítica é importantíssimo que as análises sejam otimizadas para que os erros analíticos sejam diminuídos a fim de obter resultados mais precisos, e, o SSL possui um mecanismo de funcionamento favorável para eliminar erros, além de outras vantagens quantitativas e qualitativas.
O nome atribuído ao injetor provém dos modos em que ele pode ser usado, Split e Splitless. Por dentro do equipamento, ocorrem múltiplas ações simultâneas e precisas no momento da injeção. As técnicas são direcionadas pelo operador de acordo com a atribuição analítica, logo, é o operador quem define o modo em que o injetor funcionará. Em vias gerais há poucas disparidades entre o uso nos dois modos, porém cada uma possui características que se adequam melhor para um tipo de análise específica.

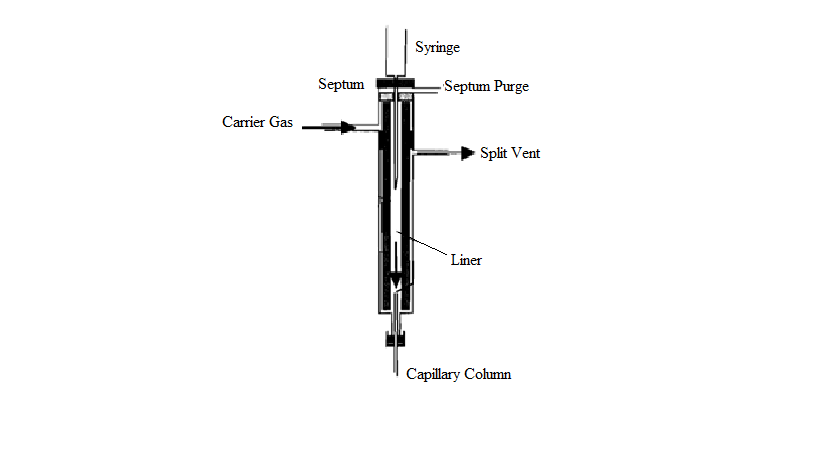
Componentes de um Injetor SSL.

A descrição dos componentes do injetor é importante para compreensão do seu funcionamento e cuidados diários, a vista que as peças são sensíveis e requerem conhecimento e cuidado para manuseio. A começar pelo Septum que é uma peça de silicone posicionada no topo do injetor com a função de evitar impurezas e vazamentos no momento de inserção da seringa. A seringa deve ser compatível com o injetor. O Septum Purge é uma saída de possíveis impurezas que ainda sim possam ter adentrado no injetor. O Carrier Gas é a entrada do gás de arraste no injetor, seguido pelo Split Vent com a função de ventilar para fora, parte do gás e até mesmo parte da amostra dependendo da técnica utilizada. O Liner é o “recheio” do injetor, por onde passam o gás de arraste e amostra antes de entrar na coluna, é interessante que ele seja constituído por um material quimicamente inerte para que não reaja com o gás ou analito. Alguns Liners podem ser constituídos de vidro.
A técnica de injeção no modo Split consiste na inserção da amostra através da seringa, assim que em contato com a parte interna do injetor a temperatura evapora o analito, enquanto um gás de arraste já está circulando. A saída Split Vent permanece aberta. Depois de evaporada a amostra fica contida no Liner quimicamente inerte e posteriormente é transferida para a coluna por meio do gás de arraste. É importante lembrar que uma parte significativa deste sistema para fora do sistema através do Split Vent que permaneceu aberto, sendo assim o fluxo interno é dividido.
O modo Split apenas 0,3% à 20% do analito consegue chegar a coluna capilar, isso é intencional e essa técnica é escolhida quando há grandes concentrações do material a ser analisado. A menor quantidade de substância que pode ser inserida sem alterar o grau de confiabilidade da análise é de 1µL, o que equivale aproximadamente à 1mg. Com essas condições as bandas no cromatograma são distintas e nítidas.
A proporção entre a quantidade de material que entra na coluna e a quantidade ventilada para fora do injetor pode ser calculado a partir da proporção do fluxo da coluna e do fluxo dividido. Essa proporção denomina-se Razão de Divisão. É importante fazer o cálculo dessa proporção antes da injeção da amostra para ter um direcionamento e controle maior da análise, por parte do operador, porém fatores externos à Razão de divisão devem ser levados em consideração no momento da análise. Por exemplo, se uma Razão de Divisão for igual a proporção de 1:20 significa dizer que apenas 1/20 partes da amostra entrarão na coluna.

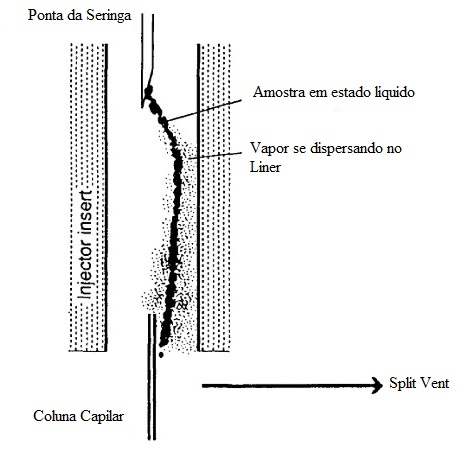
Representação adaptada da evaporação da amostra dentro do injetor SSL

A Injeção Splitless significa sem fluxo dividido durante a injeção, ou seja, o Split Vent permanece fechado nesta técnica, sem ventilar para fora do injetor grande parte da amostra como acontece no modo Split. Antes da amostra ser inserida a saída Split Vent é fechada pelo usuário e o gás de arraste transfere quase todo material da amostra para a coluna. A divisão é evitada para que se obtenha maior sensibilidade na análise, já que a amostra comumente é menos concentrada. As concentrações de soluto indicadas são de 0,1 e 50 ppm (mg/µL).
| Modo      | Coluna  | Concentração da Amostra | Concentração da Amostra na Coluna |
| --------- | ------- | ----------------------- | --------------------------------- |
| Split     | Capilar | Alta                    | Baixa                             |
| Splitless | Capilar | Baixa                   | Alta                              |

A evaporação no injetor SSL precisa de uma fonte de energia em forma de calor, havendo duas possibilidades, a amostra será inserida com a câmara interna do injetor pré-aquecida com temperatura constante ou através de um programa de controle de temperatura. Esta fonte de calor não sobrecarrega o sistema, pois, é eficientemente resfriado pelo injetor. Como a injeção e evaporação acontecem quase que simultâneas, há discussões sobre o calor fornecido ao liquido da amostra não chegar completamente visto o pouco tempo de conversão, porém essa variação não prejudica os resultados. Nos dois casos pode ocorrer degradação térmica da amostra dentro do injetor, se a temperatura não for adequada.
Em ambas as técnicas a amostragem correta é muito importante. O analito pode estar nos estados sólido, liquido ou gasoso e o preparo da amostra deve ser escolhida de acordo com seu estado físico e interação química. O gás de arraste também deve ser escolhido de acordo com suas propriedades interativas com a amostra, a exemplo da afinidade química absortiva ou adsortiva.
Aplicações
O injetor Split Splitless pode peça fundamental na detecção de fragrâncias, por exemplo, um trabalho publicado no “Jornal of Cromatography” mostrou resultados de uma análise quantitativa de fragrâncias em cromatografia gasosa com múltiplos injetores, um deles o Split/Splitless. O sistema selecionável 1D ou 2D para análise foi montado com base na relação GC-MS acoplado à FID e ODP. Os injetores usados foram SSL e PTV(Programmed Temperature Vaporizing) acoplados ao cromatógrafo. A configuração disposta nos injetores possibilitou a utilização simultânea em portas de conexão de injetores diferentes, a execução foi de sequência única, diminuindo o tempo de análise e consequentemente otimizando o processo.
Outra aplicação do injetor SSL é com a ténica headspace de amostragem, que é um método mais eficiente de determinação de compostos voláteis e também pode ser feita em amostras no estado sólido, desenvolvido em 1950 este método ainda é utilizado nos dias de hoje devido seu alto grau de eficiência. É mais simples entender o preparo com uma amostra quando em estado líquido, normalmente assim que coletada é refrigerada em um recipiente que é preenchido até o topo com a amostra, para que nenhum volátil seja perdido. Após este preparo e antes da análise o analito é posto em um frasco com uma quantidade grande de espaço entre amostra ate o topo, e então o frasco é vedado e aquecido. Os compostos voláteis começam a se mover "para cima" na fase gasosa da amostra até que um estado de equilíbrio seja atinjido. Vale ressaltar que neste caso a razão das concentrações do analito na fase liquida/solida e na fase gasosa  é uma constante definida por Coeficiente de Partição K dada por K=Cs/Cg, onde, Cs é a concentração do analito na amostra após o equilíbrio e Cg é a concentração do analito na fase gasosa após o equilíbrio. Quanto maior o valor de K, maior a quantidade de analito extraida na coluna, pois menos tempo será gasto para que se estabeleça o equilíbrio entre as fases. Esse coeficiente reduz em conformidade com o aumento da temperatura no sistema. É importantíssimo levar em conta a origem da amostra, por exemplo, se for orgânica  pode diminuir o valor K com a adição de sais.

### PTV
Quando o equipamento realiza a transferência da amostra para a coluna cromatográfica há o desafio de conseguir manter a integridade química da mesma, essa é uma etapa crucial, pois está relacionada com a exatidão e precisão dos resultados. Pode-se acrescentar o fato de que existem amostras de matrizes complexas com inúmeras substâncias químicas diferentes que em um injetor convencional não seria possível a separação correta e precisa.
O injetor vaporizador de temperatura programável (do inglês Programmed Temperature Vaporizing - PTV) foi projetado com a capacidade de evitar a segregação de componentes pesados, diminuir a perda de compostos de baixo peso molecular, minimizar a decomposição de compostos termicamente instáveis, por conta das diferentes taxas de vaporização, além de injetar grandes volumes (100 µl) quando os pontos de ebulição dos componentes da amostra e do solvente diferirem em mais de 100°C e melhorar o foco na entrada da coluna.
O PTV é a conciliação do injetor clássico (com e sem divisão de fluxo), com o injetor de coluna à frio, onde os analitos são introduzidos no sistema em baixas temperaturas. A amostra é injetada em um liner (ou inserts) com uma temperatura baixa, em seguida a temperatura do injetor é aumentada até um valor suficiente para a vaporização de todos os compostos da amostra que serão analisados (esse valor é programado no software). A temperatura inicial é definida em um valor abaixo ou próximo ao ponto de ebulição do solvente utilizado. O liner é resfriado antes e durante a injeção por dispositivos ou gases, e após a injeção é aquecido com ar comprimido pré-aquecido ou aquecedores elétricos.
Como o evaporador não precisa ocupar todo o volume de expansão da solução da amostra injetada, inserts menores com volumes internos menores podem ser usados. A transferência de massa para a coluna consequentemente será mais rápida e isso diminui o alargamento da banda dos picos e, assim, melhora a relação sinal / ruído (HÜBSCHMANN, 2008).
Nas imagens a baixo é demonstrado os componentes do injetor PTV. Para se operar no modo sem divisão de fluxo a saída da vazão do split deve estar fechada, caso queira operar no modo com divisão de fluxo a saída deve estar aberta. Para injetar amostras abaixo da temperatura ambiente utiliza-se a entrada e saída do ar de resfriamento. No corpo do vaporizador há uma serpentina que é responsável pelo controle de temperatura do injetor.
Procedimentos de injeção com PTV

Transferência de amostra total
A amostra é diluída em um solvente adequado e injetada a baixa temperatura, com a válvula split fechada. A temperatura do injetor deve ser correspondente ao ponto de ebulição do solvente e durante a injeção, a temperatura do forno é condicionada abaixo da temperatura do injetor. Após o solvente evaporar e atingir a coluna, o injetor é aquecido, o intervalo de tempo desse processo leva entre 5 – 30 segundos. A taxa de aquecimento deve ser controlada para obter uma evaporação amena dos componentes da amostra para a transferência para a coluna. Essa taxa depende das dimensões do insert e seu revestimento e da taxa de fluxo do gás de arraste. Após a transferência das substâncias para a coluna, o injetor é purgado abrindo a válvula split. A alta temperatura de injeção é mantida até o fim da análise para evitar o acúmulo de impurezas e possíveis adsorções. O resfriamento do injetor PTV é ajustado para que injetor e o forno estejam prontos para a próxima análise ao mesmo tempo.
Como enchimento do insert pode ser utilizado lã de vidro silanizada ou pode-se utilizá-lo vazio. A lã de vidro silanizada aumenta a área de superfície, portanto é utilizada para análise de compostos como alcanos ou hidrocarbonetos clorados.

PTV Split Injection
Nesse modo de operação, a válvula split está totalmente aberta. Esse modo é adequado para soluções concentradas, onde a alimentação da coluna pode ser adaptada à sua capacidade e à natureza do detector, regulando o fluxo da válvula split. Isso permite um alto fluxo de gás de arraste. Trabalhando com modo split é possível alcançar melhores relações sinal / ruído e tempos de análise mais curtos, em comparação com a transferência total da amostra. A amostra é injetada a frio e a temperatura inicial do forno é escolhida de acordo com as condições de retenção.

PTV Solvent Split Injection
Esse método é adequado para a análise de soluções com baixas concentrações que sofreriam perda de analito. Ele reduz a taxa de transferência da amostra, reduzindo a etapa de pré-concentração. Através da configuração pode-se aplicar grandes quantidades de solventes. É necessário utilizar liner preenchido com lã de vidro silanizada ou outro material inerte. Nesse modo a válvula split está aberta durante a injeção, a temperatura do injetor é correspondente ao ponto de ebulição do solvente e a temperatura do forno é abaixo da temperatura do injetor. A válvula split é fechada quando o final do pico do solvente passa pelo detector. Após o fechamento da válvula o injetor é aquecido. Quando a amostra é transferida para a coluna a válvula é aberta e a temperatura do injetor é mantida até o fim da análise. O modo de divisão de solvente PTV também permite a derivatização de substâncias no injetor, o que simplifica a preparação da amostra.

Injeção de Grande Volume
A injeção de grande volume (LVI-PTV) permite a injeção de volumes de 100 µL ou mais. Os componentes da amostra devem ser menos voláteis do que o solvente utilizado. É necessária a instalação de uma válvula aquecida que evite a condensação de vapor do solvente para que não obstrua a linha de exaustão. Abaixo do sistema há uma válvula de retrolavagem para evitar que grandes quantidades de vapor do solvente entrem na coluna e para limpar o injetor durante a etapa de aquecimento após a injeção. O liner é preenchido com lã silanizada.

Injeção PTV on-column
O injetor PTV pode ser utilizado para injeções diretamente na coluna. O insert utilizado deve ser equipado com um restritor na parte superior que funciona como um guia para a agulha. O injetor e o forno da coluna possuem temperatura abaixo do ponto de ebulição do solvente. O injetor é aquecido para realizar a transferência da amostra, e logo após a transferência total o programa do forno é iniciado. A temperatura do injetor é mantida até o fim da análise.

Aplicações
Uma das aplicações do injetor PTV é a caracterização de amostras petroquímicas. Tais amostras são uma das mais complexas na química analítica, pois o número de compostos é estimado acima de um milhão. Outra aplicação é a determinação de agrotóxicos em alimentos, pois nessa cultura possuem alta demanda devido as pragas. Embora o uso dos agrotóxicos contribui para o aumento da produção, existe a preocupação da sua presença nos alimentos e a alta ingestão de alimentos com quantidade excessiva de resíduos de agrotóxicos.

### SPME
Nos métodos cromatográficos podemos nos deparar com amostras não compatíveis com o sistema cromatográfico onde a separação ou detecção só é possível se houver um preparo de amostra preliminar. A etapa do preparo de amostra é muito importante para que sejam alcançados resultados confiáveis e reprodutíveis. O conceito básico desta etapa é converter uma matriz real em uma amostra adequada para a análise. Para que esta etapa seja bem sucedida é necessário entender todo o processo de análise de um componente específico de uma amostra, incluindo suas propriedades físico químicas, condições ambientais e os componentes da matriz da amostra. As técnicas empregadas para o preparo de amostra segundo modelos de transferência de massa podem ser divididas em: extração em equilíbrio e pré-equilíbrio em sistemas de fluxo, extração em pré-equilíbrio em batelada e extração exaustiva e não exaustiva em estado estacionário. Dentre todas as técnicas de extração, sendo ela exaustiva ou não exaustiva, há um princípio termodinâmico fundamental em comum envolvendo o equilíbrio do analito na fase extratora e na amostra. Este equilíbrio, baseado na afinidade do analito com a fase extratora, é representado pela constante de distribuição, Kes, calculado pela razão da atividade do analito na fase extratora e na matriz, ae e as respectivamente, podendo ser substituído por suas devidas concentrações, Ce e Cs.
{\displaystyle K_{es}={\frac {a_{e}}{a_{s}}}={\frac {C_{e}}{C_{s}}}}
Se a fase extratora for um sólido podemos descrever a constante de distribuição (Kses) pela razão entre a concentração de analitos adsorvidos na superfície da fase extratora, Se, e a concentração de analitos na matriz da amostra, Cs.
{\displaystyle K_{es}^{s}={\frac {S_{e}}{C_{s}}}}
O SPME do inglês “solid phase micro-extraction” é um método de preparo de amostra introduzida por Pawliszyn em 1989 classificado como técnica não exaustiva de rápida extração e livre de solventes. A técnica basicamente consiste em expor uma pequena quantidade de fase extratora, associada a uma fibra, a uma amostra por um determinado tempo. Assim que a fibra entra em contato com o analito inicia-se uma difusão progressiva do analito no revestimento da fibra até que o equilíbrio seja atingido. Esta relação de massa do analito extraído pelo tempo de exposição da fibra compõe o que chamamos de Perfil de Extração. Algumas condições de extração, como por exemplo, temperatura, pH, agitação, salting out e solventes orgânicos em água podem afetar a constante de distribuição e consequentemente o perfil de extração. O processo de microextração é considerado completo quando a concentração de analito atinge o equilíbrio entre a matriz da amostra e o revestimento da fibra. Três modos de extração podem ser realizadas utilizando SPME: extração direta, headspace e extração envolvendo uma membrana protetora.

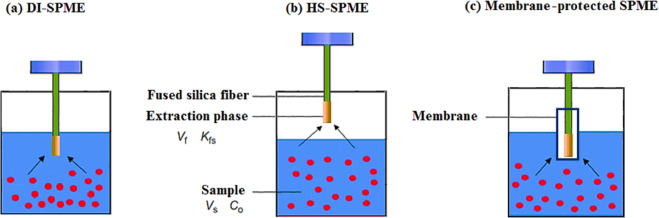
a) Extração direta (DI - direct immersion); b) SPME Headspace; c) SPME membrana protetora

No modo de extração direta a fibra é inserida dentro da amostra e os analitos passam da matriz da amostra para a fase extratora. Para facilitar a extração, a agitação pode melhorar o transporte do analito da amostra para a fibra. No caso do headspace, apenas analitos voláteis e semi-voláteis são extraídos, a fibra fica acima da matriz da amostra na região do headspace. Esta técnica é muito vantajosa quando se trabalha com interferentes de alto peso molecular. Em amostras contendo compostos não voláteis e interferentes de alto peso molecular a aplicação direta ou SPME headspace pode não ser efetivo. Nestes casos o uso de SPME com membranas protetoras resultam em uma melhor reprodutibilidade e precisão. Nas últimas décadas a implementação do SPME no preparo de amostras trouxe muitos progressos. O volume de fase extratora é bem menor se comparado com a técnica LLE (do inglês liquid liquid extraction) e este volume reduzido resulta em um isolamento relativo mais seletivo de analitos.
Devido a sua característica “solvent-free” e o tamanho da sua fibra ou capilar, o SPME pode ser conveniente a diversos instrumentos analíticos, já que sua sensibilidade é alta. A cromatografia gasosa é o método analítico mais frequentemente utilizado em conjunto com o SPME onde os analitos adsorvidos são introduzidos no injetor, injetores como SSL, por exemplo, podem ser utilizados com o SPME. A dessorção dos analitos é bem rápida devido a temperatura do injetor, que promove um decréscimo significativo na constante de distribuição e um aumento do coeficiente de difusão.
Podemos encontrar outros tipos de injetores projetados para uso com SPME. A utilização de um injetor dedicado para rápidas injeções pode fornecer tempos mais rápidos de separação e uma zona de injeção mais nítida devido a rápida injeção, este tipo de injetor permanece frio durante a introdução da agulha e aquece rapidamente quando a fibra é exposta ao gás de arraste. A fibra também pode ser desenvolvida para que não seja necessário o uso do injetor, contendo elementos que aquecem no seu interior, desta forma a fibra pode ser introduzida diretamente na coluna para que os analitos sejam dessorvidos. Uma outra alternativa são os injetores de dessorção flash desenvolvidos utilizando corrente diretamente na fibra. Este tipo de injetor só é possível se a haste for feita de material condutor, quando as conexões elétricas são feitas na parte interna da interface a fibra é rapidamente aquecida por uma descarga de corrente capacitiva. Injetores de dessorção flash podem ser aplicados como interface direta com uma variedade de equipamentos de detecção como, por exemplo, espectrômetro de massas e emissão atômica.

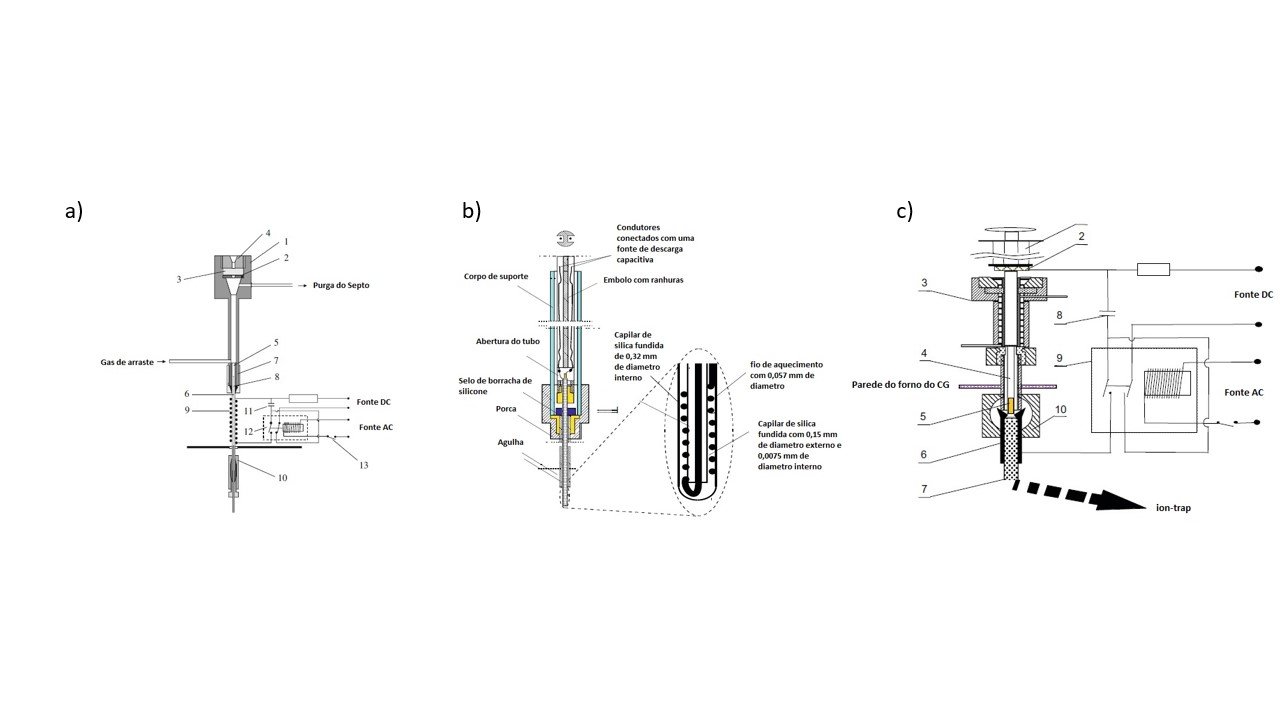
(a) Diagrama esquemático de um injetor instantâneo SPME 1-corpo do injetor, 2-lavatório, 3-septo, 4-porca, 5-guia da agulha, 6-Capilar de sílica fundida, 7- porca, 8- arruela, 9-aquecedor, 10-conector final, 11-retransmissor; 12, capacitor; 13, trocador (b) Interior do dispositivo SPME com aquecimento (c) Sistema de dessorção de descarga capacitiva direta, 1-seringa SPME; 2-conexão elétrica I; 3-corpo do injetor; 4-fio de aço; 5-revestimento de ouro; 6-conexão elétrica II; 7-linha de transferência; 8-capacitor; 9- retransmissor; 10-conector de topo.

A primeira versão comercial de injetor automático de um cromatógrafo a gás com capacidade para SPME surgiu em 1993. Inicialmente os modelos desenvolvidos atuavam de forma estática sem controle de temperatura e um dos maiores desafios em projetar SPME automático é incorporar o controle de agitação e temperatura, assim como outras melhorias, como resfriamento interno da fibra ou injetores dedicados. Atualmente os injetores automáticos já possuem capacidades adicionais como controle individual de temperatura das amostras e agitação que permite o “bake-out” da fibra do SPME fora da porta de injeção. As técnicas mais comumente utilizadas para agitação da amostra em SPME automático são: vibração da fibra, rotação de bandeja e oscilação da bandeja. Por outro lado, em operações com fibra de SPME manual utiliza-se a agitação magnética. A vantagem das técnicas utilizadas nos processos automáticos é a não inserção de objetos externos na amostra, diminuindo a chance de contaminação, porém essas técnicas possuem algumas restrições. A agitação da fibra é mais eficiente em volumes pequenos e as técnicas de rotação e oscilação podem gerar um estresse na fibra se a velocidade não for controlada.
Em qualquer aplicação SPME em cromatografia gasosa a perfuração do septo pode se tornar um problema quando se utiliza septos tradicionais de CG, principalmente em métodos automatizados, de alto rendimento e com baixa supervisão, devido ao calibre diferente da agulha tradicional para CG e da agulha do SPME. Este problema pode ser facilmente resolvido trocando o septo para um de uso adequado ou utilizando um equipamento para injeção sem septo, estes equipamentos possuem um sistema de vedação durante a injeção e separação dos componentes da amostra. Para aumentar a robustez da fibra foi desenvolvido uma fibra de metal super elástico, o conjunto da agulha e fibra são feitos com liga inerte e flexível que fornece maior robustez e permite a realização de centenas de análises sem que a fibra seja danificada. Algumas fibras requerem um condicionamento inicial em temperaturas adequadas de acordo com o fabricante, para isso foi projetada um condicionamento de fibra de SPME autônoma permitindo o condicionamento rápido da fibra com altas temperaturas e fluxo de gás para a dessorção e posterior purga de contaminantes.
A configuração em fibra não é a única forma de SPME que vem sendo utilizada de forma automática acoplado a um CG. O dispositivo “in-tube” onde a extração é feita no interior de uma agulha também foi automatizada, sendo comercializada desde 2000 com o nome SPDE, do inlgês “solid-phase dynamic extraction”. O dispositivo é montado em uma seringa e, por repetição de puxar e pressionar o êmbolo, a amostra é coletada pela fase extratora. Para uma dessorção efetiva do analito no cromatógrafo, a fase gasosa flui através da fase de extração até a porta de injeção, isso é alcançado utilizando nitrogênio podendo ser aspirado dentro da seringa imediatamente antes da injeção ou adicionado através de uma entrada na lateral da seringa. Esta configuração do SPME possui um volume maior de fase extratora e é capaz de realizar mais análises do que o SPME por fibra, porém uma limitação da técnica é a utilização de agitação magnética, pois a agulha não pode ser tensionada.

#### Aplicações
A técnica de SPME vem sendo implementada em diversas áreas como agricultura, indústria alimentícia, análises biológicas, estudos ambientais, etc.
O uso dessa técnica tem sido essencial no estudo de metabólitos, já que métodos tradicionais de amostragem e preparo de amostras podem resultar em alterações no perfil metabolômico devido a uma multiplicidade de fatores como decomposições e interconversões de metabólitos, perdas de metabólitos voláteis, entre outros. Uma amostragem via SPME de imersão direta in vivo acoplada ao CGxCG-TOFMS foi empregada para analisar mudanças em tempo real no metaboloma de maçãs “Honeycrisp” durante seu amadurecimento nas árvores. Pela primeira vez, alcalóides de Amaryllidaceae, metabólitos com atividades biológicas importantes, incluindo anticancerígenos, antivirais, antiparasitária e inibidores de acetilcolinesterase (AChE) foram detectados em maçãs.
A técnica também é comumente utilizada em análises de aromas, principalmente em alimentos, já que a sensação do sabor é um fator chave que define o sucesso e aceitação do produto. Um método analítico baseado em SPME headspace combinado com CGxCG-TOFMS foi capaz de caracterizar compostos voláteis sulforados (VSCs, do inglês volatile sulfur compounds) em Baijiu do tipo “Aroma de Molho de Soja”. O nome Baijiu é derivado do chinês e refere-se a uma bebida forte, alcoólica e transparente. O Baijiu do tipo Aroma de Molho de Soja, também conhecido como Moutai, é um dos mais famosos Baijius na China. Com esse método foram identificados e quantificados dezenove tipos de VSCs, em particular, a presença de dissulfeto de metil furfuril e 2-metil3-(metildisulfanil)furano podem ser contribuintes importantes para o aroma da bebida.

## Colunas
Em relação aos arranjos de colunas mais utilizados são:

### Arranjo inverso

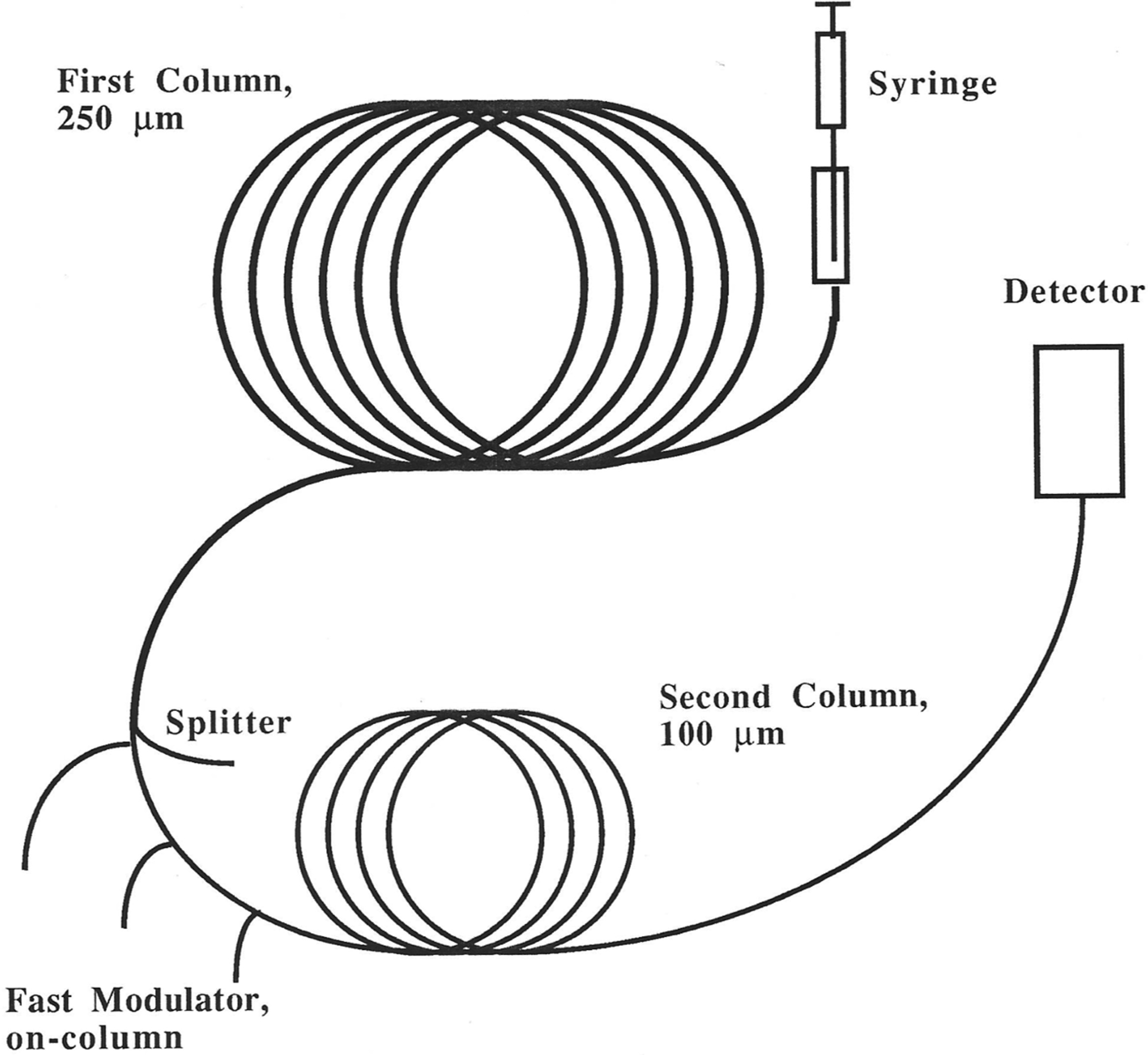
Sistema de um Varian modelo 3700 GC com um detector FID

No contexto da cromatografia gasosa existem mais de uma técnica para garantia da seletividade da coluna cromatográfica, sendo uma delas a coluna de arranjo normal, arranjo inverso ou fase reversa como também é comumente denominado e colunas quirais. Antes de entrarmos propriamente na explicação do arranjo inverso, aplicada a cromatografia gasosa bidimensional abrangente, é interessante o entendimento deste termo para a cromatografia convencional.
Para cromatografia convencional (GC) em fase reversa, a fase estacionária apresenta polaridade mais intensa ao comparado com a fase móvel, em vista disso as fases móveis em fase estacionária reversa apresentam maior concentração de solvente apolar. Outra característica a ser citada é quanto ao fator de retenção da amostra (K), o mesmo aumenta para compostos mais hidrofílicos. Portanto, nesse tipo de coluna as moléculas hidrofílicas eluem primeiro enquanto que as moléculas hidrofóbicas eluem por último. Embora a cromatografia de fase reversa seja proposta como um método que pode ser aderido, o mesmo é menos utilizado devido a incompatibilidade de variedades de solventes com as fases de cromatografia gasosa.
A cromatografia gasosa bidimensional abrangente (GC × GC) é uma técnica de separação de alta resolução que possui em seu sistema duas colunas com seletividades distintas que admitem uma separação bidimensional das moléculas da amostra analisada. Em condições normais a coluna primária possui caráter não polar, sendo a segunda separação realizada por uma coluna polar. No entanto, para um sistema de coluna de fase reversa ocorre a inversão das polaridades das colunas, utilizando-se, portanto, colunas polar e apolar respectivamente para a primeira e segunda separação.
Para as configurações que adotam sistema apolar / polar ocorre maior resolução em solutos mais polares e substâncias que possuem maior massa molecular, entretanto no sistema de coluna reversa observa-se seletividade melhor para substâncias de baixa polaridade, sendo aplicável por exemplo para hidrocarbonetos naftênicos e compostos de heteroátomo polares. Mesmo que o conjunto de coluna normal seja geralmente o mais utilizado, o arranjo de colunas inverso oferece resultados bons para diversos tipos de amostras. A figura abaixo apresenta o sistema operacional de Varian modelo 3700 GC com um detector FID, em que a coluna primária (polar) mede 21 metros e 250 μm id (Supelcowax-10) e a segunda coluna secundária (não polar) de 1 m, 100 μm id (Quadrex-007), este é um exemplo do sistema de colunas de arranjo inverso em GC × GC.

#### Aplicações
Para aplicar esta abordagem ZHU, avaliou o efeito da utilização de diferentes combinações de colunas da seletividade em GC × GC, tendo como amostra de estudo o licor chinês Moutai. As comparações ocorreram entre três combinações de colunas de conformidade “tipo reverso” (uma coluna polar como a primeira dimensão e uma não ou menos polar como a segunda dimensão) e uma coluna de configuração do tipo “normal”. Como o licor Moutai é composto principalmente por substâncias polares a citar álcoois, aldeídos, cetonas, ésteres e ácidos a combinação que se apresentou mais adequada para a separação cromatográfica foi a coluna de arranjo inverso.
Outro exemplo de aplicação pode ser observado no artigo Analyzing hydrocarbon fractions in crude oils by two-dimensional gas chromatography/time-of-flight mass spectrometry underreversed-phase column system, em que Li; Cao e Hu, analisaram compostos orgânicos em óleos crus com alta resolução e condição de coluna de fase normal e fase reversa usando cromatografia gasosa bidimensional / espectrometria de massa de tempo de voo (GC × GC / TOFMS), com o objetivo de avaliar a eficácia dos sistemas de colunas propostos para separação de hidrocarbonetos. Os autores verificaram que o sistema de coluna de fase reversa apresenta maior eficácia na separação de hidrocarbonetos ao ser comparado com a fase normal. Além disso, a fase reversa permite um adequado isolamento de biomarcadores de hidrocarbonetos saturados dos óleos crus avaliados.

### Arranjo com colunas quirais
O uso de cromatografia gasosa bidimensional abrangente (GC×GC) aprimora a seletividade e sensibilidade do sistema cromatográfico adotado para a separação de isômeros. Isso deve-se ao fato de que é possível definir arranjos de colunas com seletividades diferenciadas como a escolha de fases estacionárias comuns em uma dimensão e fases próprias para isômeros em outra dimensão. Esta combinação de mecanismos de separação permite maximizar a separação de analitos em matrizes complexas. Além disso, é importante entender quais tipos de isomeria existem entre os componentes para a escolha do melhor arranjo de colunas nas diferentes dimensões.
A isomeria pode ser definida como moléculas de composição atômica idênticas, porém com diferentes arranjos de ligações dos átomos ou orientação dos átomos no espaço. Assim, substâncias de mesma formula molecular são chamadas de isômeros. Existem três tipos de isomeria: constitucional, configuracional e conformacional. Os isômeros constitucionais possuem a mesma composição atômica, porém arranjo de ligações diferentes, por exemplo, as moléculas catecol, resorcinol e hidroquinona, apesar de possuírem a mesma formula molecular, possuem posicionamentos distintos das hidroxilas ligadas ao anel aromático promovendo diferenças nas propriedades físico-químicas dos compostos. A isomeria conformacional está relacionada com a posição espacial de cada átomo na molécula, como as diferentes conformações que o ciclohexano pode assumir, cadeira ou barco. Por fim, a isomeria configuracional refere-se às relações geométricas entre átomos da molécula. Os diferentes exemplos deste grupo incluem as isomerias geométricas cis e trans em moléculas que apresentam insaturações, por exemplo cis- e trans-2-buteno ou diastereoisômeros, e a isomeria enantiomérica ou óptica, cujo par de moléculas possui um ou mais centros quirais. Assim, dois isômeros enantioméricos são estruturas espelhadas uma da outra, ou seja não são sobreponíveis. Entre os diferentes exemplos de compostos que apresentam quiralidade, uma estrutura comumente estudada é o 2-butanol, que apresenta dois isômeros (+)-2-butanol e o (-)-2-butanol.
Conforme os isômeros constitucionais apresentam estruturas químicas diferentes, a escolha de uma coluna cromatográfica baseia-se na separação a partir da diferença de suas propriedades físico-químicas. Isômeros conformacionais possuem pequenas barreiras de energia para a interconversão entre as diferentes conformações, normalmente não são distinguíveis em cromatografia, portanto apresentam-se como um único pico no cromatograma. Entretanto, os isômeros configuracionais necessitam de fases estacionárias mais seletivas. No caso de isômeros cis e trans, ou diastereoisômeros, o uso de fases estacionárias mais polares e colunas mais longas promove uma melhor resolução cromatográfica, pois estes compostos apresentam pequenas diferenças físico-químicas que permitem sua separação ao longo da corrida. Para a separação de enantiômeros, moléculas que possuem as mesmas características físico-químicas, torna-se necessário o uso de fases estacionárias com enantiosseletividade, isto é, seletores quirais são necessários para interagir seletivamente com estes compostos e fornecer a resolução dos compostos.
O mecanismo da separação de enantiômeros provém da formação de complexos transientes de associação diastereoisomérica, isto é, a formação de diastereoisômeros por interação direta do enantiômero com a fase quiral, ou por reação química com um reagente de derivação. Portanto, a enantiosseletividade é obtida a partir da interação preferencial do seletor quiral com os enantiômeros. De acordo com mecanismo de separação desenvolvido por Poole, a enantiosseletividade de um dos enantiômeros advém de pelo menos três interações com o seletor quiral. Porém, o outro enantiômero reproduz uma situação em que ocorre apenas duas interações com o seletor quiral. Por consequência, o enantiômero que possui mais interações preferenciais forma um complexo mais estável com a fase estacionária que o enantiômero com menos interações preferenciais e se essa estabilidade for suficiente, os dois enantiômeros serão separados, pois o enantiômero com menos interações ficará menos tempo retido na fase estacionária.
Contudo, este modelo não explica precisamente o mecanismo de separação de enantiômeros em polímeros quirais. Portanto, de forma complementar, existe o efeito de ajuste conformacional no início da formação do complexo diastereoisômérico, responsável pela diferença nas estabilidades dos complexos e, em seguida, pela separação dos enantiômeros.
Diversos tipos de fases estacionárias quirais são comercializadas e utilizadas atualmente, uma vez que a grande variedade de opções está relacionada com a grande quantidade de mecanismos de enantiosseletividade. A cromatografia gasosa para separação de enantiômeros apresenta três principais tipos de fases estacionárias: ciclodextrinas modificadas, complexos metálicos e aminoácidos modificados.

#### Ciclodextrinas
As ciclodextrinas são oligossacarídeos macrocíclicos naturais contendo seis (α-), sete (β-) ou oito (ℽ-) monômeros de D-glicose em conformação cadeira conectados por ligações α-(1,4). Os anéis de glicose são dispostos na forma de uma cavidade cone truncado, formando uma cavidade relativamente hidrofóbica e uma superfície externa polar na qual os grupos hidroxila estão localizados. As propriedades das ciclodextrinas naturais podem ser modificadas ao reagir as hidroxilas da superfície externa com vários grupos funcionais ou ao manipular o tamanho da abertura do anel de ciclodextrina, expandindo sua faixa de aplicação para separações de enantiômeros, e otimizando suas propriedades físicas para uso como fases estacionárias.
Inicialmente, os derivados de ciclodextrina natural enfrentaram dificuldades na questão de pontos de fusão desfavoráveis e temperaturas de decomposição baixas, porém a utilização de alguns derivados, por exemplo alquilados, no recobrimento de superfícies de vidro desativadas contribuíram para contornar estas dificuldades. Atualmente, o uso de derivados de ciclodextrina como fases estacionárias declinou nos últimos anos em favor de derivados de ciclodextrina dissolvidos ou quimicamente ligados a uma fase estacionária de polisiloxano, por exemplo, imobilizada em fase de cianopropil–polidimetilsiloxano. Essas fases geralmente possuem maior estabilidade térmica e mecânica, além de maior eficiência. As ciclodextrinas têm sido aplicadas com sucesso na separação de enantiômeros de diversas funções, como álcoois de baixa massa molecular, aminas, aminoácidos, epóxidos, ácidos carboxílicos, ésteres, lactonas, éteres, haloalcanos e hidrocarbonetos.

#### Aminoácidos
Os aminoácidos modificados são estruturas de baixo peso molecular e, geralmente, contêm um único ou poucos centros quirais próximos aos grupos substituintes que possuem interações de atração ou estéricas com os enantiômeros. Estes seletores quirais são relativamente pequenos e adequados para imobilização em sílica gel ou superfícies de vidro. Atualmente, o único exemplo disponível comercialmente é a fase de polimetilsiloxano contendo L-valina-f-butilamida (Chirasil-Val), que tem sido usada para separar uma ampla gama de aminoácidos racêmicos derivados, aminoálcoois, aminas, hidroxicetonas, 2-hidroxiácidos e seus ésteres, 3-hidroxiácidos, lactonas e sulfóxidos.

#### Complexos metálicos
A formação rápida e reversível de complexos de transferência de carga entre íons metálicos e compostos orgânicos que atuam como doadores de elétrons pode ser usada para ajustar a seletividade entre enantiômeros. O mecanismo de seletividade utiliza a diferença em constantes de estabilidade entre o composto de coordenação com metal e os analitos. Separações complexas de diastereoisômeros e enantiômeros podem ser realizadas por cromatografia de complexação. Exemplos de fases estacionárias deste tipo incluem algum metal bivalente (por exemplo, níquel, cobalto e manganês) com bis [3-(trifluoroacetil)-(lR)-canforato] e bis [3-(heptafluorobutanol)-(IR)-canforato] dissolvido ou incorporado em uma fase que não possui ação de coordenação de metais, tal como polidimetilsiloxano

#### Aplicações
As colunas de ciclodextrinas modificadas são amplamente utilizadas para separações de enantiômeros em matrizes complexas como fragrâncias, aromas, alimentos e óleos essenciais.
Um exemplo disso é a separação de álcoois isômeros como 2- e 3-metilbutanol e ésteres como acetato de butila, ácido butanoico e o seu respectivo éster butanoato de etila, entre outros compostos dessas classes, que estão presentes no vinho em diferentes concentrações, variando de baixas concentrações como 0,8 µg L-1 até altas concentrações como 490 mg L-1. Estes compostos possivelmente contribuem para a qualidade sensorial do vinho, portanto diferenças nas concentrações dos isômeros podem proporcionar alterações no perfil aromático do vinho. Desta maneira, a correta identificação e quantificação desses compostos tornam-se importantes.
No estudo realizado por Shao e Marriott, optou-se por utilizar duas colunas na primeira dimensão recobertas com ciclodextrinas modificadas, EtTBS-β-CD (MeGA) e CycloSil-B. Além disso, diferentes arranjos de colunas para sistemas GC×GC foram testados para explorar a combinação que resulta na melhor resolução dos compostos alvo. Na primeira dimensão, o sistema com colunas quirais utilizou duas colunas conectadas em sequência. A primeira coluna EtTBS-β-CD (MeGA) 24m×0,25mm e 0,25 μm de espessura do filme e a coluna CycloSil-B (fase 2,3-di-O-metil-6-O-t-butildimetilsilil)-β-ciclodextrina) 30m×0,25mm e 0,25 μm de espessura do filme. Na segunda dimensão, colunas do tipo BP20 (polietilenoglicol), BPX5 (5% Fenil metilpolisilfenileno), EtTBS-β-CD, e BPX50 (50% Fenil metilpolisilfenileno) foram testadas, todas com dimensões de 1m×0,1mm e 0,1 μm de espessura do filme. Após otimização do sistema cromatográfico, foi definido o uso do seguinte arranjo: Primeira dimensão, colunas MeGa conectada a CycloSil-B; Segunda dimensão, coluna BPX50. Os compostos foram detectados utilizando FID. Além disso, o método utilizou trap criogênico.
A melhoria na resolução dos picos cromatográficos devido ao uso da coluna de cilodextrina modificada pode ser observada nos cromatogramas obtidos no estudo. Na separação cromatográfica utilizando uma coluna com fase estacionária aquiral (BPX5), é possível observar a co-eluição dos compostos ácidos 2- e 3-metilbutanoico. Entretanto, ao se utilizar uma coluna com fase estacionária de ciclodextrina modificada (MeGA CDD), demonstra-se um ganho na seletividade e, por consequência, na resolução dos picos dos enantiômeros.
Por fim, os autores apresentam as análises GC×GC com a mistura de padrões dos analitos e com uma amostra de headspace de vinho tinto Shiraz. Neste sentido, observamos uma resolução adequada para os compostos: isômeros ésteres 2- e 3- metilbutanoato de etila, isômeros ésteres acetatos de 2- e 3- metilbutila e isômeros ácidos 2- e 3-metilbutanoico. Para os álcoois 2- e 3-metilbutanol não foi possível obter resolução adequada para (S) 2-metilbutanol e 3-metilbutanol. Além disso, na amostra de vinho tinto foram identificados vários destes compostos com resolução adequada, comprovando a eficácia do método cromatográfico desenvolvido.
Outro exemplo de aplicação deste tipo de coluna para a separação de enantiômeros é a separação dos compostos presentes em óleos essenciais. O óleo de cardamomo é o principal componente aromatizante em vários produtos que vão desde alimentos e bebidas, confeitaria, cosméticos, e também é conhecido por ser antioxidante e por possuir propriedades antimicrobianas. Cinco moléculas identificadas no óleo possuem maior impacto no aroma: limoneno, 1,8-cineol, β-mirceno, α-pineno e α-basabolol. Além destes, existem outros compostos majoritários identificados no óleo: α-terpineol, nerolidol, 4-terpineol, δ-terpineol, δ-3-careno, germacreno D, α-terpineno e aldeído longifoleno. A correta caracterização destes componentes e seus isômeros quirais voláteis auxilia na identificação da origem, qualidade e possíveis adulterações deste óleo essencial.
Os autores utilizaram um sistema GC×GC-QTOFMS para análise de óleo essencial em que foi avaliado usando uma mistura padrão de monoterpeno quiral incluindo padrões de α- e β-pineno e limoneno, bem como óleo essencial de cardamomo como uma análise prática de amostra real. Na primeira dimensão foi adotada uma coluna enantiosseletiva (composta com uma ciclodextrina modificada) para resolver os quirais monoterpenos presentes na matriz complexa, sendo esta coluna definida como CHIRALDEX β-DM (fase 2,3-di-O-metil-6-t-butilsilil-β-ciclodextrina; 30m×0,25mm e 0,12 μm de espessura do filme). Várias fases estacionárias foram testadas na segunda dimensão, incluindo SLB-IL59, SLB-IL111, HP-88 e SUPELCOWAX. Após otimização do sistema cromatográfico, foi definido o uso do seguinte arranjo: Primeira dimensão, coluna CHIRALDEX β-DM; Segunda dimensão, coluna SLB-IL59. O trap criogênico foi utilizado para correto estabelecimento dos tempos de retenção na segunda dimensão.
Os cromatogramas apresentados no estudo demonstraram que em um caso de amostra de óleo essencial de cardamomo, o arranjo de colunas e método cromatográfico definidos foram suficientes para a correta separação e definição das razões entre os enantiômeros. Por fim, foi possível observar a resolução completa dos picos cromatográficos de interesse na análise com solução de compostos padrão. Neste caso, observa-se a correta separação dos compostos (-)-(S)-α-pineno, (+)-(R)-α-pineno, (+)-(R)-β-pineno, (-)-(S)-β-pineno, (+)-(S)-limoneno; (+)-(R)-limoneno, p-cimeno e p-cineol.

## Detectores
A resposta produzida pelo detector é relativa aos compostos separados pela coluna cromatográfica, na forma gasosa. Após a separação dos compostos, fluxos limitados são direcionados ao detector, permanecendo por um tempo muito curto (alguns segundos), sendo assim, o detector deve ser eficiente para transformar a resposta obtida em sinal elétrico durante esse tempo. O detector pode ser usado para quantificar espécies definidas em uma amostra ou para fornecer informações estruturais sobre compostos específicos. Para isso, é necessário conhecer o funcionamento do detector o qual pretende-se usar, sabendo que o sinal é gerado em função de alguma propriedade física ou química dos compostos a serem analisados. Para obter os melhores resultados é interessante conhecer os parâmetros operacionais e os mecanismos de detecção de cada detector para obter as melhores respostas.
Um dos requisitos para o detector GCxGC, é a rapidez na aquisição das respostas. Devido a separação abrangente, as larguras das bases dos picos são na faixa de 50 a 200 ms, sendo necessário taxas de aquisição mínimas de 100 Hz. Em muitas aplicações, os detectores de GC são bem aplicáveis a GCxGC.Devido à pequena largura de pico na segunda dimensão são necessários detectores adequados. Por exemplo: detector por ionização em chama (FID), detector termoiônico (TID) e espectrométrico de massas com analisadores quadrupolares rápidos (Q) ou por tempo de voo (TOF).

### FID
Dentre os detectores mais comuns, considerado universal, o detector com ionização por chama (do inglês, flame ionization detector - FID) possui taxa de aquisição com até 300 Hz de frequência e eficiência tanto para quantificar como para a identificar os picos nos gráficos 2D, pela relação entre a estrutura (já que o FID informa o número de carbonos efetivos do composto) e a retenção.

#### Princípio de Funcionamento

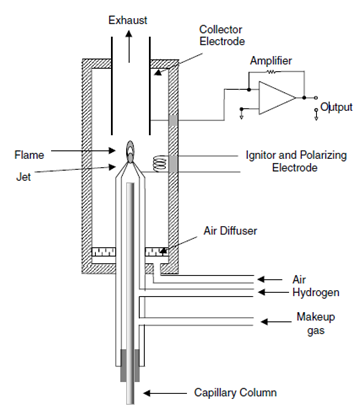
Esquema instrumental FID. Adaptado de Grob, 2004.

O detector FID, consiste em uma pequena chama de difusão de hidrogênio-ar a qual está posicionada no final da coluna cromatográfica. Após a separação, o gás transportador da coluna é direcionado para o interior da chama e os compostos orgânicos são queimados, gerando espécies carregadas. A mais de 300 V acima da chama é posicionado um eletrodo coletor, o qual atrai os íons gerados produzindo um aumento na corrente do eletrodo, referente aos compostos queimados na chama. A geração de íons na chama se dá em diferentes regiões. A mistura de gases (gás carreador, gás de makeup e hidrogênio) passa na ponta do jato em um determinado fluxo, gerando energia térmica. Ao se expandir, entra em contato com o ar que é injetado pela parte externa do jato, e devido a energia térmica produzida, a mistura de gases é pré-aquecida por retrodifusão.
Na região rica em H2, os compostos orgânicos saídos da coluna são degradados, formando espécies únicas de carbono devido a mistura de gases do jato com o oxigênio do ar, as seguintes espécies são formadas:
CH• + O• → CHO+ + e-
A espécie CHO+ reage rapidamente com a H2O gerada na chama proveniente da queima dos compostos orgânicos, gerando novas espécies:
CHO+ + H2O → H3O+ + CO
A espécie H3O+ é a única carga positiva gerada, a qual vai ser atraída pelo eletrodo. A formação da espécie iônica ocorre uma vez a cada 105 átomos de carbono introduzidos na chama, sendo possível relacionar a resposta do FID com o número de átomos de carbono.

#### Particularidades
O detector FID responde a compostos orgânicos que queimam na chama hidrogênio-ar. Isso porque a resposta dada pelo detector é em relação ao número de átomos de C por tempo. A altura do pico de resposta gerado é dividida pela massa de soluto injetada no cromatógrafo. O fator de resposta não é alterado com mudanças no fluxo do gás de arraste, porém é afetado pela presença de heteroatomos, como O, N e halogênios. Para que fosse possível a identificação de qualquer composto, foi inferido ao FID o número de carbonos efetivos (do inglês, effective carbon numbers - ECN) o qual explica o porquê compostos com heteroatomos diminuem o fator resposta no FID. Contribuições são adicionadas a átomos e grupos funcionais que alteram o fator de resposta dos compostos. Das particularidades do FID, destacam-se principalmente a alta faixa linear alcançada, em torno de 107, e LDs na faixa de 10-13 g C/s, além do baixo ruído. Baixos sinais de fundo (10-13 A) são obtidos desde que os gases utilizados sejam de elevada pureza. Os gases tem grande influência também na sensibilidade, principalmente com as proporções e os tipos de gases utilizados. Quando utilizado N2, por exemplo, como gás de makeup ou carreador a resposta do FID é maior. A proporção inicial indicada é utilizar 30 mL/min de H2, gás carreador e gás de makeup enquanto que para o ar é indicado no mínimo um fluxo dez vezem maior, em torno de 300 a 500 mL/min.

#### Aplicações
A GCxGC-FID é muito utilizada principalmente para a análise petroquímica, servindo como “impressão digital” na geoquímica, através da identificação estrutural de compostos. Como por exemplo, o número de carbonos nas estruturas de n-parafinas pode indicar a fonte de entrada da matéria orgânica. Números pares ou ímpares de carbono na estrutura do composto pode indicar a fonte de petróleo. Números pares de C, referem-se a óleos marinhos de fontes de carbonato, enquanto que números ímpares indicam óleo marinho de rochas de xisto.
Outra aplicação importante, são os aromas encontrados em perfumes, os quais são misturas muito complexas de vários compostos onde alguns estão em concentrações muito baixas (ng/L). Alguns grupos possuem estruturas relacionas e a necessidade de identificação estrutural em um cromatograma 2D facilita a identificação. Além disso, a identificação e quantificação de alérgenos em fragrâncias é de extrema importância, para controlar seus níveis em produtos cosméticos, de acordo com os órgãos regulamentadores.

### ECD
O detector por captura de elétrons (do inglês, Electron Capture Detector – ECD) está entre os mais comuns, é seletivo e altamente sensível e robusto para compostos eletrofílicos, ou seja, que “capturam elétrons”. Dentre esses compostos, os halogenados, como por exemplo os pesticidas, destacam-se no escopo das principais análises utilizando esse detector,,. Além disso, o ECD é um detector de ionização, porém, ao contrário do FID, é um detector do tipo de concentração e de propriedade em massa, que nesse caso é uma exceção, uma vez que no geral os detectores de propriedade em massa não são muito sensíveis. Dentre os detectores de ionização, o ECD é o segundo mais utilizado em cromatografia gasosa e deve sua popularidade à sua sensibilidade. Além disso, têm sido amplamente utilizado em cromatografia bidimensional abrangente por oferecer alta taxa de aquisição e a capacidade de caracterizar com precisão os picos estreitos produzidos por um sistema GC×GC.

#### Princípio de funcionamento
Como o próprio nome sugere, o princípio desse detector é a captura de elétrons. Dessa forma, o ECD consiste numa célula que é composta por um cilindro de 63Ni (isótopo de Níquel) que, gera elétrons β (beta) de alta energia como consequência do decaimento do radioisótopo e, funciona com uma fonte inicial de radiação ionizante. Fontes de 63Ni ou triteto de escândio são usadas em detectores comerciais, mas a maioria dos detectores baseados em radioisótopos, entretanto, usam 63Ni como fonte de excitação por conta de sua alta estabilidade térmica (350 a 400 °C), sua conveniência operacional e prática. A consequência das múltiplas colisões entre as moléculas do gás de arraste e a fonte radioativa é a geração de mais elétrons, que produzem uma grande saída de corrente do detector. Quando o analito eletrofílico é eluído da coluna, entra no detector e captura os elétrons, assim diminui a corrente à medida que a carga dos elétrons é estabilizada. Essa “absorção” de elétrons é semelhante à Lei de Beer. Dessa forma, a intensidade da absorção ou captura dos elétrons é proporcional à concentração do analito.
O princípio do ECD baseia-se nas seguintes equações:
63Ni → β-
β- + N2 → 2e- + N2+
X + e- → X -

#### Particularidades
De acordo com Dabrowski (2018) cada detector possui requisitos específicos para parâmetros operacionais, que não são apenas temperatura e pressão ideais, mas também o tipo e a taxa de fluxo dos gases fornecidos são extremamente importantes . No ECD por exemplo, para o que desempenho seja ideal requer temperatura acima de 300 °C, nitrogênio como gás make-up ou uma mistura de 5% de metano em argônio. O gás de arraste utilizado pode ser nitrogênio com alta pureza ou gás hélio.
Além disso, as particularidades do ECD compreendem faixa linear em torno de 104 em ordem de magnitude, LOQ 10 fgs-1, detectividade mínima de cerca de 1012 g.mL-1. A resposta do ECD a compostos contendo halogênio é decrescente na ordem: I  >  Br  >  Cl  ≫ F, e aumenta de forma sinergica com múltiplas substituições nos átomos de carbono iguais ou vizinhos. Os detectores baseados em radioisótopos, como é o caso do ECD, requerem testes de limpeza periódicos, conformidade com os regulamentos em relação ao armazenamento, uso e transporte de materiais radioativos por questões de segurança.
O ECD é um detector dependente da concentração e sua resposta depende do fluxo e da pureza dos gases de arraste e de make-up, bem como do design específico do detector, das características operacionais (incluindo a temperatura) e da contribuição da contaminação de background da coluna e sistema cromatográfico. Por ser  um detector que pode facilmente ser contaminado, dessa forma torna-se um pouco problemático de operar. Contaminantes comuns de gás de arraste e make-up são oxigênio e água, que interferem na resposta do detector por meio de reações íon-molécula e acabam competindo com o processo de captura de elétrons. Isso justifica a utilização de gases puros e também o uso de purificadores de gases químicos adicionais para manter baixos níveis de contaminação.
Uma outra característica da resposta do ECD é a dependência da temperatura, que pode variar na ordem de até 102 a 103 para uma mudança de 100 °C na temperatura do detector para compostos individuais.

#### Aplicações
O ECD por ser seletivo para compostos eletrofílicos é bastante utilizado devido à sua sensibilidade a uma variedade de compostos ambientalmente importantes e biologicamente ativos. As aplicações comuns incluem a determinação de pesticidas e seus resíduos, produtos químicos industriais no meio ambiente, avaliação do destino dos produtos químicos que destroem a camada de ozônio na atmosfera, determinação de drogas e hormônios em fluidos biológicos. Também para análise de vários poluentes orgânicos persistentes como dioxinas, clorobenzenos, bifenilos policrorados e hidrocarbonetos aromáticos policíclicos fluorados.
Um exemplo de aplicação utilizando um sistema GCxGC-ECD é descrito no estudo realizado por Crucello et al. (2020) que descreveram um método para a determinação de bifenilas policloradas (PCBs) em óleos complexos, evitando a necessidade de preparação de amostra. Para isso utilizaram a cromatografia gasosa bidimensional abrangente modulada por fluxo com detector de captura de elétrons (FM-GC×GC-ECD). Os autores obtiveram resultados com boa precisão e recuperação, afirmando que o método proposto é uma alternativa viável para a determinação de PCBs na matriz estudada.
Um outro exemplo, também com objetivo de desenvolver um método GCxGC-ECD, é o estudo realizado por Ou-Yang et al. (2017) para analisar halocarbonos que destroem a camada de ozônio atmosférico na faixa de concentração de partes por trilhão por volume (pptv). Os autores destacaram que os analitos de interesse (halocarbonos) foram separados com sucesso, que o método teve boa reprodutibilidade e os limites de detecção obtidos estavam na faixa de pptv para os halocarbonos alvo.

### NPD
O detector nitrogênio-fósforo (do inglês, Nitrogen-Phosphorus Detection - NPD) é classificado como um detector de ionização termiônica (do inglês, Thermionic Ionization Detector
- TID). Diferentemente do FID, detectores termoiônicos não são aquecidos diretamente, isto é, não apresentam chama, e a característica principal se torna a presença de uma cerâmica aquecida por corrente elétrica. Com a cerâmica em alta temperatura, forma-se um plasma localizado em sua superfície, o que favorece as reações de decomposição e de ionização.
Por não apresentar chama, o NPD possui maior eficiência de ionização e maior sensibilidade para compostos com nitrogênio e fósforo quando comparados com o FID. Para os dois parâmetros, o NPD pode ser até 10000 vezes melhor do que o FID.

#### Princípio de funcionamento
Frente a outros detectores, o NPD apresenta maior seletividade e, como consequência, diminui o ruído de fundo e se tem maior sensibilidade aos compostos de nitrogênio e de fósforo. Para que esta seletividade seja alcançada, tem-se o uso de uma cerâmica (pérola) específica – silicato de rubídio, localizada acima da saída de vapor da coluna capilar. Na figura abaixo se tem um esquema do NPD, onde a cerâmica está circulada em vermelho.

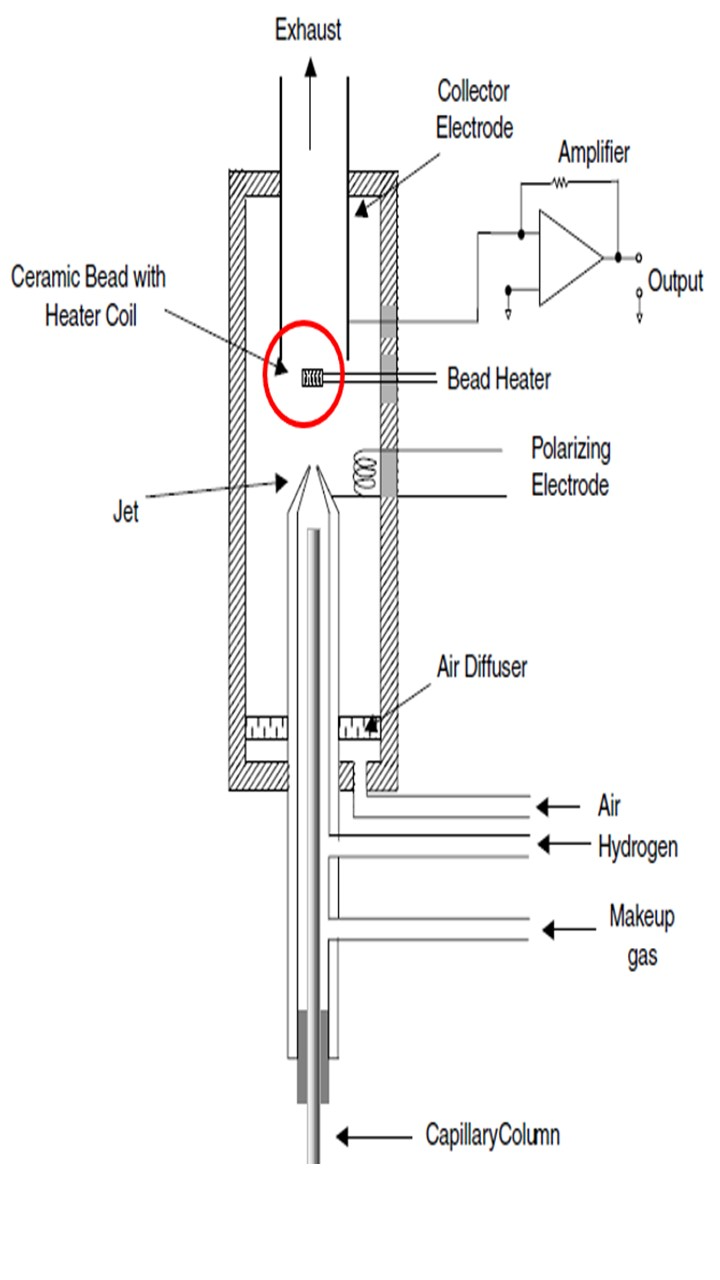
Esquema do NPD. Cerâmica se encontra destacada no círculo vermelho.

O seu princípio de funcionamento pode ser destacado em duas etapas: (a) no aquecimento elétrico (efeito Joule) da cerâmica, que está ligada a um fio de platina, onde se tem a passagem de uma corrente elétrica programada no software e, a partir disso, a cerâmica pode atingir altas temperaturas, entre 600 °C e 800 °C; (b) e na formação de um plasma localizado por meio do contato do gás hidrogênio e ar comprimido na superfície aquecida da cerâmica.
O gás hidrogênio e os gases de reposição (comumente chamados de gases de make-up) se misturam ao vapor da amostra, que sai da coluna capilar, dentro da região do jato. A partir disso, a mistura de gases sai do jato e se mistura ao ar comprimido; assim, ao entrarem em contato com a cerâmica aquecida, ocorre a formação do plasma, as reações de decomposição e de ionização dos compostos da amostra com nitrogênio e fósforo. Nesta etapa, torna-se fundamental a composição da cerâmica, pois é ela que promoverá a transferência de elétrons para compostos contendo N e P, gerando os íons negativos. Assim que os íons são formados, eles são direcionados para o eletrodo coletor, que é mantido a um potencial de algumas centenas de volts, e são detectados e quantificados.
O uso de gases de make-up se faz necessário para que não ocorra o alargamento dos picos cromatográficos. Neste caso, usam-se os gases de He e de N2. Se a análise exigir uma maior sensibilidade, usa-se uma maior proporção de gás He. Entretanto, se for preciso uma maior estabilidade da linha de base, o gás em maior proporção a ser usado é o de N2.

#### Particularidades
Ao se trabalhar com NPD, alguns parâmetros são ajustados para se atingir a seletividade e a especificidade necessárias para a análise. A especificidade do fósforo, quando vista através da vazão de gás hidrogênio, aumenta até certo valor de vazão e depois decresce. Enquanto a especificidade do nitrogênio é significativamente mais dependente das vazões dos gases e da corrente elétrica aplicada na cerâmica. Dessa forma, costuma-se otimizar a programação do NPD levando em consideração a especificidade do nitrogênio.
Deve-se atentar para a temperatura do detector, uma vez que ela também influencia na seletividade e na sensibilidade. Recomenda-se trabalhar em altas temperaturas, entre 275 °C e 325 °C, faixa que também é usada para conservar a cerâmica. Uma outra maneira de se aumentar a vida útil da cerâmica está relacionada com a estabilização da linha de base do detector. Este procedimento deve ser realizado antes de se iniciar o processo de aquecimento da cerâmica, uma vez que quanto mais desgastada for a cerâmica, menor será a taxa de resposta para os compostos analisados.
Além dessas particularidades, a quantidade mínima detectável para o nitrogênio é de 0,5 - 1 pg e para o fósforo é de 0,1 - 0,5 pg, dependendo da estrutura do composto, das condições da cerâmica, das vazões dos gases e da temperatura do detector. Impurezas provenientes de hidrocarbonetos podem diminuir a sensibilidade de detecção de compostos com nitrogênio e fósforo em suas estruturas químicas.

#### Aplicações
Como o NPD é específico para compostos que apresentam nitrogênio ou fósforo em suas estruturas químicas, pode-se destacar seu uso em petroquímica e na determinação de fungicidas organofosforados e organonitrogenados, onde muitos são carcinogênicos e neurotóxicos. A Agência de Proteção Ambiental dos Estados Unidos (do inglês, United States Environmental Protection Agency - USEPA) define alguns métodos para a determinação de pesticidas organofosforados fazendo uso do NPD, dentre eles tem o método 8141A.
Um estudo realizado por Khummueng et al. (2006) demonstrou o grande potencial para análises de rotina de fungicidas em alimentos por meio do uso de GCxGC-NPD. O grupo otimizou, analisou e confirmou baixos limites de detecção e de quantificação, além da boa reprodutibilidade e da boa repetibilidade do método.

### PolyArc
O sistema PolyArc é um microrreator que foi integrado na cromatografia gasosa para aumentar a resposta do FID. Esse conceito foi inserido por Porter & Volman, melhorado por Johns & Thompson e hoje é comum nos laboratórios, sendo conhecido como um metanizador aperfeiçoado.
Em primeira análise, compostos como monóxido de carbono (CO), dióxido de carbono (CO2), dissulfeto de carbono (CS2), ácido fórmico (CH2O2) e formaldeído (CH2O) estão fora do escopo de detecção do FID. Ademais, a necessidade do uso de um padrão de referência para uma análise quantitativa precisa são algumas das limitações presentes. Diante disso, o uso do reator se mostra eficiente ao detectar esses componentes, além do fato de quantificar compostos com precisão sem utilizar material de referência. Nesse caso é necessário calibrar apenas o tempo de retenção.

#### Princípio de Funcionamento
O reator é colocado após a coluna cromatográfica e antes do detector (Esquema abaixo). Ele opera utilizando a reação abaixo, que ocorre em duas etapas: oxidação, originando o CO2 e a redução, formando o metano (CH4).
CH2O2 + 1/2 O2  →  CO2 + H2O
CO2 + 4 H2  → CH4 + 2 H2O

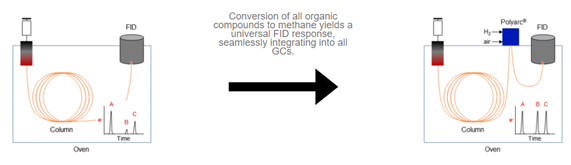
Esquema do PolyArc acoplado ao FID

A ideia geral é uma combinação entre as zonas de combustão e redução e para isso, faz-se necessário o uso de uma mistura catalítica a fim de converter as moléculas em metano. Com isso, cada analito irá produzir uma resposta universal, por mol de carbono. O software para análise no detector é o mesmo do FID, desta forma não é necessário investir em outro. Um ponto importante: para o funcionamento do PolyArc é necessário um suprimento de ar e de hidrogênio.

#### Particularidades
O PolyArc pode ser implementado a outros detectores como o espectrômetro de massas ou o detector de condutividade térmica (TCD). É válido pontuar que o FID apresenta uma sensibilidade maior do que o próprio TCD, sendo assim, caso seja necessário uma análise de gases permanentes como CO e CO2, a integração do reator ao FID é mais acessível em termos financeiros do que adquirir outro equipamento. Entretanto, problemas associados ao envenenamento de catalisadores heterogêneos por amostras contendo quantidades significativas de enxofre e de nitrogênio é uma desvantagem, o que pode ser superada pela troca do catalisador.
A fim de se obter uma melhor separação de amostras complexas, houve avanços na instrumentação GCxGC, e com isso buscou-se desenvolver detectores seletivos como VUV e também acoplar o reator PolyArc ao FID, para melhorar análises quantitativas de componentes nessas amostras.

#### Aplicações
O reator PolyArc é um sistema relativamente novo e, até então, pouquíssima literatura foi encontrada usando o GCxGC. No entanto, há potencial. Jones (2016) determinou concentrações de compostos oxigenados, usados como aditivos para combustível usando o PolyArc em série com o FID ligado a um GC.
O trabalho de Luong e seus colaboradores (2019) utilizaram o microrreator impresso em 3D para reações pós-coluna em GCxGC e obtiveram resultados satisfatórios. Compostos como alcanos, aromáticos, aldeídos, cetonas e álcoois foram detectados e apresentaram um fator de resposta próximo de 1, indicando uma proximidade do desempenho máximo. De forma geral, a resposta encontrada teve uma alta precisão, o que nos leva a entender que qualquer composto separado e detectado por GCxGC pode ser quantificado com um alto grau de precisão usando apenas um padrão, sem a necessidade de calibração. Um fator que é importante relatar é que houve o alargamento da banda, mas com o uso de parâmetros operacionais e conectividade entre colunas, esse fator foi minimizado.
No trabalho de Pollo, Alexandrino, Augusto e Hantao (2018), foi avaliado as tendências na Química Analítica e o crescente fluxo de trabalhos baseados em GCxGC para aplicações na indústria de petróleo. Com isso, com os avanços em GCxGC, espera-se que apareçam outros trabalhos empregando esse reator para que possam melhorar as análises quantitativas de amostras complexas.

### VUV
O detector ultravioleta no vácuo (VUV - vacuum ultraviolet detector) foi desenvolvido recentemente como uma opção aos detectores de cromatografia de gás comuns. Historicamente, a análise no VUV foi mantida em instalações sincrotron com células de fluxo que estão sob vácuo, daí o nome. O vácuo pode ter sido usado para reduzir a absorção de fundo, como o ar e umidade, no entanto para medidas nesta faixa de comprimento de onda pode-se reduzir essa absorção de fundo usando gases como hélio, nitrogênio, argônio e hidrogênio.

#### Princípio de funcionamento
Este detector mede a absorção de espécies químicas da fase gasosa na faixa de 120–240 nm, onde todos os compostos químicos apresentam espectros de absorção únicos. Nesta faixa de comprimento de onda, as transições eletrônicas de alta energia que podem ser excitadas e sondadas são :
{\displaystyle \sigma \rightarrow \sigma *;n\rightarrow \sigma *;\pi \rightarrow \pi *;n\rightarrow \pi *}
A água e o oxigênio absorvem fortemente na região do UV, devido a isso o caminho óptico é purgado com nitrogênio ou gás nobre para reduzir a absorção de fundo, como descrito anteriormente. Desta forma, a análise qualitativa pode ser realizada e a quantificação segue os princípios da lei de Beer-Lambert. Essa técnica pode ser aplicada em diferentes campos, como petroquímica, alimentos e análise ambiental, isso porque normalmente possui a capacidade de deconvolução de analitos que coeluem. Um dos procedimentos usados para isso é o tratamento de dados por deconvolução de intervalo de tempo, que usa o conceito de absorção aditiva para analitos co-eluentes, possibilitando a classificação e especiação de misturas complexas.
Principio de funcionamento: Os analitos que são eluídos da coluna de GC X GC e carregados para o detector VUV através de uma linha de transferência, essa é aquecida para evitar condensação. A radiação UV é fornecida por uma lâmpada de deutério. O sistema óptico focaliza a luz para a célula de ﬂuxo. Depois de passar pela célula de ﬂuxo, que é coberta por janelas de magnésio, a luz é difratada e é registrada a transmitância de todos os comprimentos de onda simultaneamente através de um detector de carga acoplada (CCD). Os gases de arraste da cromatografia gasosa têm absortividade relativamente baixa e podem ser facilmente subtraídos do fundo, dessa forma, as varreduras de fundo escuro e de fundo são coletadas no início de cada execução para subtração. Os analitos são identificados pela comparação dos espectros medidos com os espectros de referência de analito existentes presentes na biblioteca. Uma das características mais importantes do detector VUV, que o torna uma aquisição interessante, é sua capacidade de deconvoluir espécies que co-eluentem, podendo-se determiná-las individualmente. Isso se deve a absorção aditiva, na qual os picos sobrepostos dão um espectro que corresponde ao somatório de absorbância de cada composto, isso só falha quando espécies sobrepostas estivessem presentes em concentrações altas o suficiente para que interajam significativamente. Essa propriedade reduz a necessidade de usar coluna especiais para separar compostos que não são discriminados por outros detectores de GC comuns.

#### Particularidades
Esse detector por não ser destrutivo pode, em princípio, ser ligado em série antes de outra técnica de detecção. Além disso, comparando-o com o MS, atualmente mais amplamente aplicado por obter informações qualitativas e quantitativas, o detector VUV possui recursos semelhantes.
O detector VUV é sensível à massa, ou seja, responde à quantidade de analito presente por unidade de tempo, devido a isso variações de fluxo não diluem o sinal. Considerando todas as características descritas juntamente com a rápida taxa de aquisição, adquirindo até 90 espectros de absorção de faixa completa por segundo, o acoplamento com GC X GC se torna adequado e vantajoso.
Na análise qualitativa, um banco de dados é obtido a partir da análise de soluções padrão, e este é usado para a identificação dos compostos desconhecidos comparando-se os espectros. As formas dos espectros dependem apenas da estrutura eletrônica e vibracional do analito, sendo possível que sejam usadas para a identificação de analitos desconhecidos e para o processo de deconvolução.
Na análise quantitativa, o detector VUV segue a Lei de Beer-Lambert: A = gbc
onde A é a absorbância, g é o coeficiente de absortividade molar (L mol− 1cm − 1), b é o comprimento do caminho (cm) e c a concentração do analito (mol L − 1).
No contexto das técnicas de análise instrumental comuns, soluções padrão com concentrações conhecidas são usadas para gerar uma curva de calibração e uma equação de calibração, considerando as áreas ou alturas dos picos.
O detector VUV é capaz de fornecer tanto informações qualitativas quanto quantitativas, enquanto muitos detectores como ECD, FID e TCD, não fornecem informações qualitativas. Outro fator interessante é que nenhuma ionização é necessária, tornando o VUV viável para analisar compostos lábeis que não podem ser analisados por MS. O VUV apresenta limites de detecção nos níveis de picograma, tornando-o uma técnica competitiva quando comparado ao MSD, FID e outros.

#### Aplicações
O detector VUV auxilia na análise de misturas altamente complexas, quando se tem compostos semelhates sem a necessidade de tratamentos prévios e especificos. Duas aplicações serão descritas a seguir.
No trabalho desenvolvido por Beate Gruber e colaboradores (2016) temos o uso de GC X GC com o detector VUV, mostrando um estudo sobre suas as principais características, por meio da análise de compostos oxigenados pequenos que compõem os gases de respiração, como acetona, 2,3-butanodiona e acetona. É destacado a alta velocidade de aquisição e limites de detecção baixo, tornado o detector adequado para GC X GC. Um outro recurso promissor deste detector é o conceito de análise de dados de filtragem espectral, que permitem uma rápida categorização de cromatogramas para classes de compostos.
Outra aplicação é mostrada no trabalho desenvolvida por Mariosimone Zoccali e colaboradores (2017), em que foram usados os recursos do detector para a análise qualitativa e quantitativa de combustível biodiesel e diferentes tipos de ácidos graxos em GC X GC. Isso foi possível por meio dos princípios da lei de Beer. Esta forma de detecção pode abordar limitações específicas relacionadas à espectrometria de massa e também é capaz de deconvoluir picos de coeluição. Além disso, é possível explorar uma quantificação pseudo-absoluta de analitos com base em seções transversais de absorção pré-registradas para analitos alvo, sem a necessidade de calibração tradicional.

## Hifenação/Acoplamento

### LC
A análise multidimensional é considerada uma técnica de combinação entre duas ou mais etapas analíticas. Portanto, a separação cromatográfica realizada por meio de LC-GC, GC-GC e GC/MS utilizam métodos tipicamente multidimensionais.
A hifenação corresponde ao acoplamento de tipos específicos de técnicas de detecção, ou a utilização de diferentes abordagens de análise em dimensões não relacionadas, ou seja, que geram informações diferentes (ortogonais) de uma análise para melhorar o desempenho de separação, a qualidade dos dados de uma análise, com objetivo de conquistar uma ferramenta analítica mais rápida e eficiente em comparação com as técnicas convencionais. Eles podem ser chamados coletivamente de métodos multidimensionais.
O uso do termo técnicas hifenadas ganhou popularidade nos anos 80, quando os instrumentos desenvolvidos para separação de componentes de uma mistura, foram acoplados com aqueles usados na elucidação estrutural de compostos orgânicos. Esse termo tem sido aplicado ao acoplamento da espectrometria de massas (EM) à cromatografia gasosa (CG), cromatografia líquida de alta eficiência (CLAE) e eletroforese capilar (EC).
HPLC e GC constituem separações ortogonais, oferecem mecanismos diferentes de separação. O HPLC efetuará uma ampla separação de compostos de uma amostra e, em seguida, as frações separadas podem ser introduzidas em um sistema de GC para posterior separação de alta resolução com base no ponto de ebulição, ou polaridade. A etapa de HPLC obtém o isolamento de componentes de semelhantes composições químicas, tendo a polaridade como base, assim, separará os oxigenados dos saturados dos hidrocarbonetos insaturados/aromáticos. A técnica de HPLC escolhida determinará a separação de classes particular alcançada.
Tendo como foco métodos que englobam duas dimensões, observa-se que a LC-GC é uma técnica com finalidade de simplificar a mistura de compostos para a separação em GC, por redução da sobreposição da diversidade de compostos. Por lógica, aumenta o tempo de análise, considerando que cada fração eluída do sistema LC é direcionada para o GC, sendo analisada individualmente.

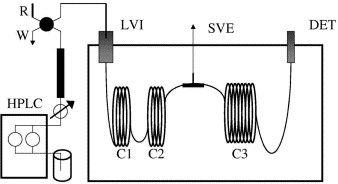
Diagrama esquemático do instrumento HPLC-GC hifenizado.

Na figura podemos visualizar o diagrama esquemático do instrumento HPLC-GC hifenizado. O fluxo da bomba de HPLC passa pela coluna de separação de HPLC e pode passar para o lixo (W) ou para o injetor de grande volume (LVI). Um restritor R pode ser fornecido na outra porta da válvula de quatro vias. Na introdução na coluna GC, a solução passa por uma lacuna de retenção (C1) e coluna de retenção (C2), com o excesso de solvente removido pela saída de vapor de solvente (SVE). A coluna analítica (C3) recebe os picos de soluto transferidos e é detectada no detector (DET).
Segundo Marriott et al., o impulso para o desenvolvimento de sistemas hifenizados é a falta de resolução do método de GC capilar (coluna única), a etapa de separação anterior é introduzida para simplificar a apresentação subsequente do GC. Se a análise de GC pudesse ser significativamente melhorada para fornecer uma resolução muito melhor, então a justificativa para os métodos HPLC-GC ou SFE-GC hifenizados pode ser perdida.

#### Aplicações
Essa abordagem instrumental pode ser um procedimento de referência para caracterização de óleos essenciais cítricos, devido à melhor separação e menor interferência de picos sobrepostos.
A análise cromatográfica de alimentos é realizada para determinar contaminantes ou para detectar componentes alimentares específicos. No entanto, a complexidade da amostra muitas vezes força os analistas a realizar algum tipo de limpeza antes do GC. Os alimentos são matrizes difíceis porque contêm uma mistura de matéria gordurosa, água e compostos polares. A manteiga foi uma das primeiras amostras a serem analisadas por LC-GC. LC-GC foi aplicado na determinação de resíduos de pesticidas e herbicidas, plastificantes em alimentos, sendo útil para isolar e identificar os componentes voláteis do aroma e sabor de um alimento.
Por sua complexidade, a análise detalhada de frações de óleo mineral ou de misturas de hidrocarbonetos, por exemplo, a partir de gases de exaustão/particulados pressupõe a aplicação de métodos multidimensionais. Para a análise de hidrocarbonetos, o LC-GC on-line foi inicialmente aplicado. Analisaram as parafinas, olefinas e aromáticos da gasolina. Ambos transferiram apenas uma pequena porção da fração de LC-GC, usando um amostrador automático convencional para injeção de vaporização. Davies et al. usaram LC-GC para a análise de tipo de grupo de óleo diesel, escapamento de diesel e querosene.

### QMS
Desde o surgimento da técnica de GCxGC, ela foi associada aos detectores por ionização em chama (FID), pois possuem alta taxa de aquisição (até 200Hz) e boa resposta a quase todos os compostos orgânicos, com boa performance em análises quantitativas. Porém, os detectores FID não fornecem informações estruturais, o que tornou a utilização de acoplamentos com analisadores de massa comum em análises de identificação e/ou confirmação de compostos.
Os princípios fundamentais da técnica de espectrometria de massas datam dos anos 1980, quando J. J. Thomson determinou a razão massa/carga do elétron e do estudo de Wien sobre a deflexão magnética de raios anódicos, determinando que os raios eram carregados positivamente. Entre os anos de 1912 e 1913, Thomson estudou o espectro de massas de gases atmosféricos, demonstrando assim a existência de isótopos.
Em 1918, o primeiro espectrômetro moderno foi desenvolvido por Arthur J. Dempster, que descobriu o isótopo 235U. Em 1919, Francis W. Aston também desenvolveu e melhorou seu espectrômetro de massas, descobrindo assim 212 isótopos naturais, o que lhe rendeu um Prêmio Nobel de Química em 1922. Os conceitos desenvolvidos por Dempster e Aston são utilizados até hoje no desenvolvimento dos modernos espectrômetros de massas.
Os íons gerados pelas fontes de ionização presentes nos analisadores de massa são separados de acordo com suas razões massa-carga (m/z). Existem diversos analisadores de massas que se diferenciam pelas características de construção e operação, assim como por seus benefícios e limitações. Um deles é o analisador de massas do tipo quadrupolo, que é bastante popular devido a sua simplicidade, preço relativamente baixo, boa linearidade em análises quantitativas e pela facilidade de operação.
O quadrupolo é composto por quatro barras de metal dispostas em dois pares. Um par é mantido sob um potencial elétrico positivo e o outro sob um potencial negativo. Assim, o par de barras positivo agirá como um filtro para íons de massas mais elevadas, enquanto o negativo será como um filtro para íons de massas menores. Dependendo das voltagens de radiofrequência e de corrente contínua aplicadas nas barras, somente íons com determinados m/z, que estarão em ressonância com o campo aplicado, irão passar pelo quadrupolo e chegar ao detector. Os íons com m/z diferentes terão trajetórias irregulares e atingirão as barras, sendo eliminados.
O esquema ao lado indica o funcionamento de um quadrupolo.

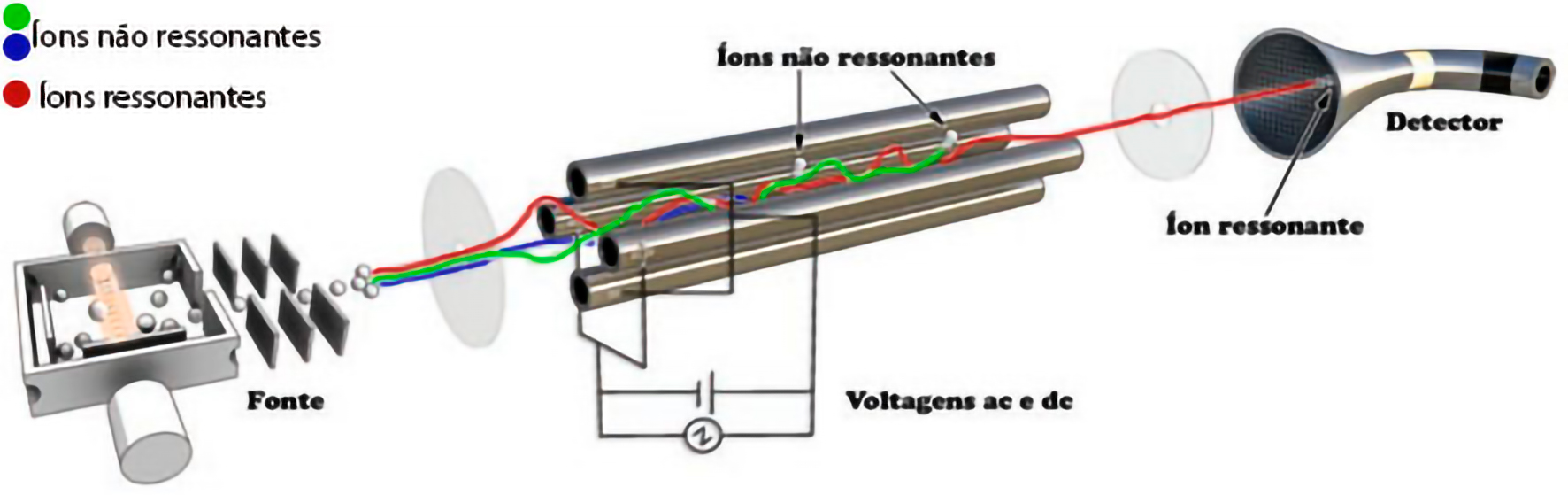

Devido a possibilidade de obtenção de informações estruturais dos compostos, surgiu o acoplamento GCxGC com espectrometria de massas com analisador quadrupolar (qMS). Porém, esse tipo de hifenação apresenta baixas taxas de aquisição (até 20Hz), o que representa uma taxa de 2 espectros de massa por segundo, em comparação com a necessidade das bandas cromatográficas estreitas de GCxGC, o que limita a sua utilização na técnica.
Como o equipamento GCxGC-qMS é mais robusto, com baixo custo e de fácil operação, muitos estudos foram realizados a fim de melhorar essa hifenação. Um deles é a diminuição da faixa de massa a ser investigada na análise para que a taxa de aquisição do qMS seja aumentada. Isso é possível pois a taxa de aquisição, a faixa de massas investigada e o quadrado da largura da base do pico estão relacionados entre si, portanto estreitar o intervalo de m/z pode permitir a coleta de um número maior de espectros de massa. Além disso, foi desenvolvido um sistema de quadrupolo rápido, que permite o aumento da taxa de aquisição para valores maiores que 50Hz, possibilitando assim uma aplicação do GCxGC-qMS em amostras mais complexas. O qMS de rápida varredura permite análises dentro de uma faixa de massa de 100 a 300 Da, porém, se esse intervalo for ultrapassado, se faz necessário o uso de outros tipos de acoplamento, como o TOFMS.
É válido destacar que os espectros obtidos por GCxGC-qMS são mais “limpos” do que os obtidos por GC-qMS. Isso porque a separação na segunda coluna permite que o analito seja separado de outros interferentes e porque, no sistema GCxGC, há diminuição do ruído.

#### Aplicações
Indicando sua ampla variedade de aplicações, o sistema GCxGC-qMS foi utilizado em diversos estudos, tais como a aplicação na identificação de compostos voláteis em madeira de pinus em estações ferroviárias, na caracterização de compostos de partículas com diâmetro de 29-58 nm, na análise de fármacos e agrotóxicos em tomates, na caracterização de bio-óleo de lignina da palha de trigo, na identificação de compostos em amostras marinhas, na identificação e quantificação de compostos nitrogenados em diesel e na análise de resíduos de agrotóxicos em amostras de tomates, o qual apresentou bons resultados sob uma grande faixa de massa (50-460 m/z) através da utilização do GCxGC-qMS.
A cromatografia unidimensional é amplamente utilizada, porém dependendo da complexidade da amostra a ser analisada, a capacidade de pico da única coluna pode ser excedida, gerando picos que serão a soma de diferentes analitos coeluentes. Dessa forma, o estudo de Mondello et al. buscou avaliar o poder de resolução da técnica de GCxGC-qMS em análises de agrotóxicos em toranja. Com isso, foi possível detectar a presença de 13,2 ppm de imizalil e 4,3 ppm de demeton-S-metil nas amostras de toranja. Portanto, a utilização da técnica GCxGC acoplada com analisador de massas é a melhor solução para separar e identificar contaminantes alvo em uma amostra que contém diversos interferentes.
No trabalho de Cunha et al, amostras de bio-óleo de palha de cana-de-açúcar foram caracterizadas qualitativa e semi-quantitativamente através da utilização da técnica GCxGC-qMS associada ao uso de índices de retenção com temperatura programada. Através desse estudo foi possível demonstrar o potencial da análise GCxGC aliada a um sistema quadrupolar de escaneamento rápido devido a grande riqueza de informações obtidas: foi possível detectar 161 compostos na fase oleosa (entre eles, fenóis, cetonas e hidrocarbonetos, principalmente), enquanto na fase aquosa alcalina da amostra foram detectados 130 compostos (entre eles cetonas e fenóis, majoritariamente).

### QqQMS
Cromatografia a gás bidimensional abrangente (2D – GC) foi relatada pela primeira vez em 1991. A técnica se baseava no uso de duas colunas capilares (com composições de fase estacionária diferente) dentro de um mesmo forno ou em fornos diferentes. Um dispositivo de transferência, conhecido como modulador, era posto entre as duas colunas, o qual transferia sequencialmente as partes da primeira dimensão (1ª coluna) para a segunda (2ª coluna). A primeira coluna (¹D) geralmente apresentava uma baixa polaridade e conseguia separar compostos de acordo com suas pressões de vapores, já a segunda coluna (²D) possuía uma polaridade mais significativa, que poderia realizar interações como ligações de hidrogênio, dipolo – dipolo, entre outras. Dessa forma, ela conseguiria separar uma classe de compostos diferentes da primeira.
A junção da 2D-GC com a espectrometria de massas surgiu recentemente e é uma das ferramentas mais poderosas para análise de misturas complexas de compostos voláteis. A primeira publicação sobre GC X GC-MS foi em 1999 e foi focada na análise de óleo diesel, usando a espectrometria de massas com um quadrupolo.
Ainda mais recente, em 2008, foi descrito o primeiro trabalho utilizando uma modulação de fluxo GC x GC – QqQMS. Nesse trabalho foi explorado a análise de pesticidas e embora tenham se passado 12 anos desde a primeira publicação, poucos artigos foram publicados usando esta abordagem. O motivo a isso se deve ao fato da importância da etapa de análise do massas (MS) ser muito maior que a do GC, dentro do contexto analítico e dessa forma não ser muito comum esse tipo de arranjo. Além disso a instrumentação da cromatografia a gás abrangente bidimensional junto ao triplo quadrupolo permite um arranjo instrumental de 4 dimensões, isso faz com que os cromatogramas gerados sejam complexos e contenham uma alta quantidade de informação. Isso gera o questionamento: é conveniente usar um equipamento com essa complexidade? Um GC-MS não seria suficiente?
A alta sensibilidade e seletividade do triplo quadrupolo já viabiliza analises de inúmeras amostras em diferentes concentrações e matrizes, entretanto, existem algumas situações onde isso ainda não seja suficiente. Amostras complexas e altamente contaminadas normalmente passam por um preparo de amostra antes de serem injetadas no equipamento, uma das etapas analíticas mais laboriosa e com a maior introdução de erros ao método. Atualmente, existem métodos usando GCxGC-MSMS que não aplicam um preparo de amostra. Franchina e colaboradores desenvolveram um método utilizando a GCxGC-MSMS para análise de enxofre em oléo de petróleo. Antes da injeção no equipamento, a amostra era apenas diluída em diclorometano. Isso dá ainda mais importância ao arranjo visto que são métodos diretos e mais sustentáveis.
Para um bom entendimento desse acoplamento, vale a pena descrever abaixo sobre o triplo quadrupolo e seu funcionamento.

#### Descrição e funcionamento do Espectrômetro de Massas
O espectrômetro de massas possui em seu arranjo uma fonte de íons, um analisador de massas e um detector. A fonte de íons é responsável pela ionização dos analitos, o analisador de massas é a parte do instrumento no qual, ocorre a separação dos íons, baseados nos valores de massa/carga(m/z) e o detector é onde ocorre a captação dos sinais eletrônicos produzidos pelo analíto. O triplo quadrupolo é um analisador de massas e como sugere o nome, ele é composto por três quadrupolos. Cada quadrupolo é constituído por dois pares de cilindros metálicos um par paralelo ao outro sobre os quais são aplicadas uma radiofrequência (RF) e uma corrente direta (DC).A corrente direta com potencial (U) é aplicado a um par de cilindros do quadrupolo, enquanto o outro par fica ligado a uma radiofrequência alternada. Esse sistema consegue gerar um campo elétrico, o qual é responsável por levar os Íons do quadrupolo ao detector. Uma vez que os íons estão no quadrupolo, a forma de operação do analisador de massas vai depender do objetivo do analista.
O quadrupolo pode operar no modo SIM - Selected Íon Monitoring (monitoramento do íon selecionado) ou SCAN (varredura de massas). O modo SIM opera deixando as voltagens do quadrupolo constantes e o analisador atuará como um filtro de massas, levando ao detector apenas as massas selecionadas. O modo SCAN, opera para uma faixa de massas, onde será feito uma varredura dentro do intervalo de massas selecionada e gerará um cromatograma de íons totais (TIC) que mostrará a incidência das m/z dentro do intervalo de massas selecionado.
O espectrômetro de massas só consegue realizar a separação de moléculas ionizadas, sejam elas positivas ou negativas, por isso sempre será expresso o valor da razão massa/carga dos analitos, que nada mais é que o fragmento ou a molécula ionizada. Para entender melhor como o filtro de massas funciona, pode-se explicar o seu funcionamento através de um exemplo. Imagine que em uma análise, você selecione o modo SIM de trabalho e objetive um íon molecular com um m/z de 250. Todas as massas/cargas que foram ionizadas entrarão no quadrupolo e serão forçadas a passar através dele. Moléculas que estiverem ionizadas com cargas positivas unitárias terão as mesmas forças de atração e repulsão eletrostática, porém, quando aplicado um campo elétrico de polaridade negativa nos cilindros, os íons alterarão sua trajetória em direção aos cilindros até o momento em que ocorra novamente a mudança do campo elétrico para uma polaridade positiva. Neste momento, moléculas com m/z diferentes de 250 não conseguem desviar sua trajetória e colidem com os cilindros, enquanto que moléculas com m/z próximo de 250, conseguem repelir o cilindro e voltar ao centro. Isso continua acontecendo até os íons chegarem ao detector.

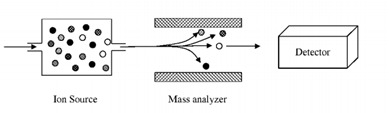
Representação do funiconamento de um quadrupolo.

Entendendo como um quadrupolo funciona, fica mais fácil de entender como o triplo quadrupolo (QqQ) funciona e o porquê é mais seletivo. O QqQ é composto por três quadrupolos, o primeiro (Q ou Q1) tem a função de um filtro de massas e pode ser utilizado tanto no modo SIM como no modo SCAN. O segundo (q ou Q2) recebe os íons precursores de Q1 e pode atuar de duas formas: inativa, apenas conduzindo os íons ao Q3, ou poderá ainda atuar como uma célula de colisão, fazendo a fragmentação dos íons precursores. Essa fragmentação ocorre devido ao choque das moléculas do analito com um gás de alta energia. Por fim, o terceiro quadrupolo (Q ou Q3) poderá atuar também como um filtro de massas no modo SIM, buscando algum fragmento gerado em Q1 ou no modo SCAN, ou analisando os fragmentos gerados em q.

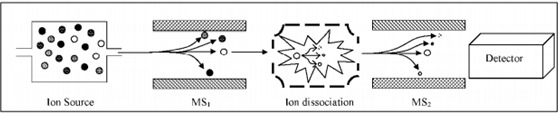
Representação do funcionamento de um Triplo quadrupolo (QqQMS).

A figura acima exibe uma das formas de se trabalhar com QqQMS. A fonte de íons, passa os fragmentos e moléculas ionizadas para o primeiro quadrupolo. Nesse exemplo Q1 atua como um filtro de massas e muitos íons colidem com as hastes do quadrupolo. Os íons que passam por Q1, vão a Q2 (q) e sofrem uma nova fragmentação para em seguida, em Q3, serem selecionados apenas os íons-produto de interesse do analista.

##### Tipos de varredura
As combinações das formas de uso de cada quadrupolo permitem diferentes tipos de varredura, os quais possibilitam obter diferentes informações sobre a molécula de interesse.
1) Monitoramento de reação selecionada- Selected Reaction Mode (SRM)
O monitoramento de reação selecionada utiliza (Q1) para selecionar um íon de m/z pré-definido (íon precursor), em seguida, em (q) ocorre a fragmentação do mesmo através da colisão com um gás de alta energia. Em (Q3), serão selecionados apenas um ou alguns fragmentos gerados do íon precursor. Essa é uma das técnicas mais utilizadas em análises quantitativas pois é extremamente seletiva e tem uma melhoria significativa na relação sinal/ruído.
2) Varredura de Íon-Produto
A varredura de Íon-Produto trabalha com (Q1) no modo SIM, isolando um íon precursor, seguindo de sua fragmentação em (q). Em Q3, opera-se no modo SCAN produzindo um espectro de massas com os íons produtos. Esse tipo de análise gera dados sobre o padrão de fragmentação do composto e é muito utilizado para análises qualitativas.
3) Varredura de Íon-Precursor
A varredura de Íon precursor realizará uma varredura de íons em um intervalo definido pelo operador (SCAN) em (Q1). Em (q) ocorrerá a colisão/fragmentação das moléculas e em Q3 transmitirá apenas os íons produtos definidos pelo operador (SIM). Essa função tem uma aplicação qualitativa muito importante, pois a partir dela consegue-se determinar características das moléculas, como por exemplo, as funções orgânicas (fenil, propil, benzil, entre outros). Por exemplo, se o Q3 estiver ajustado para determinar m/z 77 ([C6H5]+), a varredura de íons mostrará todos os compostos que apresentam o grupo fenil.
4) Varredura de Perda-Neutra
A varredura de perda neutra é utilizada para detectar a perda de fragmentos neutros, como H2O, CO2, NO2. Para tanto, opera-se tanto Q1 como Q3 no modo de varredura de íons (SCAN), mas com uma diferença de m/z. Por exemplo, a perda de uma molécula de água; se em Q1 a molécula apresentar m/z 220, em Q3 ela apresentará uma m/z 202.

#### Aplicações
As aplicações da GCxGC-MSMS citadas na literatura são voltadas para amostras com um alto grau de complexidade. Franchina trabalhou com esse arranjo junto a um modulador de fluxo para determinar enxofre em amostras de petróleo. Segundo a autora, a complexidade da amostra justifica o uso dos dois sistemas bidimensionais: a 2D GC junto ao QqQMS. Ela destaca também a importância desse sistema, por não precisar de preparos de amostra intensivos, como o pré-fracionamento da amostra (antes da injeção no equipamento).
O fato de se poder trabalhar com compostos alvos (pré-determinados) e classes de compostos, dentro da mesma análise, torna ainda mais interessante o uso dessa ferramenta. Hashimoto e colaboradores usaram o arranjo GCxGC-MSMS para análise de poluentes orgânicos em amostras ambientais e biológicas. Nesse trabalho, o grupo buscou a detecção seletiva da alguns compostos e a detecção global de organohalogêneos através da varredura de perda neutra de cloro, bromo e flúor. Foram analisados três tipos amostras: cinzas particuladas, sedimentos e solos.
Além disso, Hashimoto encontrou uma resolução cromatográfica muito melhor com esse arranjo do que na GC – MSMS convencional.
Conforme a imagem mostra, o pico “a” expresso pela técnica convencional GC - MSMS, na verdade eram três picos coeluídos “b”,”c” e “d”. Isso mostra que a técnica apresentou uma performance superior na seletividade e detecção de compostos organohalogenados.
Uma outra aplicação interessante do GCxGC-MSMS é para análises de inseticidas em especiarias. Poliak desenvolveu um método específico para análise de Diazinon em coentro. Nesse método ele pode ver o quão eficiente foi o uso GCxGC – MSMS, em comparação a GC – MS e GCxGC-MS.
É importante destacar, que nesse trabalho, Poliak fez o uso da ionização através de um feixe molecular supersônico, por isso ele descreve o arranjo como GCxGC-SMB – MSMS. Isso nada mais é que a cromatografia bidimensional acoplada ao triplo quadrupolo, com uma ionização pelo feixe molecular supersônico (ou do inglês supersonic molecular beams - SMB)
A figura apresenta três cromatogramas. O primeiro, na parte de cima, mostra uma varredura completa pelo GC-SMB-MS (cromatografia unidimensional acoplada a um quadrupolo com ionização feixe molecular supersônico) próximo ao tempo de eluição da diazinon e o espectro de massa obtido do mesmo. Como se pode ver, a imagem está congestionada e o pico pouco definido. Isso impede que o espectro de massas possa ser comparado com a biblioteca do software. A biblioteca do software contém o espectro de massas de massas puro de muitos compostos, isso permite que o analista consiga comparar o espectro de massas obtido com o da literatura, para verificar se o pico é de fato, do composto investigado. Essa biblioteca é provida pela NIST (Nacional Institute of Standarts and Technology)
No segundo cromatograma, utiliza-se o arranjo GCxGC-SMB-MS (cromatografia bidimensional acoplada a um quadrupolo com ionização por feixe molecular supersônico) e o pico destacado pela seta, é o alvo da análise. Quando se tira um espectro de massas do pico sinalizado, alcança-se uma porcentagem de 93,7% de probabilidade de identificação. Isso acontece pois ainda há substancias coeluindo com o diazinon, substâncias que podem surgir da matriz.
No último cromatograma, aparecem quatro picos separados completamente com uma resolução cromatográfica eficiente. O pico com maior área, representa o analito de interesse. Ele é obtido através do “Monitoramento de Reação Selecionado”, que filtra um íon precursor em Q1, fragmenta o mesmo em q e filtra novamente em Q3 um íon produto, fruto da fragmentação do íon precursor. Esse arranjo GCxGC–SMB-MSMS elimina totalmente o efeito da matriz e garante uma detecção e quantificação seletiva.
Dentro dos usos do QqQ existem limitações e desvantagens também. Quando se opera o equipamento no modo de varredura de íons (SCAN), o equipamento apresenta baixa sensibilidade, o que limita o uso para a análises mais simples. Além disso, os íons produtos não podem ser adicionalmente fragmentados, o que impede o estudo de múltiplas fragmentações para uma melhor elucidação da estrutura da molécula. Quadrupolos são limitados do ponto de vista quantitativo, visto que apresentam baixa exatidão de massas (tipicamente massas medidas com Quadrupolos apresentam exatidão de uma casa decimal) e baixa resolução (resolução unitária). Então na hora de se escolher o equipamento para análise, é necessário entender qual a necessidade.

### QqTOF (Alta Resolução)
Ao acoplar um espectrômetro de massas do tipo QTOF no cromatógrafo é possível ter seletividade maior como também reduzir as chances de se obter resultados falso positivos nas análises.
O analisador de massas consegue medir a razão massa-carga dos íons (m/z) e através dessa informação é possível fazer a separação desses íons. Os valores de m/z no caso de íons multiplamente carregados são representados por frações das massas reais desses íons.
Para que isso se torne possível a medir m/z é preciso primeiramente ionizar a molécula em análise para que ela possa ser repelida ou atraída através dos campos magnéticos. A técnica mais conhecida é a ionização de elétrons (EI), onde amostra passa através de uma fonte de ionização no equipamento, que é aquecida e está sob vácuo, fazendo com que as moléculas sejam ionizadas ou vaporizadas. A ionização é realizada através de um feixe de elétrons que passa pela molécula e por ter um alto grau energético (70 eV) esses elétrons conseguem causar uma excitação nas moléculas neutras e o resultado normalmente é a perda de um elétron (ionização).
Para se obter melhores resultados, o uso de mais de um analisador torna-se mais viável, como no caso do triplo-quadrupolo, e análogo a ele existem também o QqTOF (quadrupole time-of-flight, ou quadrupolo tempo de voo), onde o terceiro quadrupolo é removido e substituído pelo TOF.
Após a ionização, os analitos passam pelos quadrupolos. Os analisadores quadrupolos possuem quatro eletrodos que formam campos elétricos oscilantes e esses campos conseguem desestabilizar ou estabilizar os íons quando eles passam pelo quadrupolo, essa separação ocorre de acordo com a m/z dos íons, fazendo com que eles passem pelo detector em momentos distintos, podendo ser caracterizados, nesse primeiro quadrupolo é selecionado um íon precursor (é a partir dele que ocorrerá a formação dos demais íons).
Na próxima etapa é fornecida energia em torno de 20 a 200 eV para os íons antes deles passarem para o segundo quadruplo. No Q2 irá ocorrer uma dissociação induzida por colisão (CID) onde os íons são bombardeados por íons de um gás inerte, costuma-se usar argônio ou nitrogênio, e dessa forma são obtidos os fragmentos do íon precursor.
Após a fragmentação, os íons são passam pelo analisador TOF. A utilização de um analisador TOF de alta resolução faz com que o método se torne mais preciso, pois os espectros emitidos possuem alta precisão de massa e alta resolução, tornando-se um excelente aliado a cromatografia a gás.
No analisador TOF os íons passam por um túnel de voo com comprimento variando de 1 a 2 metros e sem campo magnético, nesse túnel ocorre a separação os íons que possuem energia cinéticas iguais, porém a razão m/z são diferentes. Quando o analisador TOF é utilizado juntamente com o analisador quadrupolo (Q), por meio de um acelerador de íons, os íons são conduzidos de maneira ortogonal do quadrupolo para o tempo de voo.
No TOF é medido qual o tempo que íons com as mesmas energias cinéticas levam para percorrer uma determinada distância. Com essa informação é possível se obter os valores de m/z e consequentemente ter a formação do espectro.
Em resumo, o espectrômetro de massas QqTOF irá funcionar da seguinte forma: a molécula a ser analisada é ionizada, passa por um filtro (Q1) e é fragmentada (Q2) e em seguida os íons selecionados de acordo a razão massa-carga (m/z) passa pelo analisador de tempo de voo (TOF) onde será produzido o espectro de massa.

#### Aplicações
Em uma análise de compostos aromáticos em laranja-de-umbigo, cerca de 98,30% de compostos voláteis foram identificados utilizando a técnica GCxGC, na técnica 1DGC, foi possível identificar cerca de 45% de compostos voláteis. Os picos que apareceram coeluídos na 1DGC apareceram bem resolvidos na GCxGC e através do QTOF foi possível identificar quais eram cada um desses compostos, a razão m/z da faixa de varredura utilizada foi de 50 a 500.
Uma outra aplicação utilizando a técnica GCxGC-QTOF foram em análises de amostras de madeira ágar de quatro países, sendo essas amostras de oito regiões diferentes, com o objetivo de identificar os componentes dessas amostras. Para isso foram produzidos extratos de metanol dessas amostras. O uso do QTOF permitiu a identificação de 223 espécies constituintes provindos de seis diferentes tipos de grupos químicos e com isso foi capaz de verificar que madeira ágar sofre algumas alterações em sua composição dependendo da região em que ela é extraída, nesse estudo a razão m/z da faixa de varredura utilizada também foi de 50 a 500.

### TOF (baixa resolução)

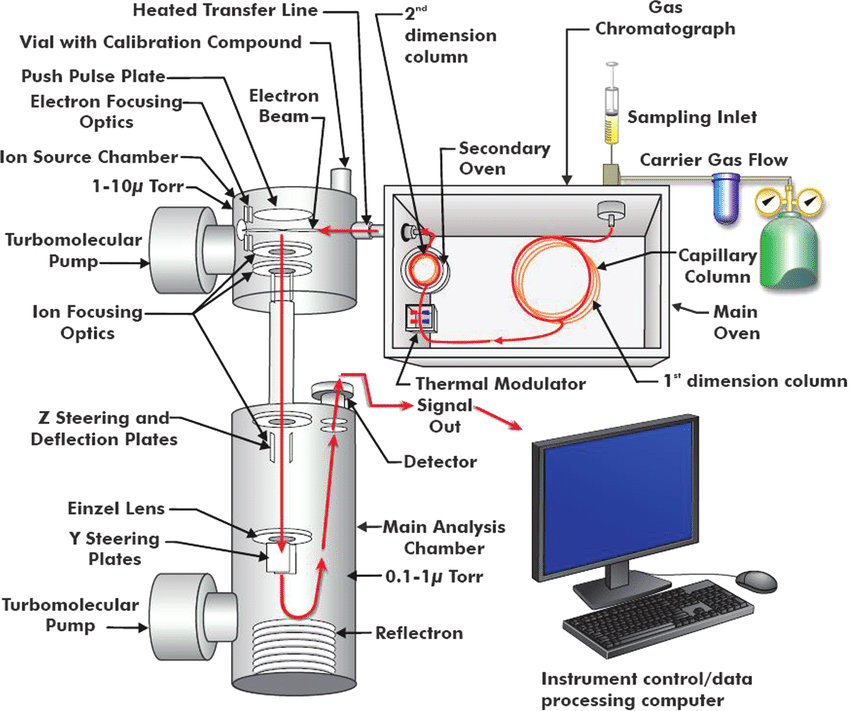
Imagem detalhada de um aparelho GCxGC-TOFMS com todos os componentes do sistema.

A cromatografia gasosa bidimensional (GCxGC) foi desenvolvida para atender à uma crescente demanda por análises de amostras complexas e para lidar com limitações, como capacidade de pico, faixa dinâmica e especificidade restrita de sistemas GC unidimensionais (1D-GC). Na verdade, a adição de uma segunda dimensão cromatográfica com uma fase estacionária complementar pode aumentar a separação e o poder de resolução de GCxGC sobre 1D-GC em, aproximadamente, 10 vezes.
A GCxGC-TOFMS possui recursos de separação superiores realizados em duas fases estacionárias diferentes, alta seletividade e resolução aprimorada o que facilita a identificação e quantificação aprimoradas de analitos em nível de traço, sendo assim uma alternativa para análise de matrizes complexas, como voláteis de alimentos e bebidas.
TOFs são compostos basicamente de tubos metálicos sob vácuo e isolados do campo externo. Inicialmente, íons são acelerados em direção ao detector por meio de um potencial repulsivo aplicado em um dispositivo localizado no início do TOF. O tempo necessário para o íon chegar ao detector é proporcional à raiz quadrada da razão m/z, ou seja, quanto maior o íon, mais tempo ele leva para percorrer o comprimento do tubo.
O analisador de massa TOF requer aparatos eletrônicos que sejam rápidos o suficiente para medir os tempos de voo de íons, que podem ser menores do que microssegundos. Além disso, os íons em um sistema TOF devem ser criados em pulsos breves e bem definidos, para que todos os íons iniciem suas trajetórias na direção do detector ao mesmo tempo.
A ausência de distorção de concentração no instrumento TOFMS garante a continuidade espectral e permite a deconvolução (capacidade de resolver picos parcialmente sobrepostos explorando diferenças espectrais de massa) de picos cromatográficos coeluentes caracterizados por diferentes padrões de fragmentação.
O uso de corrente de íon deconvoluída (DIC) torna o TOFMS quase como uma terceira dimensão para o sistema de separação. Logo, o acoplamento GCxGC-TOFMS é um instrumento poderoso que combina a resolução cromatográfica aprimorada do GCxGC e o poder de resolução analítico do TOFMS.
Um fator importante a ser considerado na espectrometria de massa é a resolução, que pode ser definida de acordo com a relação da resolução com a massa da partícula e com a diferença de massa entre uma partícula de massa M e a partícula com a segunda massa mais alta que possa ser resolvida pelo instrumento.
{\displaystyle R={\frac {M}{\Delta M}}}
A resolução de massa do instrumento TOF é proporcional ao tempo de voo do íon. Portanto, usar um tubo maior aumenta a resolução. Com tubos menores, é possível uma resolução de apenas 200 – 500.
Os analisadores TOF de baixa resolução (LR TOFMS) são caracterizados pela resolução de massa unitária e por recursos de geração espectral muito alta (por exemplo, 500 Hz). Realizam a separação de íons explorando as diferenças nas velocidades com que os íons passam pelo “tubo de voo”. No sistema LR TOFMS, a sensibilidade é maior quando comparado com um instrumento QMS. Por tal motivo, quando os analitos alvo cobrem uma ampla faixa de massa e deseja-se a identificação de compostos desconhecidos, o uso de um instrumento TOFMS torna-se necessário.

#### Aplicações
- Logo após a morte, o processo de decomposição dos tecidos moles de mamíferos começa e leva à liberação de compostos voláteis cadavéricos no ambiente ao redor. Esses compostos cadavéricos, principalmente compostos orgânicos voláteis (VOCs), são subprodutos ou produtos finais do processo de decomposição. Os VOCs de cadáveres encontram aplicações nas ciências forenses e na etiologia da morte, no treinamento de cães cadáveres para detecção de restos humanos, no desenvolvimento de dispositivos de detecção de material cadavérico (sensores eletroquímicos), na exploração do olfato de insetos (biossensor ou biodetector) ou na determinação do intervalo post-mortem (PMI). A complexidade das amostras pós-morte voláteis requer o uso de métodos analíticos mais complexos. Por exemplo, o GC unidimensional não consegue detectar quantitativamente os ácidos de cadeia curta e longa devido à diferença de polaridade nas moléculas. Nesse caso, GCxGC-LR TOFMS, pode ser usado para analisar as amostras complexas de VOCs.[188]

- Biomarcadores são compostos usados em estudos paleobiológicos para efetuar a correlação óleo-óleo e óleo-fonte, bem como para avaliar a extensão da biodegradação do petróleo bruto. Considerando a importância desses compostos nas análises geoquímicas, é extremamente importante avaliá-los com precisão. O uso da GC-MS ocasiona a perda de muitas informações pois, devido à presença de uma infinidade de picos e efeito de coeluição, muitos compostos passam despercebidos na análise. A GCxGC-LR TOFMS torna-se uma opção ideal para caracterizar biomarcadores presentes em misturas complexas como petróleo bruto e extratos de sedimentos orgânicos. Com a aplicação da GCxGC-LR TOFMS, é possível identificar as impressões digitais químicas de petróleo bruto e também caracterizar uma mistura complexa não resolvida (UCM) em óleo biodegradado de reservatório e amostras de derramamento de óleo. Portanto, a caracterização detalhada de biomarcadores usando a técnica GCxGC-LR TOFMS abre um novo caminho para a pesquisa em estudos paleobiológicos e na exploração de hidrocarbonetos.[194]

### TOF (alta resolução)
Como já abordado nas demais seções, a cromatografia gasosa bidimensional (GCxGC) é uma técnica analítica empregada na separação de substâncias químicas em matrizes complexas. Nesta técnica  são conectadas em série duas colunas capilares de seletividade distintas, sendo uma de caráter químico hidrofílica, e a outra hidrofóbica. De modo geral, o efluente da primeira coluna é desviado de modo contínuo para uma segunda coluna curta. Com o poder de resolução da segunda coluna é limitado, uma coluna antecedente tem como objetivo uma melhor separação de picos
Alguns utilizam como argumento a complexidade da técnica em si para não aplicá-la em laboratórios analíticos de rotina. Porém, vários métodos validados utilizando esta técnica demonstram que a mesma se apresenta extremamente precisa e robusta, possuindo aplicações em diversas áreas da química como meio ambiente, indústrias petroquímica, metabolômica, alimentos e também fragrâncias. As principais vantagens da aplicação incluem a maior resolução de picos, a estrutura bidimensional dos cromatogramas e também confere uma maior sensibilidade à técnica, tem sido empregada com a espectrometria de massas, e além de análises com separações de alta resolução, é possível através dessa combinação identificar componentes minoritários, distinguir compostos similares, e também de “desembaraçar” espécies que são eluídos juntos.
Lembrando que, de modo geral, o espectrômetro de massas possui cinco componentes principais: entrada da amostra, fonte de ionização, analisador de massas, detector, e por fim, o processamento de dados. Assim como a fonte de ionização o analisador de massas também possui variações sendo eles: analisadores de setor magnético, duplo foco, quadrupolar, íons trap, ressonância de íon cíclotron e por fim, analisadores de tempo de voo. Esses analisadores possuem a finalidade de selecionar os íons específicos (íons precursores, que são selecionados pelo equipamento programado pela biblioteca do software). Por exemplo, deseja-se analisar somente íons com massa de 250 Da, sendo assim, o que passa pelo analisador são íons com massa de 250 Da, que posteriormente chegam na célula de interação. O que muda, é a maneira como esses analisadores “selecionam” os íons de interesse
A utilização de um analisador TOF (time of flight) confere às análises uma aquisição de dados mais rápida, incluindo também benefícios como alto rendimento, possibilitando a identificação de novos compostos em matrizes complexas. Este analisador é considerado um analisador sem varredura devido à sua capacidade de selecionar fragmentos de forma simultânea, utilizando a diferença de tempo de voo em que os íons levam para ser separados devido a diferença da razão massa/carga de cada fragmento. Quando ocorre a ionização, a separação desses íons ocorre de modo pulsado, fazendo com que os mesmos sejam gerados repetidamente na forma de pulsos. Em seguida, um campo elétrico faz com que os íons formados – íons moleculares e fragmentos – sejam acelerados para uma região livre de efeitos externos (por exemplo, campo magnético, diferença de potencial, e etc). Os íons gerados são levados com uma energia cinética “zV”, onde z corresponde à carga do íon (positiva ou negativa) e V corresponde à uma voltagem que é aplicada para que esses íons possam ser “carregados”. De acordo com a energia cinética (dada pela equação de Einstein 1/2mv2), íons “mais leves” passarão mais rápidos alcançando o detector (livre de efeitos externos), do que os íons com maior razão massa/carga (m/z). Sendo assim, o tempo de voo de um íon dependera de três componentes: sua massa, carga e energia cinética
De acordo com a figura “sistema GCXGC-TOFMS”, pode-se observar que o efluente que sai da segunda coluna, chega ao epesctrômetro de massa através de uma “conexão” que interliga os dois equipamentos. Essa conexão se mantém aquecida uma vez que os analítos estão vaporizados, e assim que entram no espectrômeto de massas, percorrem todas as etapas.
Uma desvantagem do analisador de tempo de voo é a baixa resolução dos espectros de massa gerado, porém pode ser amenizada quando se utilizam tubos de condução maiores, uma vez que a resolução é proporcional ao tempo de voo do íon. Sendo assim, tubos maiores conferem um aumento de resolução. Outra forma de se aumentar a resolução dos espectros, é modificar o analisador utilizando refletor um de íons. Os Refletores de íons geram um campo elétrico atrás da região de caminho livre do espectrômetro, e se comportam como um “espelho”, que redireciona – é necessário ajustar o ângulo para que esse íons sejam redirecionados - os íons que possuem energias cinéticas diferentes enviando-os por um caminho para que cheguem de volta na fonte de ionização original, fazendo com que suas trajetórias sejam dobradas, aumentando então a resolução. Por exemplo, tem-se dois íons com uma mesma razão massa/carga, mas que possuem velocidades diferentes e que estão dispersos no tempo. O íon de maior energia cinética penetra profundamente o refletor permanecendo no mesmo por  um tempo maior. Já o outro íon, penetra menos superficialmente permanecendo no refletor por um tempo menor. Essa dispersão é corrigida refocalizando os íons em tempo de voo, aumentando o poder, a separação e consequentemente a resolução.
Aplicações
A GCxGC-TOFMS é empregada em diversos ramos da química. Algumas das aplicações desta técnica teve como objetivo a separação de constituintes de misturas complexas de contaminantes em amostras de sedimentos. Os autores obtiveram resultados satisfatórios devido ao alto poder de resolução cromatográfica empregado pelos refletores. Mais de 400 compostos foram identificados, e alguns dos analitos identificados, embora não pertençam ao grupo de poluentes prioritários, são conhecidos por apresentarem como substâncias potencialmente tóxicas, como os hidrocarbonetos aromáticos, policíclicos clorados, alquilados, quinonas, amino-quinona. A aplicação da técnica forneceu uma riqueza de informações que podem ser úteis para uma maior elucidação das propriedades toxicológicas de amostras de sedimentos por uma tentativa de identificar compostos anteriormente desconhecidos.
Outro estudo realizou um monitoramento detalhado da degradação de hidrocarbonetos de petróleo no solo e água de lixiviação. Dois solos foram estudados pelos autores, um enriquecido com diesel fresco, e uma amostra de campo contendo óleo semelhante ao diesel intemperizado. A análise de GCxGC-TOFMS mostrou que inicialmente vários hidrocarbonetos oxigenados foram produzidos. De acordo com os resultados, os picos dos compostos pareceram mover-se para cima e para direita, indicando que compostos mais polares e mais pesados foram formados à medida que a biodegradação prosseguia.

### Orbitrap

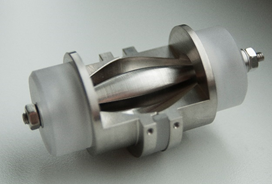
Armadilha de íons Orbitrap com corte nos eletrodos coaxiais para permitir visualização do eletrodo fusiforme central. Todo o conjunto tem aproximadamente o tamanho de três moedas de 1 Real. É importante notar que cada eletrodo coaxial, bem como o eletrodo fusiforme central, é isolado eletricamente do restante do conjunto por um material dielétrico.

Antes de discutir o acoplamento da cromatografia a gás bidimensional abrangente (GC×GC) com espectrômetros de massas de alta resolução da “geração Orbitrap”, é importante entender como essa nova família de espectrômetros surgiu e se desenvolveu. Tudo começou em 1923 com um trabalho teórico de K.H. Kingdon, que descrevia uma armadilha orbital de íons composta por uma casca cilíndrica com um fio coaxial central, fechada nos polos por flanges. Com a aplicação de uma diferença de potencial entre a casca e o eletrodo central, os íons no interior eram atraídos pelo fio, e somente aqueles que possuíam uma velocidade tangencial adequada “orbitavam” o eletrodo central. Os íons oscilavam de polo a polo da armadilha por conta da curvatura do campo eletromagnético provocada pelas flanges.
Ao longo das décadas seguintes a instrumentação para controle dos íons foi se desenvolvendo a medida que outros analisadores de massas surgiram, como o Analisador por Setor Magnético, Quadrupolo, Ion Trap, e o analisador por Tempo de Voo. Em 1981, R.D. Knight conseguiu utilizar uma armadilha orbital para a determinação da massa de íons gerados por laser in situ. O aparelho era construído com duas cascas cônicas isoladas entre si, que envolviam um eletrodo central em formato de fio. Todo o sistema era mantido evacuado (1,3.10-10 atm ou 10-8 torr). Nas cascas aplicava-se uma tensão variável com frequência compatível com os íons gerados (tensão RF), que orbitavam o eletrodo central em um movimento de espiral, que oscilava de uma casca a outra. A frequência de oscilação era proporcional a razão da massa pela carga dos íons (m/z). A detecção ocorria pela variação da frequência RF entre as cascas de forma a produzir ressonância entre o campo elétrico variável e o movimento oscilatório dos íons. A taxa de perda de íons era monitorada por uma fotomultiplicadora colinear ao eixo do eletrodo central, ou por uma placa coletora externa. O instrumento não permitia a detecção simultânea de várias espécies de íons, nem mesmo de misturas simples, mas já demonstrava o potencial da técnica para a espectrometria de massas.
Foi em 1999 que Alexander Makarov, em parceria com a empresa HD Technologies – posteriormente adquirida pela Thermo Fisher Scientific, apresentou a patente do primeiro espectrômetro de massas da família Orbitrap. O fio metálico central do experimento de Kingdon foi substituído por um eletrodo metálico maciço com formato de fuso, e as cascas cônicas do experimento de Knight foram substituídas por eletrodos cilíndricos com cavidade elíptica, confeccionados em aço inox empregando usinagem de alta precisão.
Da mesma forma que ocorria no experimento de Knight, os íons injetados no Orbitrap descrevem um movimento complexo em forma de espiral ao redor do fuso, oscilando entre os polos da armadilha. De forma simplificada, essa frequência de oscilação é proporcional a razão m/z dos íons:
{\displaystyle \omega ={\sqrt {k \over ({m \over z})}}}

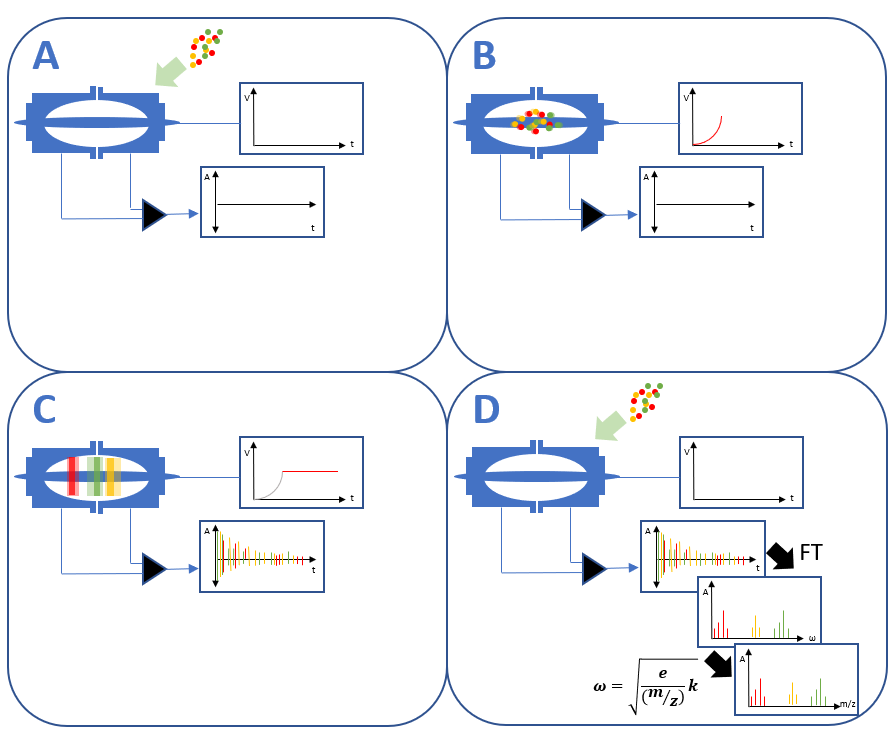
Sequencia de eventos para obtenção do espectro de massas no espectrômetro Orbitrap: A) injeção dos íons; B)ajuste da tensão do eletrodo de fuso para favorecer movimento oscilatório dos íons; C) cada grupo de íons com mesma m/z oscila ao longo do eletrodo de fuso de forma semelhante à oscilação de um pendulo, obtenção do "transiente" com informação no domínio do tempo; D) transformada de Fourier para obtenção de informação no domínio da frequência, conversão de frequência em valor de m/z, inicio de um novo ciclo de injeção no Orbitrap

Na equação cima, 'ω' representa a frequência de um conjunto discreto de íons de mesma m/z que oscila ao longo do eletrodo de fuso, 'm/z' a razão massa carga, e 'k' um conjunto de parâmetros constantes intrínseco da armadilha de íons.
Os eletrodos externos que compõem a cavidade são utilizados como detectores, uma vez que a oscilação dos íons ao redor do fuso central induz pequenas correntes que são amplificadas, e geram um registro preciso e de alta resolução do sinal em função do tempo, denominado “transiente”. Todo o processo leva algumas dezenas de milésimos de segundo, e após o final do ciclo de registro de íons, uma nova carga de íons começa a ser analisada no Orbitrap. Utilizando transformada de Fourier, o transiente é transformado do domínio do tempo para o domínio da frequência (o eixo ‘x’ passa a representar a frequência), e o gráfico resultante já se assemelha a um espectro de massas. Como a relação entre frequência e m/z é conhecida através do desenvolvimento das equações do campo magnético quadro-logarítmico no interior da armadilha, finalmente o espectro de massas é obtido pela conversão de cada valor de frequência no eixo x no respectivo valor de m/z.
Dois parâmetros importantes em espectrometria de massas são o “poder de resolução” e a exatidão. O poder de resolução é o quociente entre a massa de um íon qualquer e a largura do sinal do mesmo íon. Uma forma de compreender o que o poder de resolução significa seria compara-lo com a escala de uma régua: tomando m/z=200 como exemplo, num GC comum com resolução unitária a régua de m/z teria a escala em metros, num TOF de alta resolução operando a 60 000 de resolução a escala seria de 3,3 mm, num Orbitrap “comum” operando a 120 000 de resolução a escala seria de 1,6 mm, e num Orbitrap experimental da Thermo Fisher Scientific, com tempo de transiente ampliado e operando a 2 000 000 de resolução, a escala seria de 100 µm.
A exatidão em analisadores Orbitrap pode atingir valores bastante elevados, atribuindo portanto “confiança” ao alto poder de resolução. Por exemplo, um Orbitrap Q Exactive GC, operando com padronização interna e com a função “lock masses” ativa, apresenta erros de m/z da ordem de sub-ppm (menores que uma parte em um milhão). Para uma m/z = 200,0152, por exemplo, o erro estaria na quarta casa decimal.
“Mas para quê tanta precisão?” Supondo uma situação hipotética na qual pessoas foram intoxicadas tomando suco de laranja, e a análise por LC-MS mostra um íon candidato a contaminante com m/z = 230. Mesmo com a análise da fragmentação do íon m/z = 230, seria difícil determinar que substância contaminou o suco: uma busca no Chemspider (chemspider.com) apresenta 460 mil substâncias com massa molar 229. Repetindo a análise em um sistema Orbitrap Q Exactive a 120 mil de resolução o íon do contaminante apresentaria m/z = 230,2659 que poderia ser atribuído ao pesticida organofosforado Dimetoato. Alto poder de resolução, portanto, é importante para a identificação de compostos desconhecidos.
A hifenação de GC×GC com Orbitrap poderia fornecer resultados impressionantes, aliando a alta capacidade de pico da GC×GC com alto poder de resolução e exatidão do Orbitrap. Uma busca na literatura, no entanto, mostra apenas um artigo publicado e algumas notas técnicas de aplicação do fabricante. Uma possível explicação para esta ausência de trabalhos seria que o alto poder de resolução do Orbitrap não permite uma taxa de aquisição de sinal compatível com a GC×GC. A tabela mostra a variação da velocidade de varredura em função do amento da resolução em um Orbitrap Q Exactive GC.
| Espectros por Segundo | Resolução |
| 18                    | 15 000    |
| 12                    | 30 000    |
| 7                     | 60 000    |
| 3                     | 120 000   |

Operando com resolução de 30 000, por exemplo, o Q Exactive GC produz 12 espectros por segundo. Por outro lado, espectrômetros TOF operando em resolução semelhante podem produzir até 200 espectros por segundo. Considerando que a GC×GC opera com tempos de modulação da ordem de 2 a 8 segundos, produzindo picos com 50 a 600 milissegundos de largura, espectrômetros Orbitrap em alta resolução podem não produzir pontos suficientes para a correta reconstrução do pico na segunda dimensão.
Aplicações
Em um trabalho recentemente publicado no Journal of Mass Spectrometry, N. Hung e colaboradores estudaram a aplicabilidade da técnica GC×GC Orbitrap para análise de óleo de pirólise de celulose. A escolha da matriz de elevada complexidade química é justificada pelo crescente apelo por fontes renováveis de energia e de insumos químicos, e a queima de biomassa pode oferecer ambos.
Os autores empregaram uma coluna polar FFAP 50 m x 0,25 mm x 0,25 µm na 1D, e uma coluna apolar SLB5 2 m x 0,10 mm x 0,10 µm na 2D. Um modulador criogênico de duplo estágio modelo ZX2 da Zoex foi empregado, com tempos de modulação de 5 a 9 segundos. O gás de arraste empregado foi He a 1,5 mL min-1, em uma rampa de aquecimento iniciando em 55°C por 2 min, 5 °C/min até 240 °C, permanecendo por 5 minutos em 240 °C.
Primeiro os autores avaliaram a alteração de vários parâmetros operacionais, como energia de ionização, faixa de varredura, resolução e quantidade de íons acumulados para a identificação de uma solução padrão de naftaleno. Foi observado que operando a 15 000 de resolução foi possível obter 25 espectros por segundo, o que possibilitou a reconstrução dos picos na 2D com pelo menos 7 pontos.
Mantendo a resolução em 15 000 foram realizados dois estudos: o primeiro de identificação de uma mistura de 23 compostos através da biblioteca do software do equipamento, e um segundo estudo quantitativo de alfa-pineno empregando canfora como padrão interno. No primeiro estudo a metade das substâncias foi corretamente identificada, apresentando bons valores de similaridade. No segundo estudo foi obtida uma boa correlação entre sinal e concentração, abrangendo uma correlação linear de 10 a 1000 ppm.
Os autores apresentam também uma avaliação do resultado para a amostra real de óleo pirolisado, onde a identificação dos componentes pela busca na biblioteca foi favorecida pela exatidão na obtenção das massas dos íons. Portanto, mesmo operando a resoluções mais baixas, o Orbitrap favorece o resultado pelo ganho de exatidão.
No trabalho “Cromatografia a gás bidimensional compreensiva com espectrômetro de massas Orbitrap aplicada à análise de fragrâncias”, disponível no site da Thermo Fisher Scientific, Xin Zheng e colaboradores utilizaram um sistema GC×GC-Orbitrap, empregando um Q Exactive GC e um modulador de fluxo reverso da Insight, para análise de óleo de limão e ésteres metílicos de ácidos graxos. As colunas empregadas não foram mencionadas. Foi injetado 1 μL de amostra, 50 μL de amostragem no modulador, com vazão de 0,5 mL min-1 na 1D e 20 mL min-1 na 2D. Para EI foi empregado split 10:1, para CI splitless por 2 minutos. Foi empregada uma rampa de aquecimento iniciando em 40°C por 1 minuto, subindo para 280°C a uma taxa de 5 °C por minuto, e permanecendo em 280 °C por 5 minutos.
As configurações do Q Exactive GC utilizadas foram: linha de transferência a 250 °C, ionização EI/PCI, fonte de íons a 250 °C, EI a 70 eV, modo Full Scan com m/z de 50 a 600 para EI e de 100 a 700 para CI, com o uso de lock-Masses, CH4 como gás de CI a 1,5 mL min-1. Não há informações sobre configurações de quantidade de íons injetados, resolução ou número de espectros obtidos.
A discussão sobre os resultados da análise de óleo de limão focam na qualidade da separação entre os terpenos Cimeno, Limoneno e Ocimeno, especialmente para a separação dos dois últimos que apresentam massa molar, espectro de fragmentação, e índices de retenção para colunas polares e semi-polares muito próximos. Ao contrario de outras técnicas de GC, a GC×GC permite a separação de Limoneno e Ocimeno. Além disso, a exatidão do Orbitrap é essencial para a detecção dos compostos pela busca na biblioteca do próprio software (HRAM GC-Orbitrap library).
Para os ésteres metílicos os resultados também são bons, com separação regular da série C18 e boa separação da série C20, que notadamente sofreriam co-eluição em GC 1D. Para a série C20 as espécies de C20:0 a C20:5, incluindo os ésteres dos ácido cis-8,11,14-metileicosatrienoico e cis-11,14,17-metileicosatrienoico, além de bem resolvidas, apresentaram erros de exatidão em escala de sub-ppm para íons moleculares [M+H]+ obtidos por ionização química positiva.

## Equipamentos comerciais
Atualmente três grandes empresas vêm competindo pelo mercado GC×GC: Zoex, LECO e Shimadzu. A Zoex e LECO são as principais fornecedoras para os equipamentos GC×GC-TOFMS, fornecendo também software para a leitura e interpretação de dados. Porém o software da LECO, ChromaTOF, tem seu uso restrito aos equipamentos da própria empresa, modelos Pegasus 4D. Já o software da Zoex, GCImage, é compatível com todas plataformas de dados abrangendo de GC×GC-FID até GC×GC-MS (tanto analisadores quadrupolares e por tempo de voo) das mais diversas fabricantes. E mais recentemente a Shidmazu lançou seus equipamentos GC×GC-qMS, devido a maior velocidade de varredura de seus novos analisadores quadrupolares (até 20.000 Th por segundo).

## Aplicações

### Metabolômica
A metabolômica é o estudo que visa identificar, caracterizar e quantificar o conjunto de todos os metabólitos – o metaboloma – produzidos e/ou modificados por um organismo. Devido à excelente capacidade de separação para misturas complexas de produtos químicas, a cromatografia gasosa bidimensional abrangente (GCxGC) está sendo utilizada com crescente frequência para análises metabolômicas. A seguir, algumas aplicações recentes foram selecionadas para demonstrar como os estudos de metabolômica com GCxGC podem facilitar descobertas e impulsionar a ciência em diversas frentes.
As bactérias produzem metabólitos voláteis característicos e isso pode ser utilizado para uma gama de aplicações na medicina, ciência e indústria. Uma possível aplicação é para diagnosticar infecções de bactérias patogênicas in situ, ou seja, direto de uma ferida, de uma amostra de urina ou da respiração, sem ser necessário recuperar os micróbios ou seu material genético – isso reduziria as chances de um falso-negativo, além de proporcionar um diagnóstico mais rápido. O método de cromatografia gasosa–espectrometria de massa (GC-MS) foi utilizado por décadas para a identificação não-direcionada de metabólitos voláteis de culturas bacterianas. O trabalho pioneiro na aplicação do método de GCxGC para este propósito analisou os metabólitos voláteis da bactéria Pseudomonas aeruginosastrain PA14, uma bactéria já muito bem estudada pelo método anteriormente utilizado (GC-MS) e demonstrou o ganho de informações quando utilizado do GCxGC (no trabalho, utilizaram GCxGC-TOFMS), que, com o novo método, praticamente dobrou os metabólitos voláteis identificados.
O ar exalado na respiração tem grande potencial para diagnóstico e monitoramento médico, sendo que os biomarcadores detectáveis na respiração através de GCxGC podem ter sido produzidos pelo patógeno, pelo hospedeiro ou por alguma interação entre eles. O Food and Drug Administration (FDA), inclusive, possui uma série de diagnósticos por respiração aprovados, como: teste de monóxido de carbono para capnografia, teste de monóxido de carbono para icterícia neonatal, testes de hidrogênio e metano para diagnóstico gastrointestinal, teste de óxido nítrico para monitorar terapia para asma, detecção de rejeição de transplante de coração e teste de 13C-uréia para infecção por Helicobacter pylori. Outras doenças mostram-se promissoras de que seus diagnósticos possam ser realizados por testes de respiração, como câncer de pulmão, doença pulmonar obstrutiva crônica, infecções associadas à fibrose cística, pneumonia bacteriana e tuberculose. Pela proximidade humana em relação à interface patógeno-hospedeiro, cobaias animais como macacos são essenciais para identificar compostos biomarcadores potenciais e validá-los para uso de diagnósticos em humanos. Como é o caso do estudo de viabilidade feito com macacos cinomolgos (Macaca fascicularis) e macacos rhesus (Macaca mulata) infectados com o patógeno da tuberculose (Mycobacterium tuberculosis). O ar exalado da respiração antes e depois da infecção foi analisado utilizando GCxGC-TOFMS e esse trabalho demonstrou que a amostragem e a análise da respiração são viáveis em cobaias animais e que os metabólitos da respiração podem servir como marcadores úteis de infecção.
A urina é uma rica fonte de metabólitos de todo o corpo e, muitas vezes, é utilizada para exames, como testes antidopings. Desde 1972 a cromatografia gasosa acoplada a espectrometria de massas (GC-MS) vem sendo empregada para identificação de esteróides anabolizantes em testes antidopings com urina. De lá para cá, o método evoluiu consideravelmente, porém a análise de misturas complexas de esteróides extraídos da urina é limitada pela eficiência da separação do método. Em substituição, também é possível utilizar-se de cromatografia gasosa acoplada a espectrometria de massa em tandem (GC-MS/MS), o que aumenta o limite de detecção, porém requer uma análise direcionada. O desenvolvimento do método de cromatografia gasosa bidimensional abrangente (GCxGC) acoplado a TOF-MS ou a qMS para a análise de amostras aumentou consideravelmente a capacidade de separação e detecção. Recentemente, GCxGC-TOFMS tem sido utilizada para análise de esteróides, porém por ser mais barato e menos poluente, há também vantagens no uso de GCxGC-qMS, além de aspectos de capacidades técnicas, como ionização química positiva (PCI) e negativa (NCI). O método de GCxGc-qMS pode ser utilizado para analisar amostras complexas de esteróides extraídos da urina com alta especificidade e sem direcionamento, sendo que isso pode ser usado tanto para detectar doping em atletas quanto para indivíduos em tratamento de terapêutico com esteróides.
A metabolômica é uma ferramenta importante na compreensão de como um organismo responde a diferentes estímulos externos. Um estudo interessante neste aspecto foi feito com duas espécies de bivalves do mesmo gênero: ameijoa-boa e ameijoa japonesa (Venerupis decussata e Venerupis philippinarum, respectivamente). Estas são as duas espécies de bivalves mais exploradas comercialmente ao redor do mundo, ambas são moluscos comestíveis, com importância econômica e ecológica, que compartilham condições e habitats semelhantes e por isso podem competir em ambientes naturais e em fazendas de aqüicultura. Muito pouco se sabe sobre as diferenças nos metabolismos das duas espécies, assim como também pouco se sabe sobre as variações de metabolismo que acontecem durante seus ciclos de vida devido a mudanças ambientais (temperatura, salinidade, contaminantes, infecções ou parasitas, por exemplo). Por este motivo, o estudo utilizou de GCxGC-TOFMS como método de alta sensibilidade para estabelecer padrões metabólitos específicos para cada espécie, e isso pode ser utilizado como base para discriminar espécies de moluscos próximas e de mudanças nos organismos provocadas por fatores externos. Mesmo vivendo em simpatria, ambas as espécies experimentaram condições diferentes, como ambiente de filtração e diferenças fisiológicas e bioquímicas, e isso refletiu em seu metaboloma volátil. Esse método abre caminho para o uso de bivalves combinados com análise de metabólitos com GCxGC-TOFMS em diferentes áreas, como em marcadores na detecção e identificação de mudanças sutis originárias de condições bióticas e abióticas. Isso também dá base para a expansão desde tipo de análise para outros grupos de seres vivos.
GCxGC também é utilizado no estudo de plantas, identificando e caracterizando seus complexos metabolomas com o intuito de compreender aspectos de suas fisiologias, ecologias e qualidade como matérias-primas e alimentos. Exemplo disso é o estudo do metaboloma de tomates para identificar aspectos da resistência à contaminação por cepas saprofíticas de Alternaria alternata, fungo que freqüentemente gera toxinas no tomate, como alternariol (AOH), éter monometílico de alternariol (AME) ou ácido tenuazônico (TeA). É sabido que AOH é fator para a colonização do fungo no tomate e variedades mutantes do fungo A. alternata que não produzem AOH não são capazes de infectar tomates. Para isso, duas variedades de tomates foram analisadas, uma resistente à infecção do fungo e outra suscetível, utilizando do método de GCxGC-MS e comparando os metabólitos encontrados nas duas variedades, o ácido clorogênico (CGA) foi o metabólito mais discriminante. Para confirmar a influência do CGA, foi analisado sua influência no crescimento, na expressão do gene pks – gene responsável pela biossíntese de AOH e AME – e na biossíntese de AOH e demonstrou-se que o metabólito GCA é responsável por reduzir a biossíntese de AOH pelo fungo, assim impedindo a infecção do tomate.
Além de estudos descritivos nos quais metabólitos são descobertos e identificados, correlacionar esses dados a mecanismos celulares que os produzem ou regulam e a diferentes fenótipos ou interação que facilitam é o próximo passo no estudo da metabolômica. Os dados metabolômicos obtidos do GCxGC podem ser ligados a outras análises, como análises químicas, biológicas, comportamentais e estatísticas, que contextualizem o metaboloma, assim gerando conhecimento ainda mais rico. Um trabalho interessante que faz a análise de compostos decorrentes de interações multitróficas entre diferentes organismos vivos é o estudo da interação entre algumas espécies de hortelã (Mentha sp.) e seu inseto predador (Chrysolina herbacea). As plantas de hortelã produzem metabólitos de defesa a ataques de herbívoros e poucos insetos conseguem ingeri-las, porém, a Chrysolina herbacea possui um relacionamento altamente específico com a hortelã, já que é resistente às suas toxinas (principalmente terpenóides). No trabalho, a Chrysolina herbacea foi alimentada com três espécies diferentes de hortelã e os metabólitos voláteis emitidos tanto das fezes dos insetos quanto das folhas das plantas foram analisados por GCxGC-qMS para que uma correlação pudesse ser criada, para se avaliar a capacidade do inseto de se alimentar de compostos tóxicos (ou seja, discriminar terpenóides transformados pelo processo digestivo dos insetos), para se estudar o papel dos voláteis do excremento do ponto de vista ecológico e para melhor compreensão da ecologia e fitoquímica de interações planta-inseto. Assim, entende-se que para se derivar algum significado de dados metabólicos, uma abordagem multidisciplinar é necessária, podendo contar com colaborações das áreas da química, biologia, medicina, matemática, entre outras.

### Lipidômica
O termo lipidômica se refere ao estudo dos lipídios celulares - o lipidoma. Nesse contexto, a lipidômica se concentra na investigação das estruturas, funções, interações e dinâmica dos lipídios celulares, na sua localização e dinâmica dentro dos compartimentos celulares, e nas suas mudanças diante de alterações na célula, além de ser o estudo das interações lipídios-lipídios e lipídios-proteínas que participam dos processos fisiológicos e fisiopatológicos. Portanto, essas análises contribuem para o avanço da nutrigenômica e para o surgimento de novos biomarcadores de diversas doenças, bem como a compreensão dos mecanismos moleculares.

#### Alterações metabólicas após atividades físicas estenuantes
Na última década estão cada vez mais populares as corridas de resistência (> 5 km). A participação nesses eventos requer uma preparação extensiva, incluindo condicionamento físico e mental, além de recuperação eficiente do sistema após a atividade. Estudos mostram que em atletas de resistência após as atividades tem seu metabolismo perturbado, principalmente em concentrações elevadas de carboidratos, ácidos graxos e cetonas, acompanhadas por reduções nas concentrações de aminoácidos5. Foi sugerido que essas alterações resultem da dramática mudança metabólica em várias vias de catabolismo de substrato de combustível, bem como mecanismos alternativos de produção de energia (α-oxidação e autofagia). Stander, et al. (2020) utilizaram uma abordagem não direcionada de (GCxGC-TOFMS) para investigar a recuperação metabólica sem intervenção de 16 atletas de maratona dentro de 48 horas pós-maratona. As amostras de sangue (n = 64 amostras) foram coletadas 24 horas pré-maratona, 30 minutos pós-maratona, 24 horas pós-maratona e 48 h pós-maratona. Todas as amostras foram submetidas a uma extração de metaboloma total. Foi realizada a derivação/sililação utilizando 40 μL de BSTFA enriquecido com TCMS a 1% a 60 ° C por 60 min. As análises foram realizadas utilizando GCxGC-TOF/MS com os seguintes parâmetros operacionais. O volume de amostra injetado foi de 1 μL com proporção de divisão de 1:3 utilizando Hélio como gás de arraste com vazão de 1 mL/min. A temperatura do injetor foi mantida constante a 270 °C. A coluna 1D foi do tipo capilar Restek Rxi-5MS (30 m; 0,25 μm de diâmetro e 0,25 μm de espessura de filme) operando sob a programação de temperatura inicial de 70 °C com taxa de aquecimento de 4 °C/min até a temperatura final de 300 °C (mantido por 2 min). A coluna 2D do tipo capilar Restek Rxi-17 (1 m; 0,25 μm de diâmetro e 0,25 μm de espessura de filme), operou com temperatura inicial de 85 °C, a uma taxa de 4,5 °C / min até a temperatura final de 300 °C. O modulador térmico, entre as duas colunas, foi configurado para pulsar intermitentemente fluxos de gás nitrogênio quente e frio por aproximadamente 0,5 s a cada 3 s.
Como conclusão do estudo os autores destacaram que as possíveis cascatas de eventos que resultam na recuperação total do metabolismo pós-maratona são: (a) redução das necessidades de energia promovendo estimulando e promovendo a glicogênese. (b) consequentemente, redução da necessidade de catabolismo de substrato de combustível alternativo (lipídios e aminoácidos) e cetogênese, (c) ativação de mecanismos de reparo celular adicionais, como a via de salvamento de nucleotídeos e a síntese de proteínas e lipídios / reesterificação de ácidos graxos. Os resultados sugerem que o metabolismo dos atletas se recupera quase completamente ao estado basal (pré-maratona) dentro de 24 horas. Após 48 horas já se observou a recuperação total evidente sem a intervenção de auxiliares de recuperação.

#### Análise de esteroides
A análise de esteróis é vista como desafiadora devido à complexidade das matrizes de interesse e a baixa concentração com que estão presentes nas amostras as quais são encontrados. Geralmente requerem extração/pré-concentração para atingir limites de quantificação adequados.
Atletas profissionais visando máximo desempenho fazem uso de substancias que proporcionem maior rendimento, dentre as quais, os mais importantes são os esteroides anabolizantes, que são semelhantes em estrutura e atividade ao hormônio masculino testosterona. Eles são usados por competidores para melhorar a massa muscular e acelerar os tempos de recuperação. Por isso, são proibidos em competições esportivas, e o MRPL para o método de análise definido pela Agência Mundial Antidoping (WADA) é fixado em 2 ng mL−1. Mitrevski et al. (2008) investigam a aplicabilidade de GC×GC acoplado a detectores de ionização por chama (GC×GC–FID) e espectrometria de massa de tempo de vôo (GC×GC–TOFMS) para análise de 27 esteróis endógenos em urina humana. Foi utilizado um cromatógrafo a gás conectado a um espectrômetro de massa time-of-flight (TOF) modelo Pegasus III nas análises GC×GC-TOFMS. Um sistema criogênico de modulação longitudinal (LMCS) foi operado isotermicamente a 120 °C com período de modulação de 5 s. Como coluna 1D foi utilizada uma BPX50 (30 m x 0,25 mm D.I; 0,25 mm espessura) e como coluna 2D foi usada uma BPX5 (1 m x 0,1 mm D.I x 0,1 µm espessura) como coluna 2D). A programação do forno para a coluna 1D foi de 240 °C por 1 min, aumentado para 260 °C a 2 °C min-1 e imediatamente aumentado para 320 °C a uma taxa de 10 °C min-1 (mantida por 10 min). Para a coluna 2D a temperatura inicial do forno foi 80 °C, mantida por 1 min, aumentou para 240 °C a 40 °C min−1, aumentou para 260 °C a 2 °C min−1 e aumentou para 330 °C a uma taxa de 6 °C min−1 (mantida por 5 min). O hélio foi usado como gás de arraste e a temperatura do injetor foi de 300 °C.
Os resultados deste estudo mostraram que a GCxGC pode ser aplicada com sucesso na análise de esteróis em amostras complexas, oferecendo melhor separação e aprimoramento de sinal quando comparada ao GC convencional. GC × GC acoplado ao detector TOFMS é promissor para a triagem, quantificação e confirmação de esteróis em matrizes complexas como a urina, mesmo em uma concentração abaixo de 1 ng mL−1. Os resultados mostram que o TOFMS oferece maior conteúdo de informação (posições de pico e varredura de massa total, em níveis mais baixos) quando acoplado ao GC×GC, em comparação com 1D GC. Uma vez que o limite de detecção para os esteróis endógenos analisados é 1ng mL-1 ou menos, este método está de acordo com o MRPL para os esteróis anabolizantes definido pela Agência Mundial Antidopagem (WADA).

#### Produtos de oxidação de fitosteróis
Nos últimos anos, os fitoesteróis (PS), ganharam muito interesse devido aos seus bem documentados efeitos redutores de colesterol de lipoproteína de baixa densidade (LDL). Os fitoesteróis são lipídios insaturados suscetíveis de serem oxidados por espécies reativas de oxigênio (ROS), levando à formação de produtos de oxidação de fitosteróis (POPs), tanto no produto alimentar quanto in vivo. Os produtos de oxidação do colesterol (COPs) foram bem documentados e podem exercer efeitos biológicos adversos. Uma vez que os POPs são estruturalmente muito semelhantes aos COPs sugere-se que eles podem exercer efeitos semelhantes, embora provavelmente menos graves. Dessa forma, estudos sobre seus efeitos biológicos são altamente relevantes. A análise de POP é altamente desafiadora analiticamente devido à baixa concentração em que são encontrados em amostras biológicas e pelo fato de co-eluirem facilmente devido ao grande número de diferentes POPs formados, dessa forma complicando a identificação do pico. Sendo assim são necessários métodos com alta seletividade e baixo limites de quantificação. O estudo de Menéndez-carreño, Steenbergen e Janssen (2012) teve como objetivo desenvolver e validar um método para a detecção, identificação e quantificação de POPs por GC×GC/TOF-MS em plasma humano. Como preparo das amostras de plasma foi realizada a purificação com cartuchos de sílica SPE. As frações de SOPs eluídas foram derivadas utilizando 200 μL do reagente Tri-Sil, e as amostras foram sililadas por 45 min. As análises de GC×GC/TOF-MS foram realizadas em um cromatógrafo a gás equipado com modulador criogênico de estágio duplo de quatro jatos imóveis. As separações foram realizadas em uma coluna DB-1MS capilar 100% de dimetilpolissiloxano (30 m de comprimento x 0,25 mm d.i. x 0,25 μm de espessura de filme) como coluna de primeira dimensão e uma coluna bidimensional BPX50 50% fenilpolisilfenilenosiloxano (1,5 m de comprimento x 0,1 mm d.i. x 0,1 μm de espessura de filme). A programação de temperatura para a coluna 1D foi de 60 °C por 0,5 min, seguida por uma rampa de 10 °C min−1 até 260 ° C. depois 330 °C a uma taxa de 2 °C min−1. Em seguida, a temperatura foi elevada para 340 ° C a uma taxa de 10 °C min−1 e mantida por 8,5 min. O programa do forno para a coluna bidimensional foi idêntico ao programa unidimensional, porém, com um desvio de temperatura positivo de 5 °C. A modulação foi realizada com deslocamento de temperatura de 25 °C em relação ao forno principal. Duração de 5 s e pulso quente de 0,6 s.
Como resultados deste estudo os autores conseguiram verificar a presença de dez produtos de oxidação de fitosteróis presentes em níveis baixos no plasma. Os limites de detecção e quantificação ficaram abaixo de 0,04 e 0,1 ng mL-1, respectivamente, e foram baixos o suficiente para monitorar os níveis plasmáticos de POPs. O método desenvolvido ofereceu ganhos extraordinários em poder de separação e aprimoramento de sinal quando comparado com a cromatografia gasosa unidimensional convencional.

#### O impacto dos exercícios na peroxidação lipídica
O envelhecimento está associado a uma maior suscetibilidade a infecções, câncer e doenças cardiovasculares e neurodegenerativas. Disfunção imunológica associada à idade, “imunosenescência” e “inflamação” têm um impacto no desenvolvimento dessas doenças crônicas e podem aumentar o risco de infecção. O estresse oxidativo desempenha um papel importante na inflamação de baixo grau, que é característica de doenças associadas à idade. A resposta metabolômica a exercícios intensos e prolongados tem sido associada à mobilização e oxidação de lipídios. A análise metabolômica tem se mostrado uma ferramenta promissora na pesquisa do envelhecimento. Infecções respiratórias (RIs), particularmente bronquiolite, têm sido associados a um aumento nos biomarcadores de peroxidação lipídica. Portanto, sugere-se que o exercício modula o risco de infecção respiratória em idosos, o que pode estar relacionado a uma mudança nos parâmetros dos metabólitos da peroxidação lipídica do estresse oxidativo. Os autores estudaram o efeito de um programa de treinamento físico de 36 semanas sobre o risco de infecção respiratória em idosos, avaliaram a associação entre o estresse oxidativo e metabólitos relacionados à peroxidação lipídica com exercícios e RIs. As análises GC×GC-TOF/MS LECO foram realizadas em um cromatógrafo de gás com um modulador criogênico a jato de estágio duplo e um espectrômetro de massa equipado com um analisador TOF. Uma coluna HP-5 5% de fenil-metilpolisiloxano (30 m × 0,32 mm D.I × 0,25 μm espessura de filme) foi usada como coluna 1D e DB-FFAP de polietilenoglicol modificado com ácido nitrotereftálico (0,79 m × 0,25 mm D.I x 0,25 μm de espessura de filme) foi usado como coluna 2D. O gás de arraste foi o hélio a um fluxo constante de 2,50 mL/min. A temperatura do injetor foi ajustada para 250 °C.
Os resultados do estudo demonstraram que um programa de treinamento de exercícios moderados de 36 semanas em adultos mais velhos afetou a taxa ou gravidade de IR em comparação com um grupo controle sedentário. A predição do número de IR foi associada não apenas a um conjunto de metabólitos relacionados à peroxidação lipídica, mas também a cetonas e álcoois (produtos secundários da peroxidação lipídica). Os idosos não devem ser desencorajados a praticar exercícios físicos moderados, pois os benefícios metabólicos podem aumentar a modulação da peroxidação lipídica sem aumentar o risco de IR.

#### Auxílio no diagnóstico de câncer de mama
O câncer de mama é uma das principais doenças que acometem mulheres, estima-se que em 2016 o câncer de mama representará 29% de todos os novos casos de câncer diagnosticados em mulheres e 14% de todas as mortes relacionadas a câncer em mulheres. A arilamina humana N-acetiltransferase 1 (NAT1) é uma enzima de metabolização xenobiótica de fase II citosólica que acetila uma ampla gama de aminas aromáticas e heterocíclicas. Carlisle et al. (2016) Propuseram que o NAT1 afeta o risco e/ou progressão de câncer através da regulação da acetil coenzima A (acetil-CoA). O acetil-CoA é um mediador central de muitas vias celulares, incluindo a síntese e degradação de ácidos graxos, a síntese e mobilização de corpos cetônicos e isoprenóides e o ciclo do TCA. Dessa forma, elucidar as mudanças nas vias metabólicas celulares melhoraria a compreensão do papel que o NAT1 desempenha na progressão do câncer, eventualmente levando à detecção precoce do câncer de mama com melhores prognósticos de tratamento. Para as análises de GCxGC–TOFMS os autores utilizaram um cromatógrafo de gás equipado com um modulador criogênico de dois estágios e forno secundário. A coluna primária foi uma coluna capilar DB-5 ms 5% fenil-metilpolissiloxano (60 m x 0,25 mm D.I x 0,25 µm). Uma segunda coluna DB17 ms 50% fenil-metilpolissiloxano (1 m x 0,25 mm D.I x 0,25 µm) foi colocada dentro do forno GC secundário após o modulador térmico. A taxa de fluxo constante do gás de arraste de hélio (pureza de 99,999%) foi ajustada para 2,0 mL / min. A temperatura do injetor foi fixada em 280 °C. A temperatura da coluna primária foi programada com uma temperatura inicial de 60 °C por 30 s e então aumentada em 5 °C / min para 270 °C e mantida por 12 min. O programa de temperatura da coluna secundária foi definido para uma temperatura inicial de 70 °C por 0,5 min e, em seguida, aumentada a uma taxa de 5 °C / min até 280 °C. O modulador térmico foi ajustado para +15 °C em relação ao forno primário, e um tempo de modulação de 2 s.
A partir dos resultados, os autores sugeriram que as vias celulares são alteradas entre as células de câncer de mama MDA e MB-231 que expressam níveis variáveis de NAT1 humano devido às diferenças na quantidade de acetil-CoA livre disponível. Na via de síntese de ácidos graxos, o palmitato é um ponto de ramificação onde tanto o estearato (18: 0) quanto o ácido palmitoléico (16: 1 (D9)) podem ser sintetizados. O ácido palmitoléico é sintetizado a partir do palmitato pela acil-CoA dessaturase graxa. Dessa forma, sugere-se que a diminuição de ácido palmitoléico na linha celular de maior atividade de NAT1 é devido menor disponibilidade de acetil-CoA livre. Dessa forma, os dados sugerem uma ligação entre o aumento dos níveis de atividade de NAT1 e a diminuição do fluxo de acetil-CoA através da via de síntese de ácidos graxos.

#### Análise de ácidos graxos da mucosa bucal
Uma das aplicações mais relevantes da lipidômica é a investigação da constituição de fosfolipídios celulares (PL). Os glicerofosfolipídios (GPL) são os principais componentes das membranas biológicas e sua composição em termos de ácidos graxos poliinsaturados (PUFA), afeta a seletividade e fluidez das membranas biológicas. Portanto, a análise do conteúdo de ácidos graxos (AF) nos GPL pode ser uma ferramenta valiosa para ajudar a quantificar o estado nutricional de pacientes clínicos. Estudos têm demonstrado que o AF nas células da mucosa bucal pode ser usado como biomarcador para o conteúdo de AF, como uma alternativa para amostragem de plasma e hemácias. Bogusz Jr. et al. (2012) buscaram simplificar e melhorar a metodologia convencional de perfil lipidômico para adaptá-la para análise de AF em células da mucosa bucal humana. A abordagem foi combinar metanólise seletiva, seguida por SPME, para garantir a seletividade da derivatização, proporcionando alta detectabilidade, e GC×GC, permitindo a eliminação da limpeza da amostra por SPE / TLC. Um GC×GC-FID equipado com um modulador criogênico de dois estágios projetado e fabricado em laboratório. O fluido criogênico foi N2 resfriado em nitrogênio líquido. O conjunto de colunas usado consistia em uma coluna capilar HP-5 apolar (30 m x 0,25 mm D.I x 0,25 µm espessura do filme) conectado em série por um conector metálico a uma coluna polar (1,0 m x 0,10 mm D.I x 0,10 µm espessura do filme). O período de modulação usado foi de 6 s. Hidrogênio a 0,7 mL/min (170 °C) como gás de arraste. A temperatura de injeção foi 270 °C. O detector FID operou à 270 °C. Para injeções de SPME, o injetor operou em modo splitless. O programa de temperatura linear do forno cromatográfico foi definido para 170 °C a 3 °C / min até 240 °C, mantido a 240 °C por 16,67 min. O procedimento proposto foi aplicado com sucesso na avaliação de células da mucosa bucal humana. A eliminação do fracionamento da amostra por TLC/SPE foi possível pelo uso de GC×GC e a derivatização seletiva mostrando uma redução de quatro vezes no tempo gasto no preparo da amostra. O SPME forneceu limites de detecção e quantificação muito superiores (cerca de 100 vezes menores), quando comparado ao LLE. Os autores afirmaram que o procedimento proposto permitiu a simplificação da metodologia convencional para o perfil de FAs em amostras biológicas, como células da mucosa bucal. Forneceu também maior capacidade de detecção e resolução de pico permitindo assim que um número maior de constituintes seja determinado com mais precisão. Contribuindo para o avanço dos estudos em lipidômica. A metodologia proposta será utilizada para auxiliar na quantificação do estado nutricional de lactentes.

### Petroleômica
Petroleômica é o estudo da caracterização do petróleo a nível molecular, que identifica diversos compostos de hidrocarbonetos e polares. Usada nos estudos desde a formação do óleo até o seu refino. Por serem amostras de grande complexidade química é necessário o uso de técnicas analíticas modernas como a cromatografia gasosa bidimensional abrangente (GC x GC) para que seja feito a análise.
A técnica de GC x GC é utilizada em diversas áreas, mostrando seu poder de separação, mas seu uso e grande potencial de separação ganham destaque com as amostras petroquímicas, em razão da complexidade delas.
A gasolina, o óleo cru, o querosene, o combustível diesel, o gasóleo leve, os solventes não aromáticos, os biomarcadores, os poluentes ambientais no solo e sedimentos, os poluentes ambientais na água, e os poluentes ambientais no ar, são exemplos de amostras petroquímicas em que a técnica GC x GC é aplicada. Dentre os compostos petroquímicos comumente identificados estão: n-alcanos ou parafinas, alcenos ou olefinas, alcanos cíclicos ou naftenos, alcenos cíclicos, aromáticos, heterocompostos, entre outros. Na sequência serão apresentadas algumas situações em que a técnica em questão foi utilizada na área petroleômica.
Vale et al.,(2018)  usaram um sistema GC × GC-TOFMS para analisar petróleo bruto e conseguiram excelente separação das diversas classes que constituem as amostras de petróleo. Identificaram alcanos (C8 – C41); iso-alcanos; saturado mono-, bi-, tri-, tetra- e pentacíclico; e compostos aromáticos (1–4 anéis condensados).
Beens et al., (2000)  separaram querosene aplicando GC x GC com as seguintes condições experimentais:
|                                                              | coluna 1 | coluna 2 | capilar de modulação |
| ------------------------------------------------------------ | -------- | -------- | -------------------- |
| Comprimento (m)                                              | 10       | 0,7      | 0,07                 |
| Diâmetro (mm)                                                | 0,25     | 0,10     | 0,10                 |
| Fase estacionária                                            | DB- 1ª   | BPX50e   | SE- 54c              |
| Espessura do filme (μm)                                      | 0,25     | 0,10     | 3                    |
| Gás transportador: Hélio, pressão do topo da coluna: 100 KPa |          |          |                      |

Para a separação completa da amostra de querosene seria necessário um tempo de modulação de aproximadamente 12 s, gerando um tempo de separação total de 100 minutos. Com uma separação GC x GC estruturada, juntamente com o conhecimento químico de estruturas de hidrocarbonetos, é possível caracterizar completamente esta amostra, incluindo a identificação de parafinas, naftenos, monocíclicos-aromáticos, dicíclicos-aromáticos, a distribuição do número de carbono e a ramificação dos isômeros.
Uma análise de dois óleos de lavagem, usados em indústrias que produzem etileno para diminuir a contaminação do compressor, foi realizada fazendo uso da técnica GC × GC, sem a necessidade de identificar picos individuais, os constituintes dos óleos de lavagem foram separados e agrupados em três regiões: banda apolar, banda aromática de 1 e 2 anéis e banda poliaromática. Graças à imagem bem estruturada dada pelos gráficos de contorno, pode-se calcular a abundância percentual entre essas regiões de compostos e também indicaram que os constituintes principais em um dos óleos de lavagem eluiram na faixa de n- C 12 a n -C 16 e os constituintes principais do outro óleo de lavagem eluiram na faixa de n -C 12 a n -C 20.
O petróleo é uma mistura complexa que além dos hidrocarbonetos possui também compostos contendo heteroátomos, os mais abundantes presentes nessa mistura são os heteroátomos de enxofre. Os compostos contendo enxofre podem ser classificados de acordo com seus grupos funcionais em: sulfeto de hidrogênio (H2S), enxofre elementar, mercaptanos (tióis), sulfetos (acíclicos e cíclicos), polissulfetos (dissulfetos, trissulfetos) e tiofenos. A caracterização dos compostos contendo enxofre é importante para o controle e otimização do refino e para estudos geoquímicos de exploração e produção. A cromatografia gasosa (GC) e a GC x GC com detectores seletivos de enxofre ou espectrometria de massa (GC-MS) são técnicas analíticas dominantes para análise desses compostos. A GC × GC aumenta a dimensão do pico e proporciona um meio ortogonal de separação e, assim, resolve problemas vistos em GC unidimensional com maior seletividade e sensibilidade.
Biomarcadores estão inclusos na composição do petróleo bruto, são moléculas orgânicas resistentes a mudanças químicas, por isso a identificação de biomarcadores em petróleo é muito usada para associar os óleos crus à suas fontes e identificar derramamento e poluição no ambiente.
Por conter diversas classes químicas com volatilidade diferentes e por muitas vezes serem compostos secundários de misturas muito complexas a separação e a identificação dos biomarcadores torna-se difícil.
A GC x GC foi usada para analisar qualitativa e quantitativamente uma amostra de derramamento de óleo diesel marítimo dos Laboratórios de Segurança Marítima da Guarda Costeira dos EUA (MSL), tendo como base de comparação duas amostras de fontes potenciais. A GC x GC separou os constituintes da matriz de petróleo em grupos químicos semelhantes que foram agrupados em um cromatograma bidimensional ordenado, a partir desses grupos ordenados picos de componentes menores foram separados e detectados, classes de compostos como alcanos, cicloalcanos, alquilbenzenos, alquilnaftalenos e antraceno/ fenantrenos se mostraram úteis para a comparação das amostras, que deu em uma equivalência entre a amostra do derramamento e uma das amostras da fonte em potencial.
Os hidrocarbonetos policíclicos aromáticos (PAHs), formados por carbono e hidrogênio com pelo menos dois anéis condensados, são tóxicos para os seres humanos e para outros organismos e plantas. Muitos desses contaminantes estão na lista de poluentes prioritários da Agência de Proteção Ambiental (US EPA) por serem carcinogênicos.
Análise de PAHs foi feita em amostras de solo comparando as técnicas de GC × GC-FID, GC-FID e GC / MS. Os analitos presentes no solo foram quantificados usando um padrão de referência contendo 24 PAHs. Realizaram três métodos de extração, usando extração líquida pressurizada (PLE) e uma limpeza por cromatografia em coluna de sílica. Entre os resultados obtidos por GC/MS e GC x GC não existiu diferença significativa nos níveis de PAH extraídos pelos três métodos propostos. Entre os PAHs, quatro zonas podem ser diferenciadas: os PAHs bicíclicos, os PAHs tricíclicos com dois anéis aromáticos, os PAHs tricíclicos com três anéis aromáticos e os PAHs com seis anéis fundidos. Com a GC × GC, todos os PAHs foram resolvidos cromatograficamente a partir de analitos co-extraídos e interferências, exceto dois pares de PAHs: benzo [b] fluoranteno e benzo [k] fluoranteno, e indeno [cd] pireno e dibenz [a, c] antraceno. Dentro da zona de eluição dos padrões de PAH, notou-se um rico padrão de eluição de muitos compostos, possivelmente compreendendo PAHs alquilados e funcionalizados.

### Análise de combustíveis
As fontes de energia podem ser de origem fóssil, como o carvão, o petróleo e o gás natural, de fontes renováveis (a partir de diferentes biomassas), ou nuclear.
O processo de refino do petróleo dá origem a diferentes tipos de combustíveis e outros produtos, como resumido na tabela abaixo:
| S. No. | Destilados de petróleo     | Faixa de temperatura de ebulição/Número de carbonos |
| ------ | -------------------------- | --------------------------------------------------- |
| 1      | Gás de petróleo liquefeito | Até 30 °C (C1 – C4)                                 |
| 2      | Gasolina                   | 30 – 225 °C (C5 – C11 ou C12)                       |
| 3      | Combustível de aviação     | 150 – 300 °C (C10 – C14)                            |
| 4      | Querosene                  | 140 – 320 °C (C9 – C16)                             |
| 5      | Diesel                     | 180 – 380 °C (C11 – C20)                            |
| 6      | Óleo combustível           | 216 – 421 °C (C12 – C20 ou mais)                    |
| 7      | Óleo lubrificante          | Mais de 400 °C (C25 – C40, às vezes C25 – C50)      |
| 8      | Graxa                      | Mais de 300 °C (>C17)                               |
| 9      | Asfalto                    | Mais de 340 °C (>C20)                               |

Alguns exemplos de biocombustíveis, produzidos a partir de fontes renováveis, também serão apresentados a seguir.
A utilização da técnica de GC x GC na análise de combustíveis pode trazer diversas informações sobre suas composições, presença de grupos específicos (por exemplo, grupos aromáticos e oxigenados), relações entre a composição e as propriedades físicas, informações sobre a origem de alguns biocombustíveis e adulterações, tanto em relação aos excessos nas quantidades já permitidas pelas agências reguladoras, como na adição de componentes estranhos à composição convencional.
A gasolina contém diversos hidrocarbonetos aromáticos (como benzenos e toluenos) na sua composição, que se correlacionam com seus parâmetros de qualidade e regulatórios. Durante sua produção, a presença dos compostos aromáticos e o acompanhamento do ponto de ebulição de alguns deles auxiliam no ajuste da classificação de octanas e no monitoramento dos processos de refino.
No estudo de Micyus, McCurry e Seeley (2005) foi avaliado que a GC x GC pode ser utilizada para caracterizar quantitativamente o teor de compostos aromáticos na gasolina e os resultados são comparáveis aos métodos oficiais estabelecidos pela American Society for Testing and Materials (ASTM), com a vantagem de fornecer mais informações sobre as classes individuais de compostos e menor interferência das olefinas. Em um dos cromatogramas obtidos, por exemplo, foi observada a separação completa entre os hidrocarbonetos monoaromáticos e os compostos saturados, sendo possível também a separação entre os que possuem o mesmo número de carbonos. Adicionalmente, os compostos diaromáticos puderam ser separados dos monoaromáticos, pois apresentaram retenção secundária maior.
No Brasil, a Agência Nacional do Petróleo, Gás Natural e Biocombustíveis (ANP) é a responsável pelo controle de qualidade da gasolina e dos outros combustíveis, além de atuar em toda a cadeia de produção até a comercialização nos postos de combustíveis.
Godoy et al. (2011) utilizaram um sistema GC x GC-FID para avaliar 51 amostras de gasolina tipo C (comercializada no Brasil, contendo porcentagem de etanol anidro). A partir dos cromatogramas obtidos e de análise multivariada dos dados foi possível prever os quatro pontos da curva de destilação e determinar a densidade relativa, que estavam em conformidade com o especificado pela ANP, e ambas as medidas são importantes na avaliação da qualidade da gasolina. Além da qualidade dos resultados, outra vantagem da metodologia com GC x GC seria a utilização de menor quantidade de amostra.
A adulteração da gasolina tem impactos no desempenho dos veículos, podendo danificar peças, e aumenta a emissão de gases poluentes. As substâncias mais comumente utilizadas para essa finalidade são etanol em excesso, nafta, querosene, diesel e outros solventes de menor custo.
O método oficial da ASTM, utilizando cromatografia gasosa (GC), se baseia na detecção de marcadores contidos nos solventes, enquanto na metodologia proposta no estudo de Pedroso et al. (2008) seria possível separar através dos cromatogramas os picos ou grupo de picos referentes à gasolina e os outros, referentes aos solventes adulterantes. Os autores utilizaram GC x GC-FID e calibração multivariada para avaliar amostras de gasolina tipo C e amostras adulteradas com querosene, diluente de tinta e aguarrás. Os resultados indicaram que a metodologia empregada permitiu a diferenciação entre amostras originais e adulteradas, tanto para as misturas produzidas em laboratório como para amostras coletadas em postos de gasolina, previamente avaliadas utilizando a metodologia oficial.
O diesel convencional é um dos produtos obtidos no refino do petróleo (Tabela 4), enquanto os biocombustíveis são provenientes de fontes renováveis e produzem menor efeito estufa. Existem duas formas de produção do biodiesel, a primeira compreendendo reações de transesterificação de óleos vegetais e, a segunda, por conversão bioquímica ou termoquímica de biomassa (provenientes de resíduos agrícolas, orgânicos e outros), se apresentando como misturas complexas de compostos oxigenados. O biodiesel e o diesel convencional podem ser misturados em diferentes concentrações para utilização como combustível.
Utilizando a GC x GC com detectores FID e TOF-MS, Adam et al. (2008) puderam separar e identificar duas amostras de misturas complexas de biodiesel, produzidos com base em óleos vegetais de copra (que corresponde à polpa de coco seca) e colza, com o diesel convencional. Foi determinada a composição de ésteres de ácidos graxos e do grupo de hidrocarbonetos, que correspondem ao biodiesel e diesel, respectivamente. Os autores destacaram a alta eficiência da técnica, que permitiu a distinção dos dois perfis, especialmente em relação à distribuição dos ésteres de ácidos graxos. Adicionalmente, os resultados quantitativos estavam em conformidade com os métodos de referência e podem representar novas possibilidades para especificações desses produtos.
No trabalho de Shi et al. (2017) foram analisadas dezessete amostras de combustíveis de hidrocarbonetos de aviação. Os autores utilizaram GC x GC-MS e GC x GC-FID para as avaliações qualitativa e quantitativa das amostras, respectivamente. Os hidrocarbonetos presentes nas amostras puderam ser determinados e classificados segundo diferentes classes e número de carbonos. A partir dos resultados e da utilização de algoritmos de correlação foram estabelecidas relações entre a composição das amostras e diferentes propriedades (densidade, ponto de congelamento, ponto de fulgor e calor líquido de combustão). Dessa forma, o estudo mostrou que a GC x GC seria uma ferramenta com potencial para prever as propriedades desses combustíveis.
No setor de aviação também há interesse e pesquisas na utilização de biocombustíveis em substituição aos combustíveis derivados de petróleo. O combustível de aviação convencional (Tabela 4) apresenta diversos grupos de hidrocarbonetos na composição, como parafinas e naftenos, enquanto o biocombustível pode ser obtido à base de lignina por despolimerização e processos catalíticos de hidrodesoxigenação, com composição predominante de hidrocarbonetos de estrutura cíclica C12-C18.
Ruan et al. (2019) utilizaram os sistemas GC × GC-FID e GC × GC-TOF-MS para identificação e quantificação de compostos em combustível de aviação à base de lignina. Os autores concluíram que as propriedades do biocombustível avaliado não eram muito próximas ao do combustível de aviação convencional, porém, apresentaria boa aplicação como aditivo de combustível ou como combustível para outras aplicações específicas. Além disso, destacaram vantagens como custos mais baixos e menor emissão de gases, referentes ao uso desses combustíveis.
O biogás, representando outro biocombustível, pode ser produzido a partir de resíduos orgânicos (por exemplo, resíduos sólidos urbanos e agrícolas) que são convertidos por meio de processos termoquímicos e biológicos. Algumas das aplicações do biogás são na produção de eletricidade e calor e, também, como combustível para veículos, após a conversão em biometano. A composição do biogás depende da origem da biomassa que foi utilizada para sua produção, podendo conter: os gases principais (como metano (CH4) e dióxido de carbono (CO2)), os compostos inorgânicos (como sulfeto de hidrogênio (H2S) ou amônia (NH3)) e os compostos orgânicos voláteis (VOCs), como terpenos e siloxanos. O conteúdo total de VOCs é utilizado para a caracterização do gás.
No estudo de Hilaire et al. (2017) as diferenças na composição do biogás provenientes de diferentes fontes de biomassas puderam ser observadas nos cromatogramas obtidos por GC x GC-MS. A técnica de GC x GC se mostrou muito sensível e resolutiva, especialmente em comparação aos resultados fornecidos pela GC-MS, permitindo a caracterização detalhada de amostras complexas de biogás e biometano e indicando possibilidades de sua aplicação na otimização da produção, monitoramento das características do biogás e para estimar a eficiência dos processos de purificação, também avaliada no estudo, através da redução no conteúdo dos VOCs.

### Análise de óleos essenciais
Os óleos essenciais (OE) são elementos voláteis resultantes do metabolismo secundário das plantas, normalmente encontrados nos caules e folhas. Os EOs constituem misturas complexas de compostos voláteis a semivoláteis com diversas estruturas químicas e isoméricas, incluindo várias classes de compostos de grande interesse industrial. Como resultado, a identificação precisa desses voláteis em matrizes biológicas, especialmente quando em misturas, continua sendo um desafio que garante o desenvolvimento contínuo de métodos de detecção e separação abrangentes rápidos e eficientes. Dentre as técnicas analíticas utilizadas para análise da matriz complexa de óleos essenciais, a cromatografia gasosa bidimensional abrangente vem ganhando cada vez mais destaque, principalmente no que diz respeito ao controle de qualidade e autenticação de EOs. Um exemplo disso é o trabalho realizado por Fillipi, em que a cromatografia bidimensional (CG x CG-FID/ MS) ) possibilitou a separação eficiente de 135 componentes do óleo de vetiver pela primeira vez.
A identificação dos constituintes voláteis dos óleos essenciais torna-se mais complexa quando as substâncias de interesse são enantiômericas, pois as propriedades químicas e físicas semelhantes de moléculas quirais, inviabilizam a fácil separação e identificação destes compostos por meio de métodos convencionais. Atualmente a cromatografia gasosa enantiosseletiva (e GC) tem demonstrado excelentes resultados na separação de enantiômeros, pois esta técnica tem minimizado sobreposições de picos, bem como interferências da matriz da amostra.  A este respeito Wong utilizou a cromatografia enantiosseletiva bidimensional abrangente (e GC × GC), para descrever satisfatoriamente a enantioseparação de monoterpenos no óleo da árvore do chá, obtendo boa resolução dos picos mesmo em índices de retenção próximos. Jung et al,  ao também fazer uso do GC-MS enantiosseletivo multidimensional, conseguiu ótimos resultados, obtendo uma base mais abrangente para avaliação da autenticidade e detecção de adulterantes artificiais no óleo de lavanda.
Os métodos de adulteração de óleo essenciais, sejam naturais ou sintéticos degradam a qualidade dos óleos essenciais, podendo vir a ocasionar problemas de segurança ao consumidor. A autenticação é, portanto, uma questão importante para consumidores e empresas, evitando a concorrência desleal entre fabricantes e garantindo elevado padrão de qualidade aos consumidores. No estudo realizado por Schaffer, GC x GC -  TOFMS foi empregado com sucesso para detectar a presença de adulterantes no óleo de sassafrás, permitindo identificar amostras cujos perfis de impureza não eram pronunciados. No mesmo seguimento Fonseca, aplicou estratégias de calibração multivariada para quantificação do óleo essencial de alecrim em amostras contento interferentes, usando CG x CG – FID.
O uso da cromatografia bidimensional também é empregada na avaliação da qualidade de perfumes e produtos cosméticos, permitindo avaliar os aditivos que compõe esses compostos odorantes, como também possíveis alérgicos. A esse respeito, a cromatografia bidimensional pode ser valiosa, oferecendo analitos melhor resolvidos, individualmente identificados em um gráfico 2D por duas coordenadas de tempo de retenção características. Um exemplo disso é o trabalho de DEVOS(2012) em que foi obtida a determinação de alérgenos em fragrâncias de cosméticos usando cromatografia 1 D / 2 D selecionável GC-MS, conseguindo quantificar até mesmo compostos alvos coeluentes. Desmeth (2015) ao utilizar GC- MS headspace, para avaliar amostras de formulações cosméticas ilegais, conseguiu confirmar a presença de compostos alergênicas em concentração acima do valor limite estipulado pelas agencias regulamentadoras.
A preocupação relacionada a segurança dos produtos comercializados não abrange somente a área de perfumaria e cosmética, mas também o setor alimentos e fármacos. A Organização Mundial da Saúde (OMS) aceitou a análise de impressões digitais como uma metodologia para avaliar a qualidade das ervas na avaliação da segurança de produtos à base de plantas. Nesse sentido, as técnicas de impressão digital fornecem um perfil abrangente, aplicado com o propósito de especificação taxonômica, avaliação de qualidade, identificação e autenticação de produtos fitoterápicos. O estudo realizado por Gorji e colaboradores, conseguiram monitorar e quantificaram produtos de oxidação de lipídios voláteis em estágios iniciais e avançados de ranço usando HS-GC × GC / TOFMS. Hu utilizou Headspace-GC × GC-TOFMS, junto a modelos estatísticos multivariados para construir um modelo de classificação para quatro óleos comestíveis. Foram encontrados nos óleos essenciais estudados marcadores que podem atuar como impressão digital, podendo assim estabelecer métodos de controle de qualidade mais eficientes, garantindo a segurança dos alimentos fornecidos aos consumidores. Já o trabalho de Qiu investigou o óleo de Qianghuo (medicamento tradicional chinês), de diferentes regiões usando cromatografia gasosa bidimensional abrangente-espectrometria de massa de tempo de voo (GC x GC – TOFMS) e detecção de ionização de chama (GC x GC – FID). A identificação mostrou diferenças significativas na composição química das amostras da província de Sichuan de amostras de outras origens geográficas, possibilitando a utilização destes marcadores como parâmetro de autenticidade e qualidade do óleo de Qianghuo.

### Análises forenses
O uso da técnica de GCxGC em investigações forenses tem se desenvolvido nos últimos anos, tornando-se uma ferramenta muito popular em laboratório analíticos, onde químicos lidam diariamente com amostras complexas. Com o aumento da razão sinal ruído e capacidade de geração de picos com mais detalhes direciona a uma tendência de uso ao invés da tradicional técnica de GC em uma dimensão. Em ciências forenses podem ser encontradas em trabalhos como análise de drogas de abuso ou ilícitas, toxicologia forense, análise de resíduos de incêndio, como investigação ARSON análise de fósseis, análise ambiental e forense química, biológica, radioativa e nuclear (do inglês CBRN – Chemical, Biological, Radiocative, Nuclear), cheiro humano, além de outras.
- Contrabando de objetos de animais: A aplicação de GCxGC-TOFMS é um dos métodos para análise de identificação de contrabandos de animais selvagens, como marfim, ossos, amostras de dentina de elefantes. O tráfico ilegal é uma das principais causas para o declínio de espécies na natureza, e os matérias são utilizados com proposta religiosa, para confecção de troféus, potencial nutricional, etc. Por isso uma identificação precisa se faz necessário para as ações judiciais adequadas. Devido a isso é investigado o perfil volatilomico destes materiais. A técnica também é bem estabelecida para detecção de materiais de caça ilegal como chifres de rinocerontes onde é analisado compostos voláteis para distinção das diferentes espécies contrabandeadas. Um método rápido e não invasivo elimina obstáculos de repressão ao tráfico de vida selvagem.
- Incêndios florestais: Incêndios florestais geram uma investigação complexa devido à grande abundância de compostos naturais presentes e subsequentemente dos produtos gerados devido a pirólise durante a combustão. Estes compostos podem estar presentes em grande quantidade e mascarar a identificação dos resíduos de líquidos inflamáveis, trazendo assim resultados ambíguos. O uso de GCxGC é apto a reduzir o número de tentativas de identificação dos resíduos, quando comparado com uma dimensão, certos compostos não são úteis para identificação para líquidos inflamáveis em amostras de incêndio, em particular o grupo dos três mosqueteiros (etilbenzeno, m,p xileno e o-xileno) o qual é onipresente em todas as amostras, por outro lado, a presença de C1 e C2 alquilnaftalenos são excelentes indicadores da presença de gasolina em resíduos líquidos de inflamáveis. Muitos dos incêndios são iniciados propositalmente por Humanos, nos EUA em torno de 86% são causados por atividade humanas e a gasolina é o mais comum líquido inflamável utilizado. Pesquisas mostram que a utilização de GCxGC-TOFMS permite a detecção de compostos targets com resultados aceitáveis com 100% para hidrocarbonetos de petróleo, 79% de gasolina e 77% de óleo de lâmpadas foram acertadas corretamente em simulação de investigação de incêndios. A presença destes resíduos é indicativo de ARSON em oposição a um incêndio acidental.
- Estudo de lubrificantes sexuais a base de óleo: Lubrificantes comuns utilizados em agressões sexuais são a base de silicone ou a base de água. Estes tipos de lubrificantes são facilmente analisados por diversos instrumentos na ciência forense. Embora estes tipos de lubrificantes sejam misturas de multicomponentes, eles não são tão complexos quanto os lubrificantes a base de óleo ou até mesmo de produtos de higiene pessoal que podem ser usados em agressões sexuais ou encontrada na vítima durante a coleta de resíduos do ato. Lubrificantes a base de óleo são relacionados em um ou mais tipos de óleos, como aloe, girassol, abacate, etc. A utilização de GCxGC melhora a análise pois diminui a co-eluição dos compostos complexos.
- Odores de decomposição Humana: Como mencionado anteriormente na aplicação TOF de baixa resolução, uma das aplicações de GCxGC é quando se inicia a decomposição humana, as grandes moléculas do tecido humano se quebram em menores formando os VOCs (Compostos orgânicos voláteis) característicos deste processo biológico. Atualmente é um campo das ciências forenses a identificação destes compostos por meio de cães farejadores no auxílio de grandes desastres, com intuito de encontrar restos de corpos soterrados. A ideia seria ter um equipamento portátil para este trabalho juntamente com o auxílio dos cães farejadores. Os odores gerados pela decomposição formam centenas de compostos voláteis, sendo o processo de decomposição dinâmico dependendo do estágio de decomposição. Desta forma, tem se tornado parente de que o uso de GCxGC acomplado com espectrometria de massas Time of Flight (TOFMS) e alta resolução TOFMS (HRTOFMS), é válido para análise de compostos orgânicos voláteis (VOCs) de cadáveres em decomposição, assim como o alto numero de VOCs que pode ser detectado e identificado.
- Ambiental Forense: Para análise de hidrocarbonetos de petróleo, cromatografia bidimensional (GCxGC) prevê melhores separações com misturas complexas, aumentando a razão sinal ruído, e direcionando a cromatogramas mais limpos para identificação de compostos desconhecidos. Esta ideia foi significativamente estabelecida nas décadas passadas e se tornou um método bem estabelecido dentro da pesquisa forense em vazamento de óleos, infiltrações naturais e análise de desconhecidos. Petróleo é uma mistura complexa que contém milhares de compostos com funcionalidades químicas diferentes, incluindo alcanos, clicloalcanos, aromáticos, e compostos que contêm enxofre, oxigênio e nitrogênio. Estudos detalhados da origem, destino e transporte de liberação destes compostos no ambiente que exigem uma separação de alta resolução.
- Drogas ilícitas: Safrol, é o principal composto no óleo essencial de várias plantas da família Lauril (laureaceae), e seus produtos secundários piperonilmetilcetona são predominantemente usado como precursor na síntese de drogas ilícitas do 3,4-metilenodioximetanfetamina (MDMA), o qual é, o ingrediente ativo mais comum no tablet de ecstasy. Métodos analíticos com capacidade adequada para identificar a origem do precursor, como o safrol, disponibiliza uma informação valiosa sobre a droga relatada a inteligência policial. Amostras de óleo de sassafraz apreendidos pela polícia foram submetidos a análises comparativa baseada em seus perfis químicos obtidos por cromatografia a gás bidimensional acoplado a espectrometria de massas time of flight (GCxGC-TOFMS). A otimização do poder de separação e aumento da sensibilidade do GCxGC permitiu a detecção de compostos menores presentes no óleo essencial no qual tem interesse particular nos casos de amostras muito puras e no qual perfil de impureza não é muito pronunciado.
- Arqueologia: Microextração em fase sólida e cromatografia a gás e espectrometria de massas é tradicionalmente utilizada em combinação com outras análises para caracterização de resíduos orgânicos oriundos de espécimes arqueológico, recentemente em muitos campos das ciências, GCxGC-TOFMS tem provido inúmeros benefícios quando comparado com GC-Ms. O estudo de material arqueológico é um desafio particular por várias razões, o fator mais pertinente é a quantidade de resíduos orgânicos disponíveis na análise e serem uma quantidade extremamente pequena, outro fator é a idade da espécie arqueológica resultando em alguma ou total degradação do objeto. Para complicar, o histórico detalhado do ambiente em que a amostra foi exposta é totalmente desconhecida. Muitas das matrizes analisadas possuem complexos de compostos não voláteis, semi-voláteis e voláteis, a presença de picos co-eluidos é uma realidade na utilização de 1 dimensão em uma mistura de complexos não resolvidos (UCM – unresolved complexe mixture), o que é otimizado com a utilização de 2D.

### Análise de alimentos
A análise de alimentos é crucial para o controle de qualidade e segurança alimentar desde seu valor nutricional até seu armazenamento para que evite contaminações (Kudlejova, L., Risticevic, S.). A técnica por GCxGC tem grande vantagem frente às outras, devido ao número máximo de compostos que podem ser separados em uma mesma análise (PEDROSO,2009).
Esse método de análise nos permite determinar o sabor de uma alimento por exemplo, como fez Mohamed Adahchour; Jaap Wiewel; Ramon Verdel; René J.J.Vreuls e Udo A.Th.Brinkman com a Manteiga. O teste foi realizado por meio de microextração de fase sólida em dois tipos de manteiga fresca, onde houve o preparo da amostra, o que é necessário em vários tipos de análise para métodos GCxGC, colocando-as em condições adequadas. Na coluna de primeira dimensão usou-se 30m x 0,25 mm ID, 0,25 μm BP21 (polietilenoglicol, tratado com TPA) (SGE Europa) e na de segunda dimensão usou-se BPX-35 de 1 m × 0,1 mm, 0,1 μm (SGE Europa) e ambas foram conectadas. houve análise de compostos polares através de fase aquosas da amostra que quando submetidos a dois níveis de temperatura (40° e 170° C) ficou nítida a diferença dos compostos nos cromatogramas quando a temperatura era elevada, sendo analitos polares e compostos polares evidentes com maior intensidade. Várias classes de compostos desconhecidos foram detectados. Separação aprimorada, fornecimento de informações, problema de resolução, limites de detecção, tempo de retenção (primeira e segunda), logo todos esses aspectos e alguns outros específicos da amostra e da análise mostraram-se eficientes e melhores identificados pela técnica GCxGC. 
A análise de Gordura e Óleo também foi aplicada a técnica GCxGC em uma trabalho de análise de óleo de peixe. “Os óleos vegetais contêm principalmente a série ω-6 de ácidos graxos, enquanto os óleos de peixe contêm principalmente a série ω-3 de ácidos graxos” (Henk-Jan de Geus, et Al.). A complexidade das cadeias de ácidos graxos nos faz optarmos por análise que tenham uma capacidade melhor de identificação. No trabalho em questão foram usadas amostras de azeite comercial e óleo de girassol. “As amostras de óleo de peixe foram óleo de fígado de bacalhau comercial (Möller tran, Noruega) e óleo de arenque que foi processado a partir de subprodutos de maatjes de arenque” (Henk-Jan de Geus, et Al.). No preparo da amostra ácidos graxos foram convertidos em ésteres metílicos, como discutido anteriormente a amostra para análise precisou de um preparo para que pudesse ser trabalhada em equipamento. No sistema GCxGC, percebeu-se condições totalmente diferentes de outro tipo de análise; neste trabalho os responsáveis usaram:
“Uma coluna de sílica fundida de 9,0 m × 0,2 mm, 0,33 μm HP-1 (dimetilpolisiloxano) (Hewlett-Packard), foi conectada ao injetor split-splitless e, na outra extremidade, ao tubo modulador (8,2 cm × 0,1 mm de sílica fundida revestida com 3,5μm de dimetilpolissiloxano; Quadrex, New Haven, CT, EUA) usando um ajuste de pressão em miniatura (Zoex). Usando dois ajustes de pressão em miniatura e um capilar não revestido de 0,11 m × 0,1 mm, a extremidade do tubo modulador foi conectada à segunda coluna [0,30 m × 0,1 mm ID, 0,2 μm CP-WAX-52 (polietilenoglicol) (Chrompack, Middelburg, Holanda)], que foi instalado na segunda câmara do forno. Esta segunda câmara do forno foi isolada do primeiro forno por uma parede de cerâmica e pode ser programada em temperatura a partir do painel de controle do GC”. (Henk-Jan de Geus, et Al.)
Dentre os resultados obtidos notou-se que o uso de 1-GC não é suficiente para detectar os compostos necessários, sendo provado no trabalho em questão que a separação de segunda dimensão é muito mais benéfica nos cromatogramas, na visibilidade dos picos e se o objetivo for uma técnica rápida de identidade de uma amostra essa técnica seria a melhor opção.
A identificação de Contaminantes em alimentos foi uma opção de análise bidimensional GCxGC para Peter Korytár, Leonards, P.EG. de Boer, J. e Brinkman, U.A.Th. Segundo os autores:
“[...]os efeitos prejudiciais à saúde dos bifenilos policlorados (PCBs) se tornaram claros, tem havido uma necessidade contínua de sua medição confiável em amostras de alimentos. As análises de PCB se concentram principalmente na determinação de marcadores congêneres (CBs 28, 52, 101, 118, 138, 153 e 180), que são os congêneres predominantemente encontrados em humanos e em alimentos de origem animal.”
Em seu estudo foi organizado com uma mistura padrão a ser usada nas amostras para identificar quantitativamente suas concentrações, assim como o preparo da amostra de fígado de bacalhau colocada na coluna e eluída para coleta de CB para continuidade nos processos seguintes. Não diferente de alguns outros trabalhos, os autores também compararam o método de análise GC e GCxGC para que as diferenças de montagem e condições pudessem ser vistas e discutidas durante o processo de desenvolvimento de análise e apontam que “No entanto, essa comparação muitas vezes não é válida, porque em GC × GC a coluna de primeira dimensão frequentemente tem uma eficiência mais baixa do que a coluna normalmente usada em uma separação unidimensional” (Korytár,Peter. et. Al, 2002). Logo, usaram coluna eficiente em GC como eles normalmente usavam para a comparação dos cromatogramas mostrando sempre os resultados dos picos de um método e outro.
Ainda na Análise de GCxGC, baseado na ideia de que “[...] uma fase não polar é geralmente preferida. Uma fase estacionária 5% fenil-, 95% dimetilpolissiloxano é apenas ligeiramente polar e é freqüentemente usada para separações GC unidimensionais de rotina de PCBs; portanto, características de retenção para muitos congêneres” (Korytár,Peter. et. Al, 2002) selecionaram a primeira coluna e na opção de segunda coluna testaram três modelos para que pudesse comparar a mais adequada. Levou-se em conta a otimização de temperatura que é muito importante no processo. De todos os cromatogramas apontados e tabelas de concentrações não pode-se optar pela preferência do uso de GCxGC mais, puderam afirmar seus pontos mais relevantes e adequados, até mesmo quando discutido sobre os limites de detecção observados, ou seja, o método pode ser usado para esta finalidade desde que em condições ideais.
Os Voláteis também estão envolvidos nos estudos de GCxGC como técnica de análise, porém em muitos trabalho de cromatografia bidimensional abrangente ele está acoplado ou sendo comparado a outras técnicas em uma determinada análise(Rochat, S. et Al.,2007; Wieczorek, M. N. et Al.,2020; Li, Shujing; et Al., 2020).
Na pesquisa desenvolvida por Sabine Rochat, Jean-Yves de Saint Laumer e Alain Chaintreau é observada a aplicação da técnica de GCxGC para análise de compostos de enxofre do aroma de rosbife, não sendo esta a única técnica do trabalho. Baseado em pesquisas anteriores os mesmos escolheram a técnica por considerá-la mais sensível e apropriada para detecção de novos compostos voláteis na amostra em questão. Em continuidade a trabalhos anteriores os mesmos fizeram então o preparo da amostra, deixaram o equipamento adequado para o tipo de análise, logo com a melhor colunas e temperatura de interesse e a partir disso obtiveram bons resultados, combinado com outros dois tipos de técnica os autores conseguiram identificar os compostos de enxofre de interesse e valorização a técnica GCxGC por facilitar a identificação de compostos, por ser mais sensível e ter um cromatograma com picos e resoluções de interesse.
A técnica GCxGC esta sendo uma opção para muito estudiosos que querem otimizar e facilitar a identificação por exemplo, de compostos em uma amostra complexa.